# Haras nationaux
Vous lisez un « article de qualité » labellisé en 2019.
Pour les articles homonymes, voir Haras national.
Les Haras nationaux sont, de 1665 à 2010, l'administration des haras publics français, chargée de l'élevage des chevaux. Constituant l'une des plus anciennes administrations françaises, leurs origines remontent aux Haras royaux, créés sous Colbert. Brièvement supprimés durant la Révolution, ils sont restaurés sous le nom de Haras impériaux par Napoléon Ier, puis réformés en 1874, devenant les Haras nationaux, organisation qui perdure plus d'un siècle. En 1999, les Haras nationaux acquièrent le statut d'établissement public à caractère administratif (EPA). Un regroupement est opéré en 2010 avec l'École nationale d'équitation, pour former l'Institut français du cheval et de l'équitation.
Les Haras nationaux sont établis dans des bâtiments de l'État, bâtis ou réaménagés en écuries pour accueillir des étalons reproducteurs et du matériel équestre (harnais, attelages…). Le plus ancien et le mieux connu est le Haras national du Pin, construit en 1714 par ordre de Louis XIV. La plupart de ces bâtiments sont classés monuments historiques.
Sur trois siècles, les Haras nationaux jouent un rôle de tutelle étatique pour contrôler l'élevage équin et améliorer la qualité des chevaux présents en France. L'objectif est initialement militaire, qui vise à fournir la cavalerie française. Ils se tournent vers le sport hippique à partir de la fin du XIXe siècle, puis les sports et loisirs équestres dans la seconde moitié du XXe siècle, dont la gestion des registres généalogiques des races d'équidés domestiques. Les inspecteurs des Haras nationaux achètent des étalons privés sur inspection et performances, qu'ils mettent ensuite à disposition des propriétaires de juments dans toute la France, mission dite d'« étalonnage public ». Ces missions historiques prennent fin au début du XXIe siècle, sous l'influence de politiques libérales. 
Présents sur l'ensemble du territoire national français, les Haras nationaux sont désormais surtout dévolus à la diffusion du savoir de la filière équestre. Ils remplissent une fonction d'appui au service de l'ensemble des acteurs du développement territorial de la filière du cheval et des autres équidés domestiques, éleveurs y compris. Ils soutiennent la préservation des races rares. Les réformes successives depuis la fin du XXe siècle s'accompagnent de fermetures ou de changements de missions pour certains établissements. Les Haras nationaux subsistants forment désormais des lieux ouverts au tourisme patrimonial.

## Sources

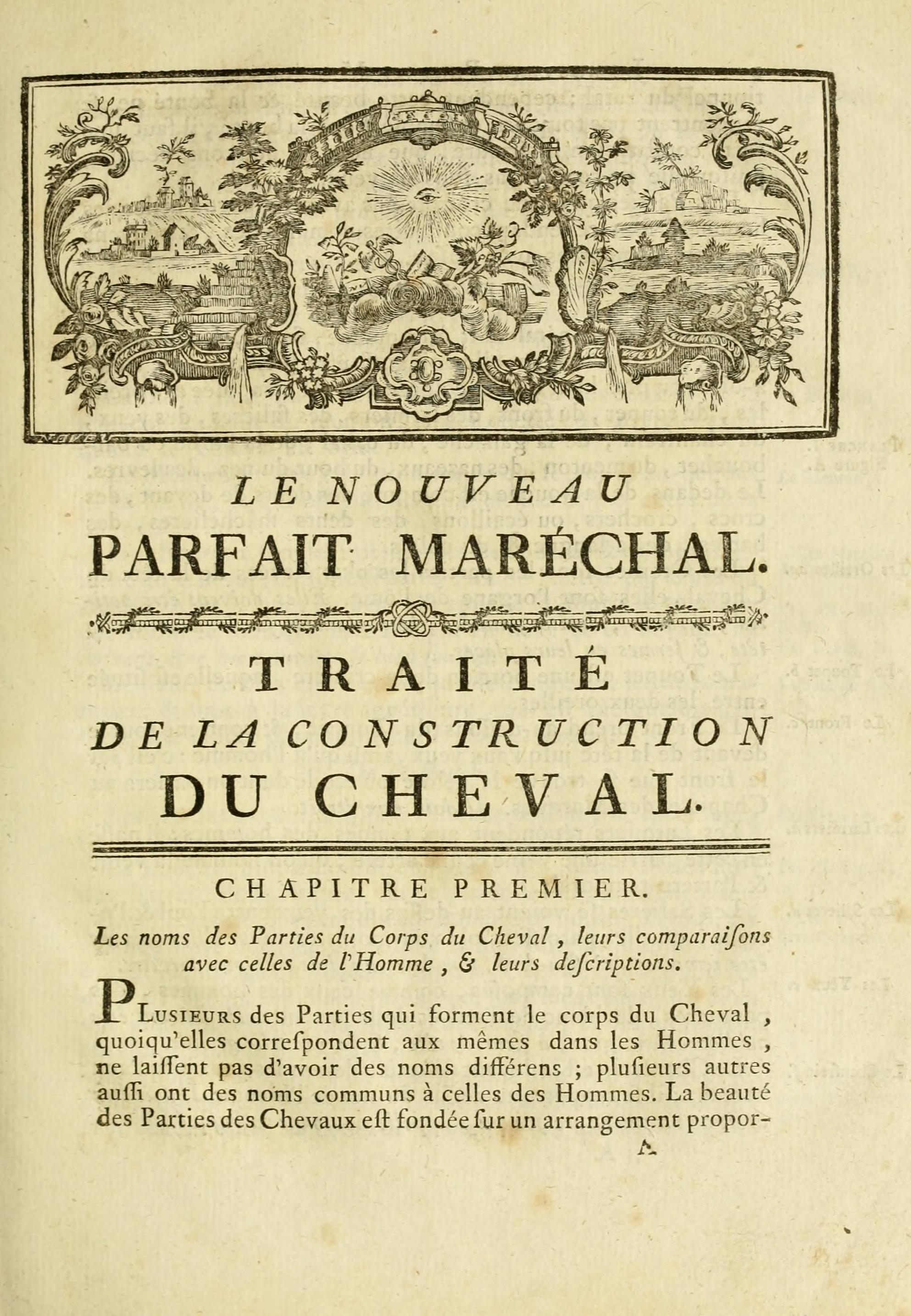
Couverture de l'ouvrage Le nouveau parfait marechal, ou, La connoissance générale et universelle du cheval par M. Fr. A. de Garsault, Capitaine du Haras du Roi, 1787.

- VIe siècle : fonction de comes stabuli
- ~ 800 : capitulaire De Villis
- 1665 : création des Haras royaux
- 1683 : règlement de Seignelay
- 1715 : construction du Haras du Pin
- 1717 : Code des Haras de Brancas
- 1727 : indépendance des Haras de Bretagne
- 1764 : séparation entre Haras royaux et Haras de l'armée
- 1789 : fuite du Grand Écuyer du roi
- 1790 : suppression des Haras
- 1795 : rétablissement de sept dépôts d'étalons
- 1806 : rétablissement des « Haras impériaux »
- 1825 : création du Conseil supérieur des Haras
- 1874 : loi organique des haras / loi Bocher
- 1965 : réorientation sport-loisir
- 1974 : création du SIRE (Système d'Information Répertoriant les Équidés)
- 1982 : dissolution du corps des officiers des Haras
- 1999 : regroupement dans l'EPA « les Haras nationaux »
- 2004-2008 : premier contrat d'objectifs
- 2006 : rapport « Les Haras nationaux doivent-ils dételer ? »
- 2010 : dissolution dans l'IFCE
- 2014-2017 : second contrat d'objectifs
- 2016 : vente de sites patrimoniaux

Repères temporels généraux

D'après une analyse établie par les Archives nationales, « l’histoire des haras est relativement bien documentée pour l'Ancien Régime et même très abondamment pour les périodes de la Révolution, de l'Empire et la Restauration jusqu'en 1836 ». Les sources historiques manquent pour les périodes postérieures. Depuis 1811, chaque Haras doit disposer d'une pièce spécifique pour y entreposer ses archives. Ces dernières ont fait l'objet d'une campagne de collecte nationale depuis la fin de l'année 2005.
À partir du XVIIe siècle, de nombreux traités d'hippiatrie, puis des manuels et méthodes d'équitation, sont publiés en France : la plupart recommandent la création de haras sous le contrôle de l'État. L'un des plus connus est Le parfait mareschal de Jacques de Solleysel (1664, Paris), qui connaît 22 éditions et de très nombreuses traductions en Europe, influençant directement la politique mise en œuvre dans les Haras royaux de France jusqu'au début du XVIIIe siècle, avant d'être supplanté par Le nouveau parfait maréchal de François-Alexandre de Garsault (1748). Selon l'historien Jacques Mulliez, « la littérature hippique est à la fois l'une des plus fécondes et des plus indigestes », ses auteurs s'étendant longuement sur des questions d'ordre esthétique sans percevoir le véritable état de l'élevage en France.
L'histoire des Haras en elle-même est étudiée plus récemment. René Musset, qui revendique être le premier à s'y intéresser (1909), livre une vision très pessimiste de l'Ancien Régime. Le doctorant Yves Grange soutient en 1981 à l'institut d'études politiques de Grenoble Le cheval oublié, sa thèse consacrée aux relations politiques de l'Homme et du cheval en France de 1614 à 1914. Jacques Mulliez, en particulier avec Les chevaux du royaume, paru en 1983 (et réédité chez Belin en 2004), fournit le premier ouvrage d'un historien du monde rural au sujet des Haras.
De 1985 à 1987, est publiée une série de trois ouvrages (comptant ensemble plus de 1 000 pages) sous la plume de M. Gérard Guillotel, éleveur dans la région du haras national d'Hennebont. Consacrés à l'histoire des Haras nationaux français, depuis la domestication du cheval sur ce territoire, jusqu'aux années 1980, ces ouvrages identifient six grandes périodes dans l'histoire des Haras nationaux. : 
- Les premiers haras sauvages, puis organisés, depuis la Préhistoire jusqu'à la fin du Moyen Âge ;
- L'organisation des Haras royaux sous l'Ancien régime ;
- La décadence des Haras royaux dans le contexte de la Révolution française, suivie de la restauration des Haras impériaux ;
- L'organisation et la formation des premières races de chevaux françaises au début du XIXe siècle ;
- La réorganisation et la remise en cause du rôle des haras avec la loi Bocher en 1874, aboutissant aux Haras nationaux ;
- Les mutations de l'usage du cheval au XXe siècle, jusqu'à l'émergence de la société des loisirs.

Plus récemment, l'historien de l'Ancien Régime Daniel Roche publie une série de trois ouvrages consacrés à la culture équestre occidentale du XVIe siècle jusqu'au XIXe siècle, le second tome, La gloire et la puissance (2011), abordant quelque peu la question des Haras.

## Considérations sur l'esthétique et l'utilité du cheval

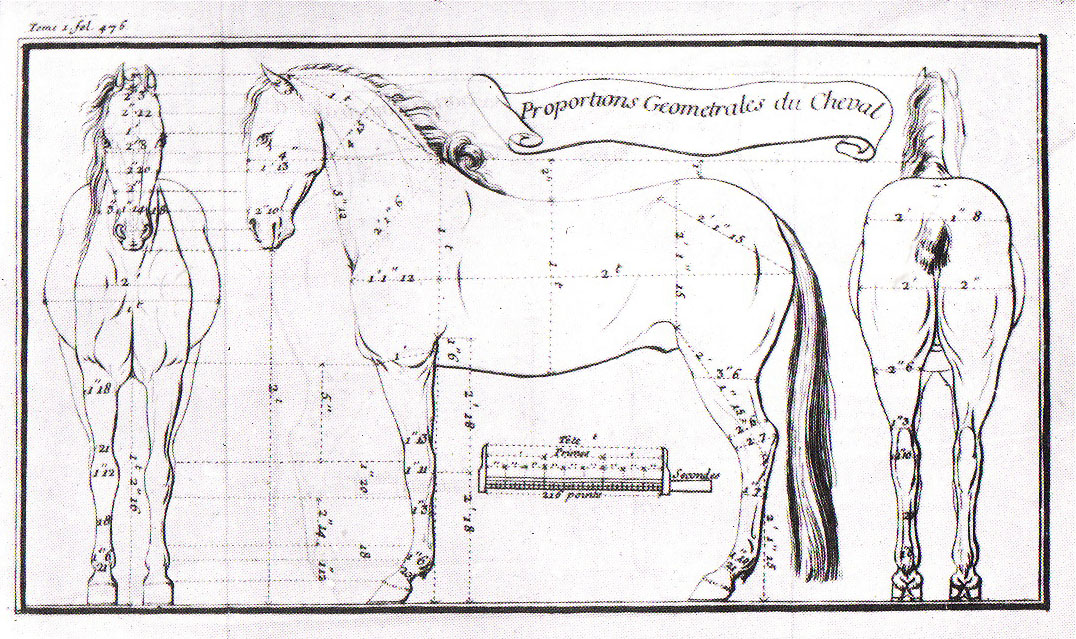
Proportions géométrales idéales du cheval d'après Claude Bourgelat.

L'élevage des chevaux sous l'Ancien Régime recherche surtout la qualité des étalons, les juments n'entrant (fautivement) pas en ligne de compte. Ce fonctionnement est contraire à celui de l'Angleterre : les haras français ne recèlent que des étalons, ce qui renvoie aussi aux différences entre la monarchie française (exclusivement masculine) et la monarchie britannique. Comme le note Jacques Mulliez, ce choix entretient initialement un symbolisme fort de la majesté royale, à travers l'idée selon laquelle toutes les juments du pays ne pourraient être couvertes que par un « étalon royal ». Daniel Roche évoque la « centaurisation » du corps du roi. L'idée dominante est qu'en croisant un grand et bel étalon à une petite jument, le poulain sera amélioré, car l'étalon est dominant. D'après Mulliez, la majeure partie de l'échec des Haras sous l'Ancien Régime réside dans le fait qu'il est inutile d'importer des étalons onéreux si personne n'achète leurs poulains.
Comme le résume Yves Grange : 

« À la base de l'élevage, il y a un problème esthétique de définition même qu'il faut repérer dans les motivations de l'administration des Haras. »

— Yves Grange, Le cheval oublié.
Les Haras recherchent un « type » de cheval, sans raisonner initialement en termes de races, ce qui provoque la disparition voulue de certaines races par croisement,. Recourir au croisement des races à plusieurs reprises est considéré comme nécessaire pour lutter contre l'influence du milieu, qui rapprocherait les chevaux du type « commun ». La mission d'origine des Haras royaux est de laisser s'éteindre les races jugées « inutiles », tout en devenant des lieux d'expérimentation pour faire naître de nouvelles races « utiles ». Daniel Roche parle de « tentatives d’amélioration pragmatiques et savantes [qui] investissent le corps biologique du cheval ». La croyance en la transmission héréditaire des caractères des chevaux influence toute la politique des haras au XIXe siècle.
Une autre particularité historique des Haras est d'avoir tenté d'imposer l'élevage du cheval de selle, préféré par la noblesse et par l'armée en raison d'une pénurie, au détriment du cheval de traction, puis de trait, qui a les faveurs des roturiers et paysans. L'administration des Haras a toujours déclaré agir au nom de la science et de l'intérêt général, malgré de possibles méconnaissances de la réalité de l'élevage et de l'intérêt des éleveurs, ainsi que des destructions volontaires de races adaptées à leur milieu, particulièrement aux XVIIe et XVIIIe siècles.

## Histoire
L'institutionnalisation de l'élevage équin est, avant même la création des Haras nationaux français, un enjeu important en raison de ses répercussions militaires, et ce, quel que soit le régime politique en place. Pour l'historien Daniel Roche, comme le résume Jean-Pierre Costille, « l’histoire du cheval épouse celle de la nation : le rayonnement d’un pays se conjugue avec le fait de posséder ses propres haras ». L'histoire des Haras de France relève en cela autant de l'histoire du cheval que de celle des administrations et des théories économiques. L'intervention des Haras, « institution unique au monde », se révèle variable en termes d'intensité, selon les époques et les régions concernées.

### Prémices

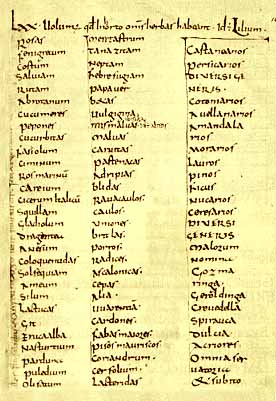
Page du Capitulaire De Villis, loi fondatrice du système des Haras nationaux français

Tant dans la société gallo-romaine que dans les royaumes francs, la gestion de l'élevage des chevaux « contribue non seulement à l'affranchissement mais encore à l'élévation de son titulaire ». 
Le cheval est répandu dans la France actuelle au Paléolithique supérieur, puis disparaît des restes fossiles jusqu'à l'âge du bronze. Le char du trésor de Vix, le culte de la déesse Épona et le Pharsale apportent des preuves que les Gaulois furent les premiers à avoir des projets d'élevage équin. Pendant la guerre des Gaules, César est impressionné par la cavalerie gauloise et la qualité de ses montures. Les Romains reprennent le culte d'Épona, et entretiennent des régiments de cavalerie.
Avec le déclin de l'Empire romain d'Occident et son remplacement par des royaumes barbares, est créée une fonction proche de celle des gardes des haras, celle des comes stabuli (littéralement, « comtes de l'étable »), sous Clotaire Ier, au VIe siècle. Ces comes stabuli ont pour fonction de gérer les chevaux et d'exécuter diverses missions au bénéfice du pouvoir en place. Gérard Guillotel estime que « nous pouvons tenir certains des domaines fiscalins comme les véritables ancêtres des Haras Royaux ». La loi des Francs rhénans dispose que quiconque trouve un cheval égaré doit le présenter trois fois successives sur un marché, avant de le conduire au palais royal.
Une seconde loi importante dans l'histoire des futurs Haras est transcrite dans le Capitulaire De Villis, rédigé sous Charlemagne en 800, qui impose que tous les poulains de l'année soient séparés des juments à un âge convenable, puis montrés au palais royal : cette charte constitue d'après Guillotel « l'esquisse de la conduite à venir de l'élevage équin sous le contrôle de l'État ». À partir du XIe siècle, une distinction s'opère entre les chevaux selon leur usage : destrier, palefroi, roussin ou sommier. 
Plus tard, les Croisades entraînent un commerce et un brassage de chevaux de différentes origines. Une ordonnance du roi Philippe III le Hardi est considérée par Jacques Mulliez comme la toute première tentative d'établir des haras sur le territoire français.

### Haras royaux «sauvages»

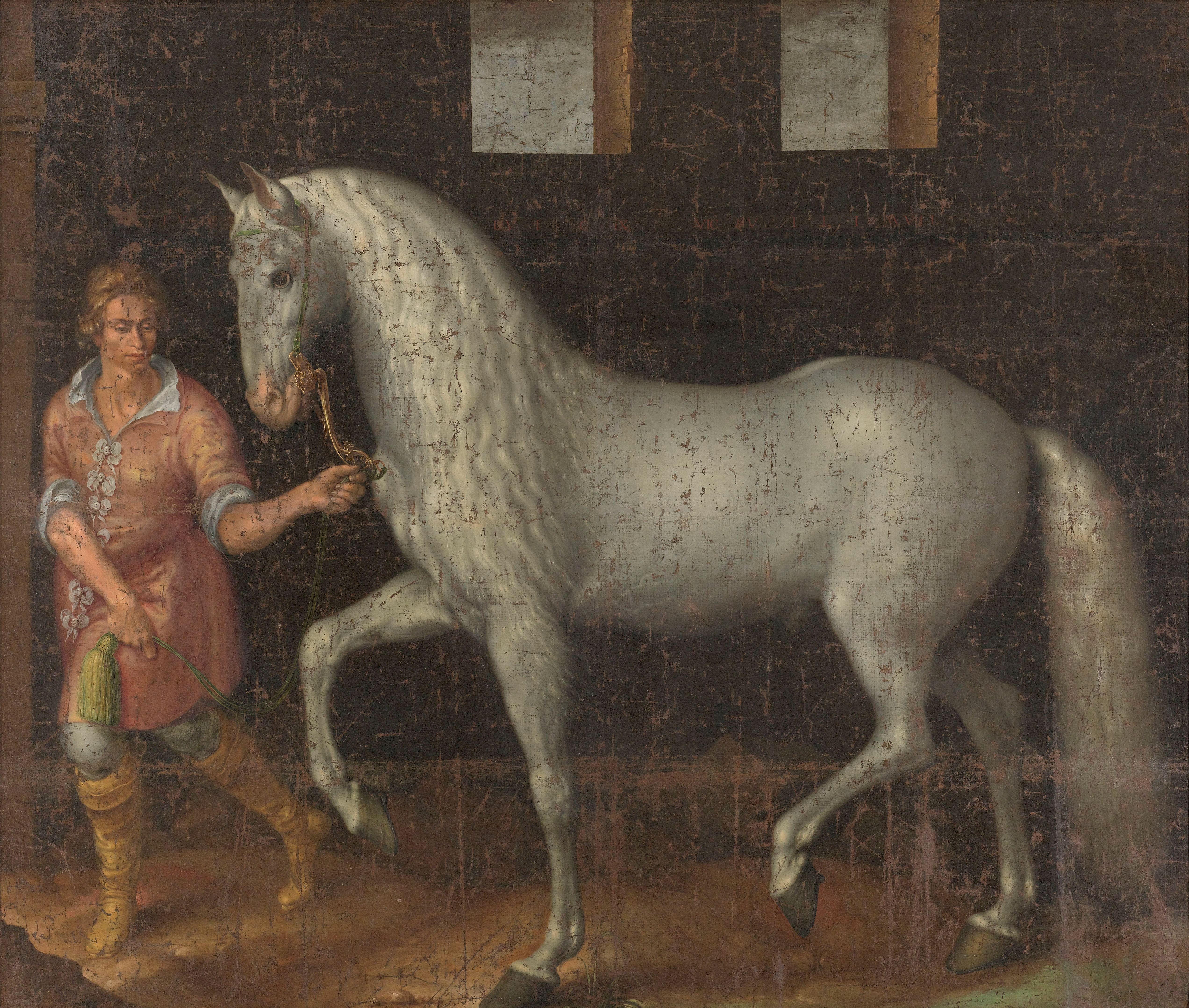
Étalon espagnol sur une peinture de 1603, proche des montures vraisemblablement élevées dans les premiers Haras royaux.

Plusieurs haras sauvages, créés avant l'institution des Haras nationaux (du XIIIe siècle au XVIIe siècle), dans des lieux défrichés pour l'occasion, gardent leur vocation dans l'élevage équin jusqu'à la fin du XXe siècle. Il est difficile de savoir quels chevaux y furent élevés, probablement des montures de type ibérique, de profil convexe, à la robe grise ou d'apparence blanche. Le fonctionnement est différent de celui des haras instaurés par Colbert : ces haras hébergent un grand nombre de juments et quelques étalons, tous propriété du roi de France.
Philippe II Auguste fonde vraisemblablement le premier véritable Haras royal (Harasium Regis) à La Feuillie, en Normandie  ; ce haras reste fonctionnel sous le règne de Philippe III le Hardi. Un second Haras royal est fondé sous Philippe IV le Bel, à Saint-Rome. Le haras de Philippe VI de Valois (« Haraz de la Brace et du Breuil »), établi à Domfront, fait entrer la terminologie de « garde » des haras en usage. La Feuillie et le Breuil sont perdus par la France avec le traité de Brétigny, en 1360.
Le Haras royal de Meung-sur-Loire entre en activité durant la seconde moitié du XVe siècle, au terme de conflits dont la guerre de Cent Ans. Il est utilisé sous François Ier, qui y fait notamment conduire un lot de juments achetées en Flandres. Pillé par les troupes Protestantes du Prince de Condé en avril 1562,, il cesse son activité officiellement en 1599.
Un important haras médiéval et Renaissance se trouve à Saint-Léger-en-Yvelines, peut-être fondé sous Louis XII, puis déplacé et agrandi sous Charles IX : la toponymie locale (« étang au poulain » ; « butte à l'âne »…) en conserve le souvenir. Parallèlement, différents haras seigneuriaux existent, notamment celui de la Maison de Guise.
| Haras                                  | Lieu                    | Région              | Date d'ouverture                    | Date de fermeture |
| -------------------------------------- | ----------------------- | ------------------- | ----------------------------------- | ----------------- |
| Haras royal de la Feuillie             | La Feuillie             | Normandie           | Début XIIIe siècle                  | 1360              |
| Haras royal de la Brace et du Breuil   | Domfront                | Normandie           | Avant 1338                          | 1360              |
| Haras royal de Saint-Rome              | Saint-Rome              | Occitanie           | Début XIVe siècle                   | ?                 |
| Haras royal de Meung-sur-Loire         | Meung-sur-Loire         | Centre-Val de Loire | Seconde moitié du XVe siècle        | 1599              |
| Haras royal de Saint-Léger-en-Yvelines | Saint-Léger-en-Yvelines | Île-de-France       | Fin XVe siècle ou début XVIe siècle | 2 avril 1715      |

### Administration des Haras royaux
Comme le résume René Musset, l'influence des Haras royaux sur l'élevage du cheval en France est immense et déterminante, bien qu'elle ne soit pas exclusive, notamment en raison des conflits. Si l'élevage de remontes militaires constitue l'un de ses objectifs, il ne s'agit pas du seul, l'élevage des chevaux carrossiers forts représentant une autre de ses activités, économiquement importante.

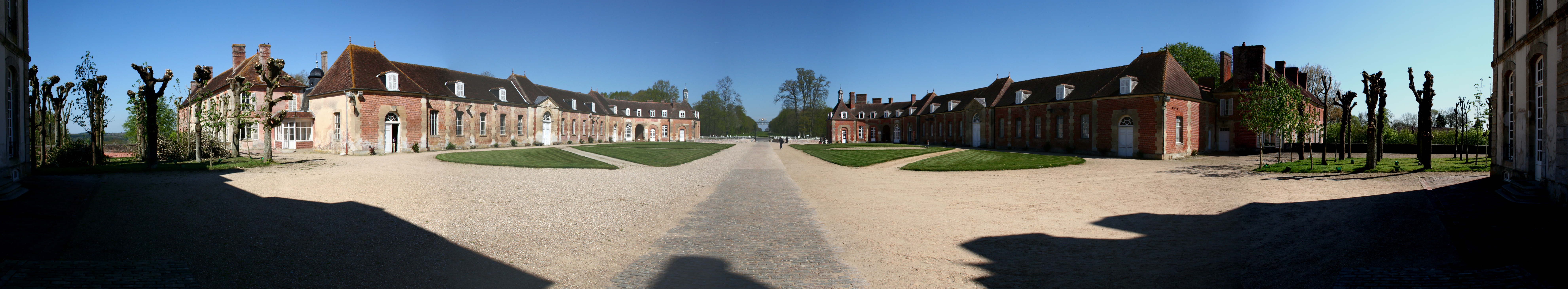
Cour d'honneur du Haras du Pin.

#### Premières tentatives
Depuis la seconde moitié du XVIe siècle puis au XVIIe siècle, époque des académies équestres, le royaume de France dispose de peu d'académies d'instruction de l'équitation, et manque de chevaux de qualité,,, notamment pour l'armée. Les raisons en sont multiples : il sort exsangue des guerres de Religion, Richelieu a fait détruire de nombreux haras de la noblesse, et le type de cheval recherché est le même pour la guerre et pour la traction carrossière, ce qui entraîne une concurrence entre les besoins civils et militaires. 
La demande initiale consiste à établir des haras sur le modèle sauvage, sur des terres forestières appartenant au Roi. Cet établissement est proposé par le conseil du commerce, sous Henri IV, mais sur un modèle très similaire à celui que choisira Colbert. Dans ses mémoires parus en 1638, Sully évoque la déchéance du Haras royal de Saint-Léger-en-Yvelines, « devenu fort peu de chose ». L'année suivante, les Économies royales demandent « l'établissement des Haras en France », pour mettre un terme aux coûteuses importations de chevaux depuis le Danemark, l'Allemagne, l'Espagne, et d'autres pays. Cette publication ne débouche sur aucune solution concrète. Les haras seigneuriaux répondent aux besoins des maisons aristocratiques qui les entretiennent, et non à ceux du royaume : il faut dès lors trouver une solution pour fournir l'armée royale en chevaux.

#### De l'arrêt de Colbert à Louvois

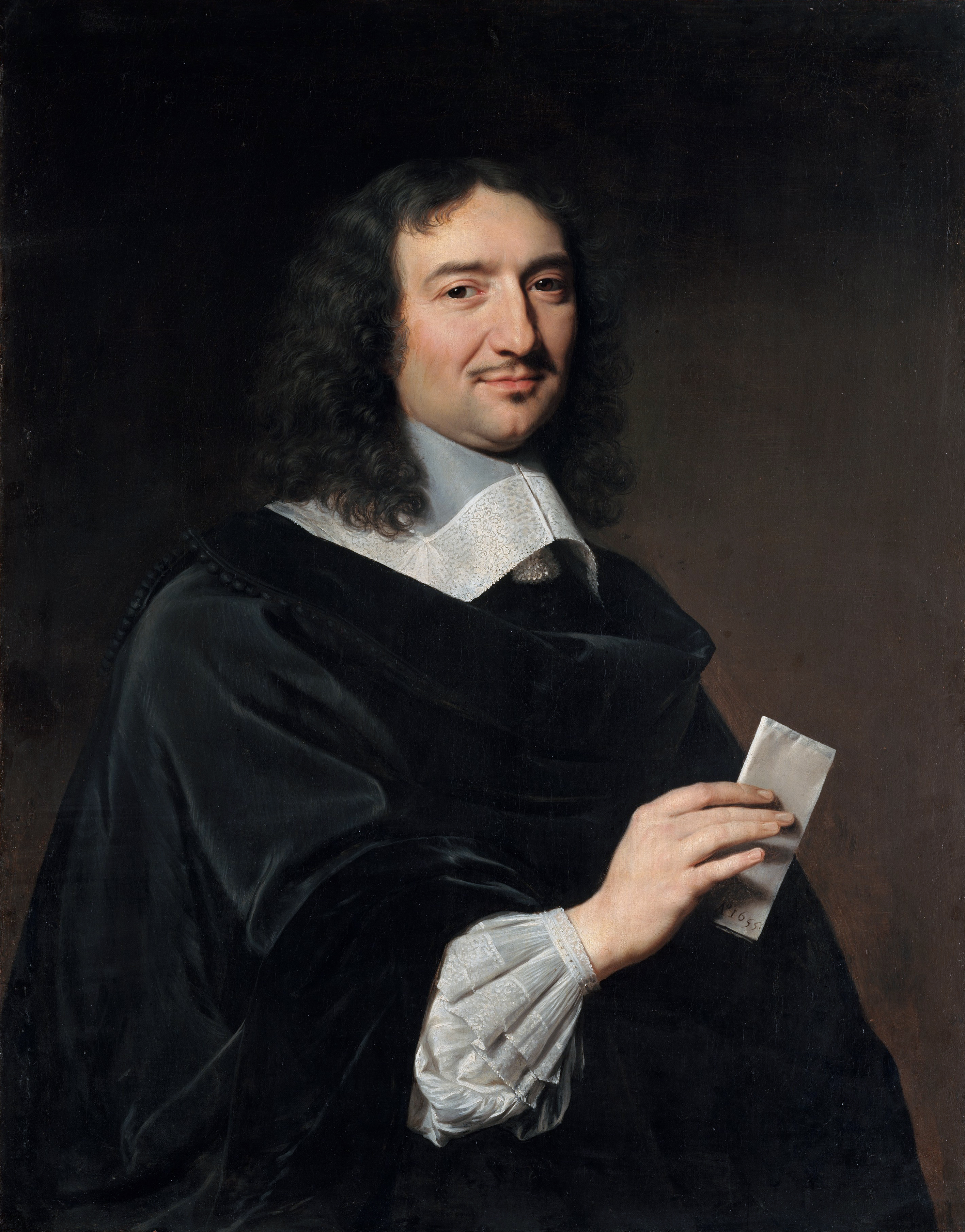
Portrait de Jean-Baptiste Colbert, créateur des Haras royaux.

L'intendant des finances de Louis XIV, Jean-Baptiste Colbert, commande en 1663 à Alain de Garsault, Grand écuyer et directeur du haras royal de Saint-Léger-en-Yvelines, une enquête pour remédier à la crise que connaît l'élevage du cheval en France,. Ce dernier constate que les nobles disposant d'étalons qualiteux répugnent à les proposer à la saillie aux juments des roturiers issus d'autres terres que les leurs. Colbert est également assisté par Calloët de Kerbrat, gentilhomme breton et éleveur, qui lui conseille de se procurer des étalons reproducteurs de qualité supérieure en Allemagne et en Angleterre. Jacques de Solleysel publie en 1664 Le parfait Maréchal, en y incluant un « discours sur les haras » emprunté au duc de Newcastle.
Il en résulte la création de l'une des plus anciennes administrations françaises,. L'arrêt du Conseil du roi de France du 17 octobre 1665 pose les bases de cette structure,, : 

« Le roy, voulant prendre un soin tout particulier de restablir dans son royaume les haras, qui ont esté ruinez par les guerres et désordres passez, mesme de les augmenter de telle sorte que les subjets de Sa Majesté ne soient plus obligez de porter leurs deniers dans les pays estrangers pour achapts des chevaux, a fait visiter les haras qui restent et les lieux propres pour en faire establir, achepter plusieurs chevaux entiers en Frise, Hollande, Dannemark et Barbarie, pour servir d'estalons […] »

— Phélypeaux
Ses grands principes reposent d'une part sur la répartition d'étalons royaux dans tout le royaume, confiés à des particuliers nommés des « garde-étalons », ; d'autre part, sur l'approbation des étalons privés, avec des encouragements aux jumenteries, pour inciter les éleveurs privés à élever des chevaux de meilleure qualité. Les étalons royaux, confiés sans condition s'ils se trouvent dans un lieu favorable à l'élevage, se reproduisent et sont bien nourris, sont obligatoirement marqués au fer d'un symbole comportant un « L » (à l'initiale du roi) surmonté d'une couronne,. Ils relèvent majoritairement de deux grands types : de grands carrossiers à robe noire importés du nord de l'Europe, et des Barbes ou des Orientaux pour la selle,. Les garde-étalons sont surtout recrutés parmi les fermiers et laboureurs aisés. De 1663 à 1668, Colbert expérimente une phase d'incitation et d'enquête, sans mesures contraignantes. Garsault est chargé de distribuer les étalons.
Le système montre vite ses limites, les nobles qui accueillent des étalons royaux les considérant comme leur propriété. L'État n'ayant aucun dispositif de contrôle pour s'assurer que ces chevaux sont utilisés selon les préconisations, Colbert publie un nouvel arrêt en 1668, mettant en place des inspections régulières : quiconque enfreint les règles se fait retirer son étalon royal. Le même arrêté interdit de reproduction les étalons qui ne sont ni royaux, ni approuvés par l'État.
Le fils de Colbert, Seignelay, édite un nouvel arrêté bien plus contraignant le 23 novembre 1683 : tous les propriétaires de chevaux entiers non approuvés pour devenir étalons sont dans l'obligation de les faire castrer sous peine d'amende, et il est désormais interdit, sous peine de confiscation, de garder les poulains et les pouliches dans la même pâture au-delà de l'âge de vingt mois. Ces mesures sont appliquées, des rapports d'inspecteurs témoignant de castrations forcées d'étalons de petite taille. Entre 1685 et 1690, 1 272 étalons royaux sont distribués dans les provinces françaises. Le succès de ces mesures, difficile à évaluer, semble varier selon les régions et le type de chevaux élevés : en Auvergne et en Limousin, la distribution d'étalons Barbes est fructueuse ; en Bretagne, en Normandie et en Poitou, c'est plutôt un échec.
Louvois succède brièvement à Seignelay durant six mois, de 1690 à 1691,.

#### Sous l'administration des Pontchartrain

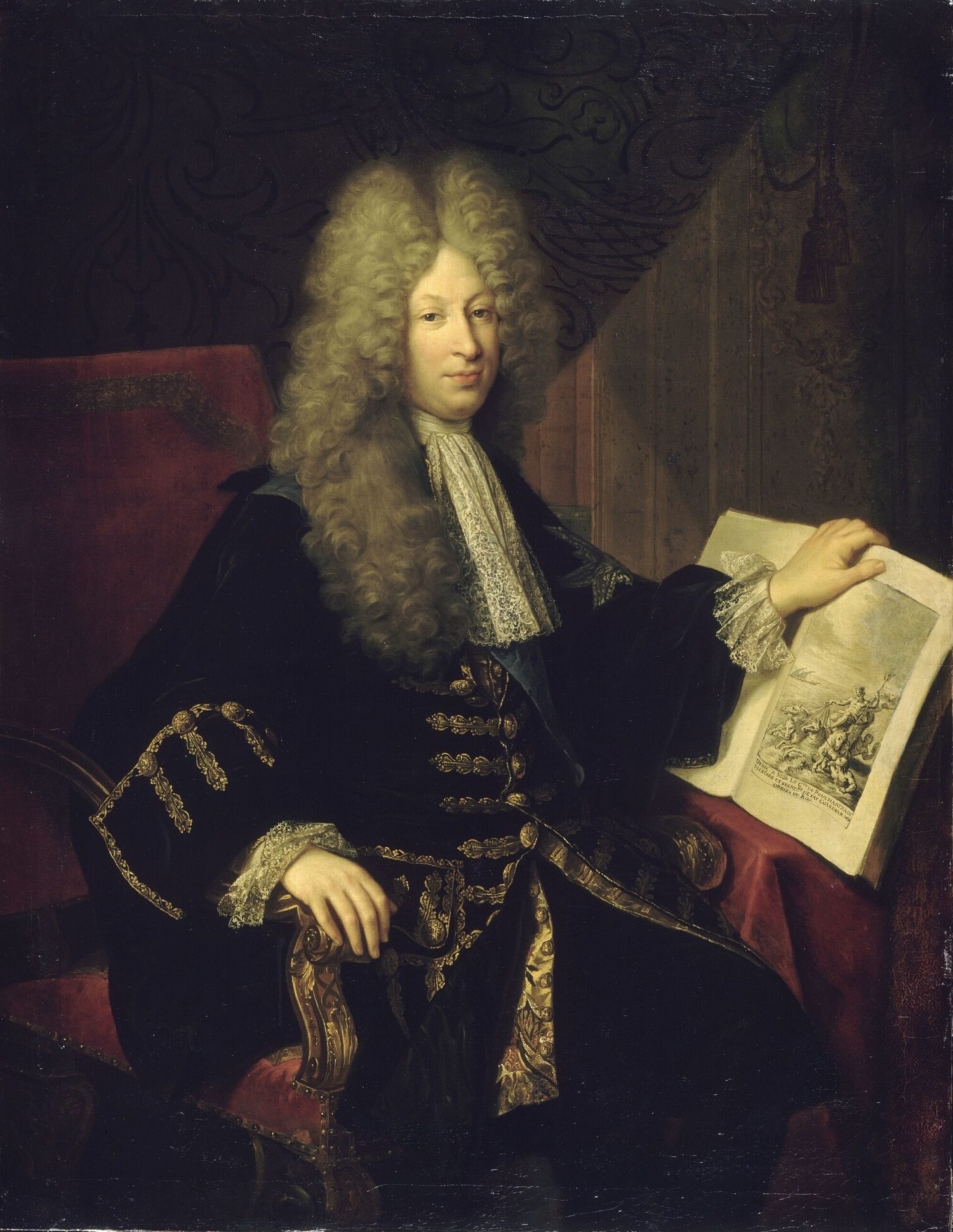
Portrait de Jérôme Phélypeaux de Pontchartrain par Robert Tournières.

Louis II Phélypeaux de Pontchartrain succède à Louvois en 1691, conservant sa fonction jusqu'en 1699, où il est remplacé par son fils Jérôme, lequel dirige les Haras à son tour jusqu'en 1715. Le 15 décembre 1691, il crée la fonction de trésorier des Haras afin de pouvoir gérer un budget autonome, sans grand succès. En 1698, un mémoire souligne une grande résistance aux Haras en Alsace, les éleveurs refusant de recourir aux étalons royaux qu'ils jugent trop grands pour leurs juments. Jerôme de Pontchartrain en prend note, et souhaite alors supprimer le système des garde-étalons et du croisement des races pour privilégier les étalons déjà présents dans chaque région. Son système rencontre un grand succès en Navarre et en Béarn, mais est diversement accueilli par les intendants des provinces. Sa correspondance révèle de fortes divergences parmi ses interlocuteurs pour déterminer ce qui constitue un « beau » cheval. Face aux résistances contre les garde-étalons, Pontchartrain réaffirme leurs privilèges. Sur la fin de son activité, il change d'avis et réaffirme la supériorité des étalons étrangers sur les races autochtones. Les financements publics des Haras sont difficiles à maintenir, notamment à partir de 1707, en raison des guerres : il rencontre de lourdes difficultés entre 1700 et 1715,.

#### Code des Haras du marquis de Brancas

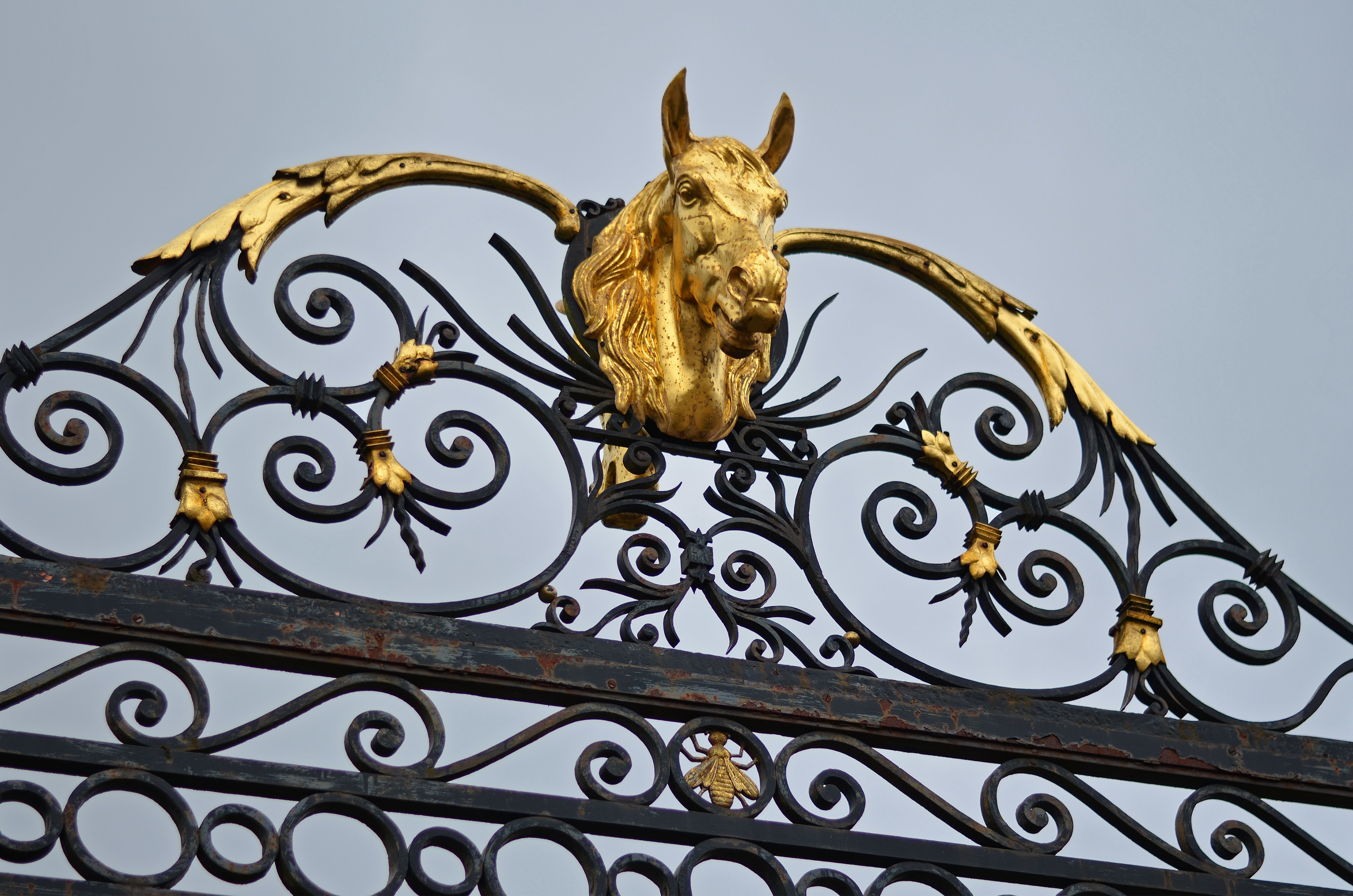
Grille d'entrée du Haras du Pin.

Une nouvelle pénurie de chevaux marque les dernières années du règne de Louis XIV,. En 1715, la construction du Haras du Pin, premier Haras royal (résultant du transfert du haras royal de Saint-léger-en-Yvelines), signe le développement de cette institution en France : ce Haras du Roi est conçu comme le « Versailles du cheval ». Le corps des Gentilshommes commissaire-inspecteurs est mis en place la même année, le Marquis de Brancas devenant le premier « Directeur général des haras ».
Estimant que ses prédécesseurs ont manqué d'autorité sur les éleveurs, il crée le « code des Haras » en 1717,. Ce code (dont la version imprimée en 1724 compte au total 175 pages) précise et renforce la structure administrative. Les fonctions des intendants (police et justice), des commissaire-inspecteurs (surveillance des juments et des étalons),, des garde-étalons (exemptés de taille et récipiendaires de gratifications contre l'entretien d'un étalon) sont précisément définies. Une ordonnance royale du 26 juin 1718 place tous les chevaux mâles susceptibles de se reproduire sous la tutelle des Haras. Ce code impose à chaque propriétaire la déclaration annuelle du nombre de ses juments, et interdit toute stérilisation et l'utilisation de juments saines qui serait contraire à un objectif de reproduction. Il interdit aussi l'élevage de mulets à partir des juments de grande taille. Les commissaires sont assistés de gardes des haras pour infliger des amendes aux contrevenants.
Le Boucher de Grosco, dans ses Mémoires sur les haras (1770), décrit le code de Brancas comme « un acte qui fixe la constitution même des haras, puis un recueil d'ordonnances, de dispositions obligatoires, et un résumé systématique des principes de la science selon les idées du temps ».
Ce règlement a pour objet de servir les besoins militaires, mais n'y réussit que partiellement, les achats de remonte militaire s'effectuant surtout en fonction de la taille du cheval et du prix ; il est parfois plus rentable de se fournir en Allemagne. D'après Mulliez, une partie de la pénurie en chevaux de guerre découle d'une mauvaise organisation de la cavalerie française, et du souhait d'acheter les chevaux au plus bas prix possible.

#### Contestation du code de Brancas

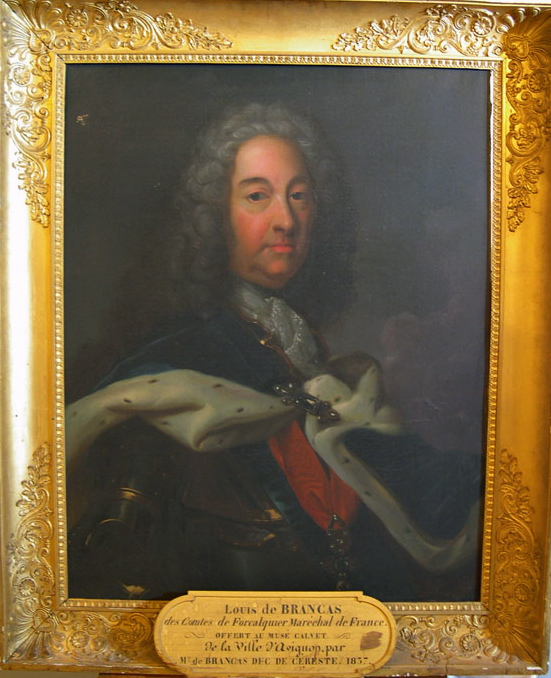
Portrait de Louis de Brancas par Alexis Valbrun, en 1740.

De nombreuses contestations et difficultés surviennent : gentilshommes qui confisquent les étalons royaux à leur profit ; propriétaires de juments poulinières qui en ont besoin pour l'agriculture ; élevage des mulets plus rentable que celui des chevaux (en particulier dans le marais poitevin) ; attachement de certains commissaire-inspecteurs à leurs races locales ; marchands habitués à chercher des animaux d'un type connu et déterminé, rejetant les poulains issus de croisements avec les étalons royaux. Le pouvoir et les privilèges accordés aux garde-étalons entraînent la généralisation de la corruption.
Le marquis de Brancas ne tient pas compte des protestations. 
Yves Grange décrit le système coercitif mis en place par Brancas comme une « véritable police de l'élevage ». Une résistance active s'ensuit, en particulier dans le Nord et l'Ouest, s'intensifiant entre 1717 et 1732. Dans le seul Calaisis, en 1727, le commissaire-inspecteur des Haras met 76 propriétaires équins à l'amende. L'effet de ces punitions est inverse à l'objectif recherché : en Auvergne et en Limousin, les éleveurs se séparent de leurs plus belles juments et ne gardent que les petites, jugées indignes des étalons royaux. Les Haras de Bretagne, en rébellion ouverte, obtiennent l'indépendance du pouvoir central en 1727. Les commissaire-inspecteurs, souvent recrutés parmi la noblesse et héritant de leur charge, sont accusés d'être inutiles et de méconnaître les chevaux. 
Brancas est contraint de démissionner en 1732,.

#### Maurepas et les Voyer d'Argenson

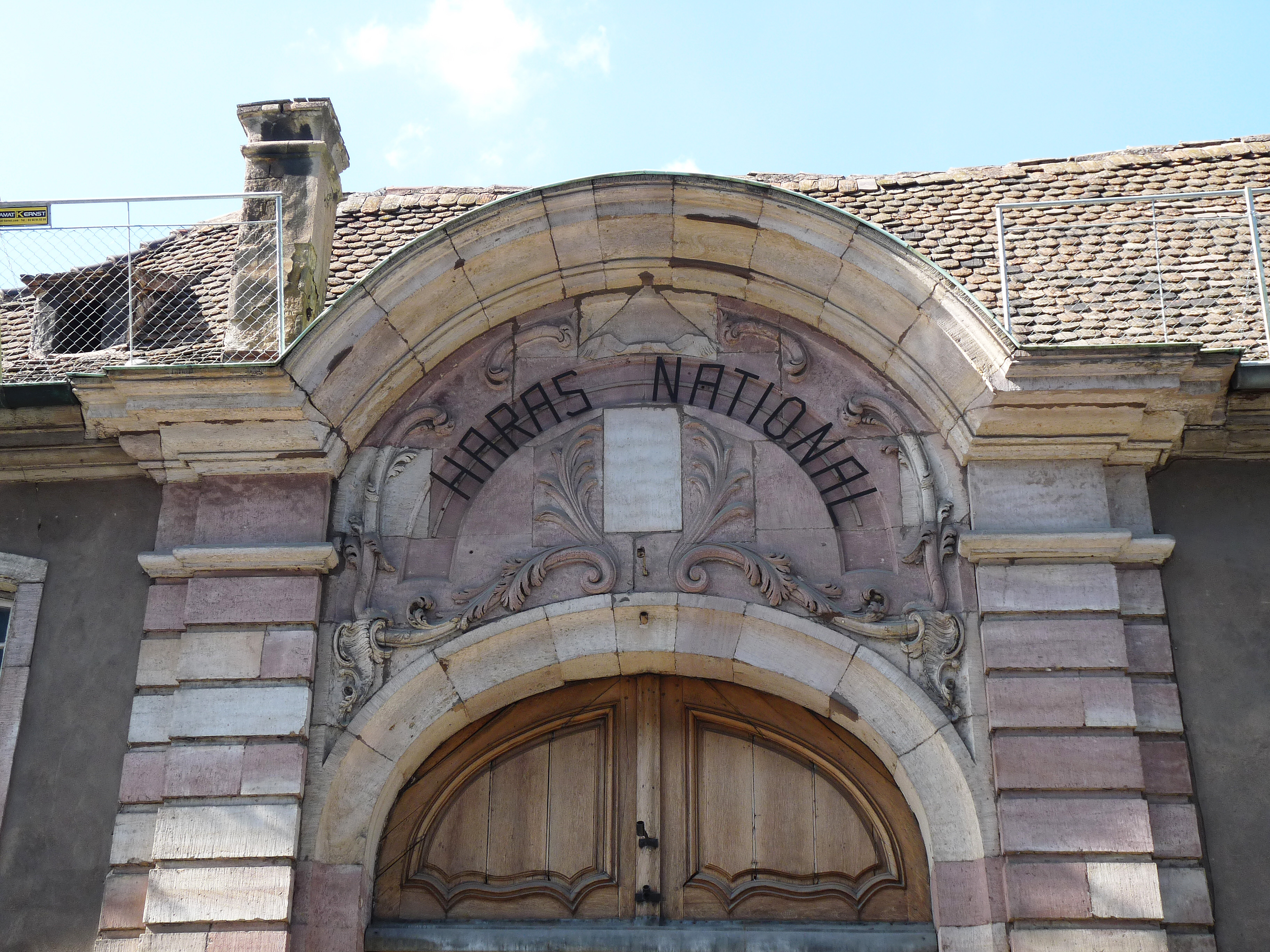
Façade du Haras national de Strasbourg, créé comme dépôt d'étalons et école de cavalerie en 1766.

Le comte de Maurepas, successeur du marquis de Brancas, a vraisemblablement négligé les Haras (d'après René Musset),. Il exprime le souhait d'accorder davantage de libertés aux éleveurs, et de favoriser les races locales. Le second Haras royal après le Pin est créé en 1745 pour Madame de Pompadour.
Sous les Voyer d'Argenson (1749-1763), dont Marc-René de Voyer d'Argenson, l'administration des Haras est rattachée au ministère de la Guerre,, dans l'objectif de recruter des écuyers connaisseurs de la cavalerie. Le marquis de Voyer suggère pour la première fois de créer des dépôts d'étalons et des courses de chevaux pour inciter à l'élevage, sur le modèle anglais. Malgré les difficultés financières, ces premiers dépôts, également destinés à devenir des lieux d'instruction de l'équitation militaire, sont créés dans les années 1750. Le système du dépôt d'étalons (grouper plusieurs étalons en un même lieu plutôt que d'en faire garder un seul par un garde-étalon) est onéreux, bien que logique ; il essuie quelques échecs, en particulier en Franche-Comté : fortes et de petite taille, les juments comtoises de trait ne se prêtent guère au croisement avec de grands étalons fins. La politique de « croisement des races » débouche globalement sur des échecs partout en France, à l'exception notable de l'élevage du Carrossier noir du Cotentin et du Merlerault, sous l'influence du Haras du Pin.
Il s'ensuit une période d'expérimentations locales, notamment en Normandie, en Auvergne, en Limousin, mais aussi et surtout à Lyon, sous l'impulsion de Claude Bourgelat, entre 1754 et 1764. Les haras de Bretagne sont toujours indépendants de l'administration centrale,. L'idée de la possibilité d'améliorer les races grâce à l'étalon seul est progressivement remise en cause.

#### Réforme de 1764

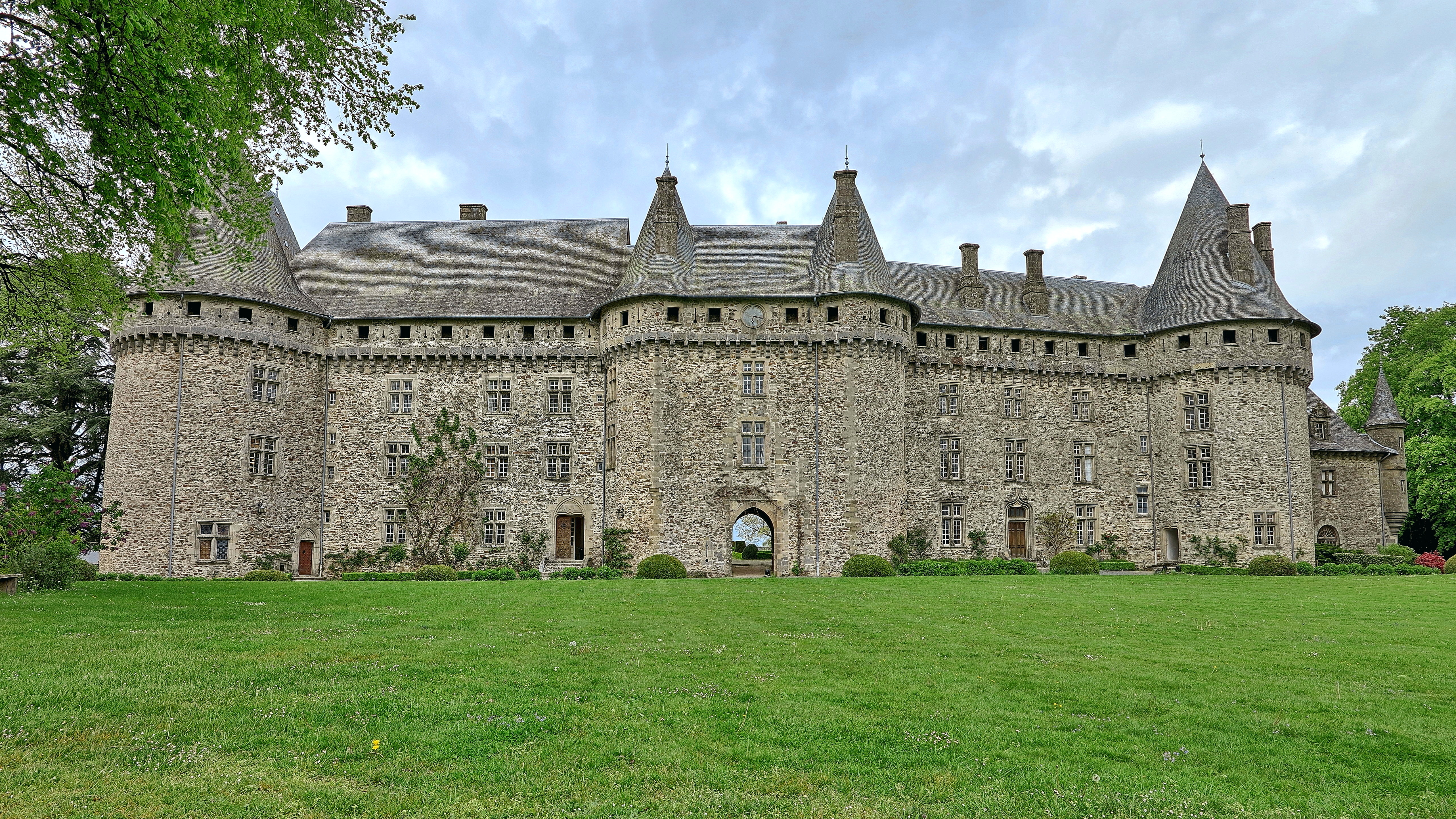
Le château de Pompadour, devenu le siège du Haras royal de Pompadour en 1766.

Au départ du marquis de Voyer, en 1764, les Haras sont profondément remaniés par le comte de Lubersac, M. Henri Léonard Bertin arrivant à la tête du « Petit ministère ». Tous les Haras royaux, dont celui du Pin et celui de Pompadour, relèvent désormais de la charge du Grand écuyer de France, qui s'occupe également des académies d'équitation, ainsi que des généralités de Normandie, d'Auvergne et du Limousin,. Les Haras des autres régions échoient à un directeur général de l'armée,. Cette séparation vise à distinguer l'élevage des chevaux de luxe de celui des chevaux de labour et d'armes. Les privilèges des garde-étalons sont réaffirmés. 
D'après Yves Grange : 

« Les inspecteurs des haras, qui avaient pendant longtemps été jaloux de leur indépendance, laminés une première fois sous Bourgelat, puis dépossédés de leur compétence d'expert de l'art de bien élever avec Bertin, vont être transformés en un corps de fonctionnaires hiérarchisés et dociles. »

En 1765, quand le roi ordonne le versement de fonds pour les frais d'administration des Haras, la Bretagne refuse. 
Lubersac aborde l'élevage équin en termes de « races » en suivant le savoir théorisé par Bourgelat et Buffon, qui reprennent la théorie du croisement des races formulée par Brancas en 1717, si bien que cette théorie contestable de la « dégénérescence » des chevaux sous l'influence du milieu reçoit une caution scientifique. L'idéal chevalin décrit par Bourgelat repose sur des « proportions géométrales », ce qui revient à rechercher un même type de cheval « idéal » dans toutes les régions de France, et donc à nier l'existence de races régionales. Cette idée suscite de fortes oppositions sur le terrain, comme en témoigne en 1780 la publication du Traité sur les haras ou réfutation du système de mélange des races. 
Le 16 avril 1766, le domaine de Pompadour est cédé à l'administration des Haras ; en 1784, celui du Pin y est officiellement rattaché, et perd son statut de Haras royal. Le règlement contraignant de 1717 reste la norme, empêchant les éleveurs privés de recourir aux étalons de leur choix. Le Grand écuyer de France renforce le réseau de surveillance, mais l'administration centrale répugne à appliquer strictement ce règlement. M. Bertin démissionne de son poste de directeur en mai 1780. Le marquis de Polignac devient le nouvel inspecteur général jusqu'en 1786, lorsque son neveu le duc de Polignac lui succède. L'étude des finances révèle que le système des Haras coûte cher, soit 241 375 livres au total sur cette seule année. Il emploie par ailleurs un personnel pléthorique, 37 personnes étant rémunérées au seul Haras de Pompadour en 1789.

### Suppression des Haras royaux

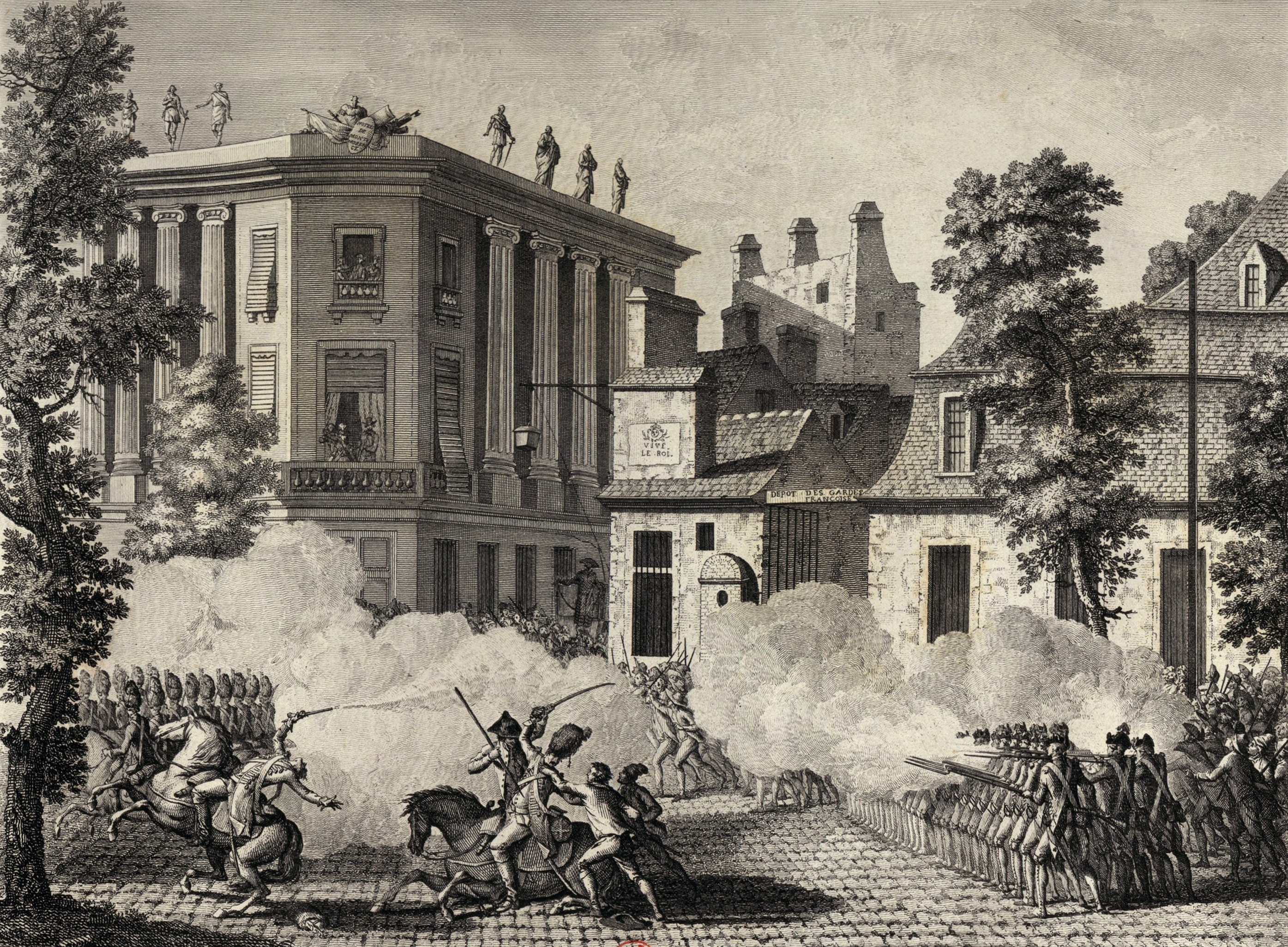
Charles-Eugène de Lorraine, Grand écuyer du roi, commandant le régiment Royal-Allemand durant la nuit du 12 juillet 1789.

D'après René Musset, trois facteurs précipitent la chute du monopole des Haras royaux : le nombre insuffisant d'étalons, les critères de leur sélection, et l'hostilité de la population. L'enquête du prince de Montbarey révèle deux revendications principales : davantage de libertés, et l'abolition des privilèges des garde-étalons. D'après l'analyse de Jacques Mulliez, les Polignac sont largement responsables de la suppression des Haras : l'administration est entièrement contrôlée par la noblesse sous les ordres de Charles-Eugène de Lorraine, proche de la reine Marie-Antoinette ; les Haras promeuvent le cheval de selle au détriment du cheval de trait demandé par les paysans qui financent néanmoins l'institution ; les Haras mobilisent ces moyens pour financer des opérations sans utilité pour la majorité des éleveurs de chevaux. Mulliez cite enfin le « capital de haine accumulée contre les garde-étalons » pour en conclure qu'une telle administration « ne pouvait résister à la poussée révolutionnaire ».
Charles-Eugène de Lorraine commande le régiment Royal-Allemand cavalerie lors des événements de la Révolution française, en 1789. Il est l'un des premiers nobles à fuir la France, le 17 juillet :

« En quelques heures, les Haras du Royaume de France avaient été décapités »

— Gérard Guillotel
La Constituante supprime les Haras royaux le 29 janvier 1790,,, dans l'enceinte du manège des Tuileries, en les qualifiant de « régime prohibitif »,. Le vicomte de Noailles se montre particulièrement favorable à leur suppression. Les étalons royaux sont rachetés par des éleveurs privés,, à la suite d'un décret paru le 19 novembre, qui en ordonne la vente.  Les 1 116 étalons royaux sont vendus «  à vil prix », certains étant acquis par des Anglais. Le Haras du Pin, menacé de vente, est maintenu grâce à des personnalités locales, et sert de dépôt pour quarante étalons.

### Administration des Haras impériaux

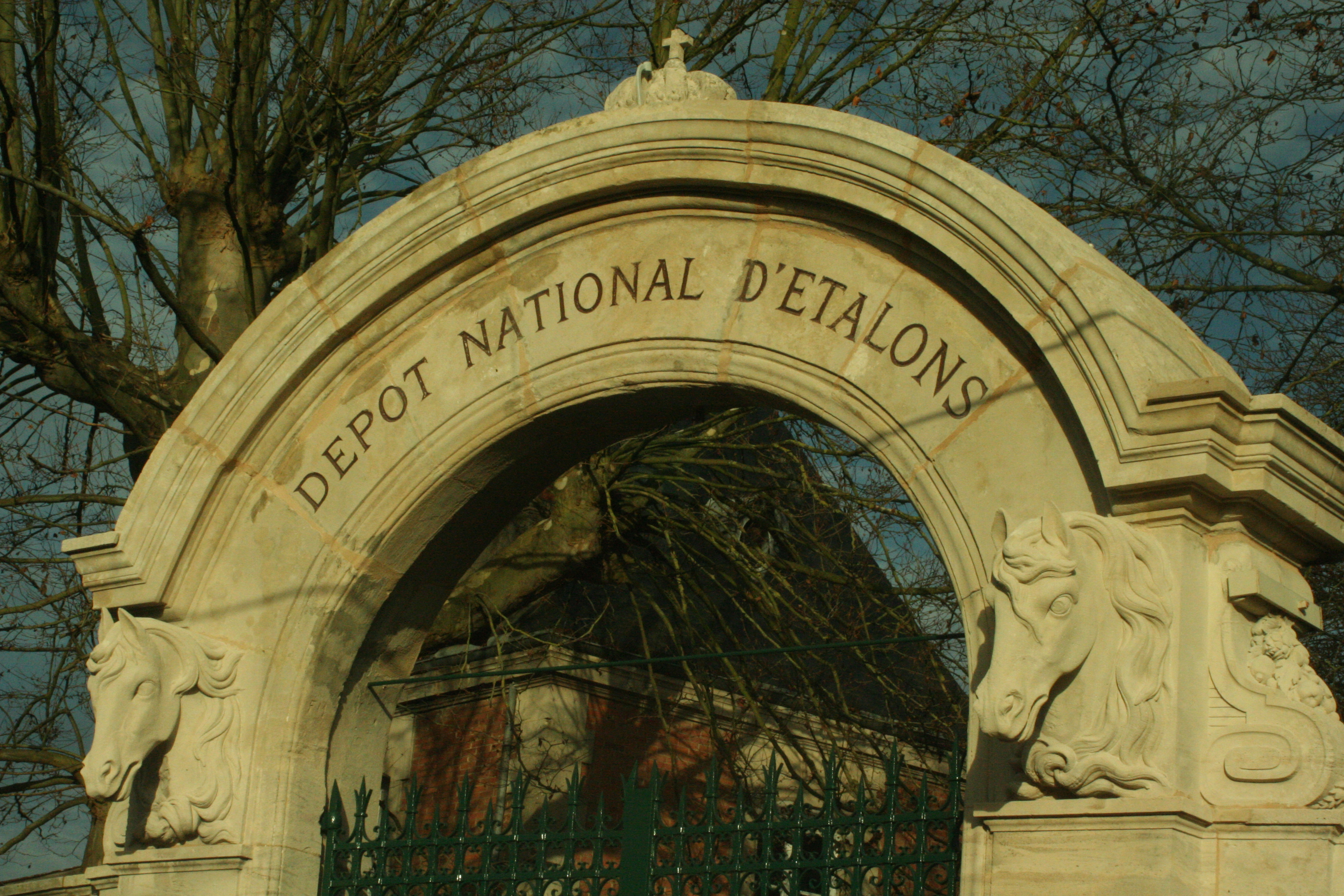
Construction surplombant la grille d'entrée du Haras national de Montier-en-Der, créé en 1806 comme dépôt d'étalons sur décret impérial de Napoléon Ier.

Pour répondre à une nouvelle pénurie de montures, la loi du 2 germinal an III (22 mars 1795) rétablit provisoirement sept dépôts d'étalons,.
Sur décision du premier Consul, en 1802, une partie de l'abbaye du Bec-Hellouin devient un dépôt d'étalons rattaché au haras du Pin. En 1804, le baron de Bohan publie ses Réflexions sur les haras. En avril 1806, le site du haras du Pin, laissé à l'abandon depuis 1790, est racheté et reconnu d'utilité publique. Les haras sont officiellement rétablis le 4 juillet 1806 par décret impérial, signé à Saint-Cloud, qui les place sous la tutelle du ministre de l'Intérieur, à savoir Jean-Baptiste Nompère de Champagny. L'objectif de Napoléon est clairement le soutien militaire.
Il crée six arrondissements (et nomme six inspecteurs généraux), ayant chacun un haras, ainsi que cinq dépôts d'étalons, de manière à couvrir toute la France. Ces six arrondissements sont le Nord (dépendant du haras du Pin), l'Ouest (haras de Langonnet), le Centre (Haras de Pompadour), le Midi (Haras de Pau-Gelos), l'Est (Haras de la Manderie de Vénerie à Turin) et le Nord-Est (Haras de Deux-Ponts,). Ces deux derniers sont établis sur des territoires conquis lors des guerres napoléoniennes. 
De nombreux dépôts d'étalons et haras sont établis dans des bâtiments religieux confisqués durant la Révolution. Napoléon confirme l'emplacement du dépôt d'étalons d'Angers (établi en 1797) dans l'Hospice des Incurables, et le choix de l'abbaye Sainte-Croix à Saint-Lô pour y établir un autre dépôt. Le couvent des Visitandines d'Aurillac accueille des chevaux impériaux pour couvrir les départements du Cantal, du Puy-de-Dôme, et de la Haute-Loire. En Bretagne, l'abbaye cistercienne de Langonnet est finalement choisie pour y établir le Haras impérial. La loi de 1806 rattache aussi les deux écoles vétérinaires de Lyon et d'Alfort aux haras impériaux.
Le maillage change au cours des années suivantes. Deux autres arrondissements, correspondant à de nouvelles conquêtes militaires, y sont adjoints : l’arrondissement du Nord-Ouest dépendant du haras de Borculo en 1810, puis l'arrondissement de la confédération du Rhin dépendant du dépôt de Memsen, en 1813. Les villes de Besançon et Rosières-aux-Salines, qui avaient jadis accueilli des Haras royaux (à partir de 1752 et 1768, respectivement), retrouvent leurs anciennes fonctions sous le Premier Empire, mais avec un rôle moins important.
Napoléon Ier reste le dirigeant français à s'être le plus impliqué personnellement dans les Haras.

### De la Restauration à la fin du Second Empire

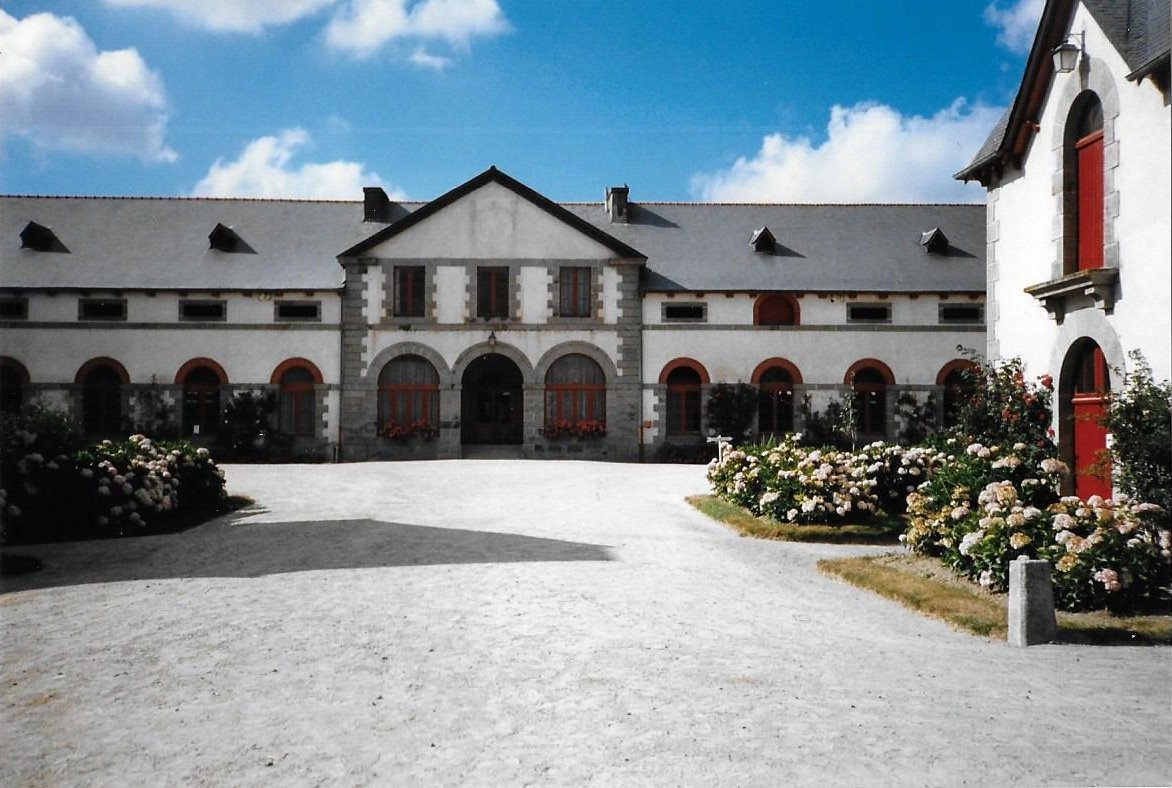
Le Haras national de Lamballe, ouvert en 1842 (ici, photographié en 1998).

Sous la Restauration, le fonctionnement des Haras impériaux est peu modifié, l'institution restant rattachée au ministère de l'Intérieur, malgré les protestations du ministère de la Guerre. Le nombre d'étalons hébergés dans les Haras augmente régulièrement et ce jusqu'à la dissolution de la Deuxième République.
La création de l'École de cavalerie de Saumur (en 1822) et l'orientation uniquement militaire prise par les Haras entraînent de vifs débats, Eugène Gayot protestant notamment contre l'orientation souhaitée par le général Oudinot dans son livre La France chevaline (1848), en s'opposant à ce qu'il qualifie de détournement et de confiscation de tous les encouragements des Haras au seul profit de la cavalerie.
Sous Charles X, l'ordonnance du 16 janvier 1825 crée le Conseil supérieur des Haras présidé par le directeur général, et augmente le nombre d'inspecteurs à huit. Le règlement général des Haras royaux est publié le 28 octobre, suivi des instructions le 10 décembre. En 1828 est créé le Journal des haras, des chasses et des courses de chevaux, parution qui perdure une cinquantaine d'années.
Sous la monarchie de Juillet, de nombreuses créations de dépôts de remontes accompagnent des achats de chevaux à l'étranger. 
Le 3 mars 1833, une nouvelle ordonnance crée les registres généalogiques des chevaux de race pure, et met en place une commission des Haras chargée de leur inscription. La même année, Joseph Napoléon Ney demande la suppression des Haras.
Dans les années 1840, de nouveaux Haras nationaux sont créés à Lamballe (1842), La Roche-sur-Yon (1843), Saintes, Villeneuve-sur-Lot et Hennebont. 
Un important débat concerne la préférence à accorder au cheval galopeur Pur-sang, ou au trotteur dit à deux fins. Deux réorganisations sont mises en place en 1852, par décrets le 17 juin et le 25 novembre. Cette même année, le Haras national de Besançon est déplacé à Jussey.
En 1857 ou 1860, le Haras de Langonnet est déménagé à Hennebont. 
Sous le Second Empire, l'annexion de la Savoie permet aussitôt de créer le dépôt d'étalons d'Annecy.
Entre 1863 et 1870, les haras sont rattachés à la Maison de l'Empereur.

### Administration des Haras nationaux

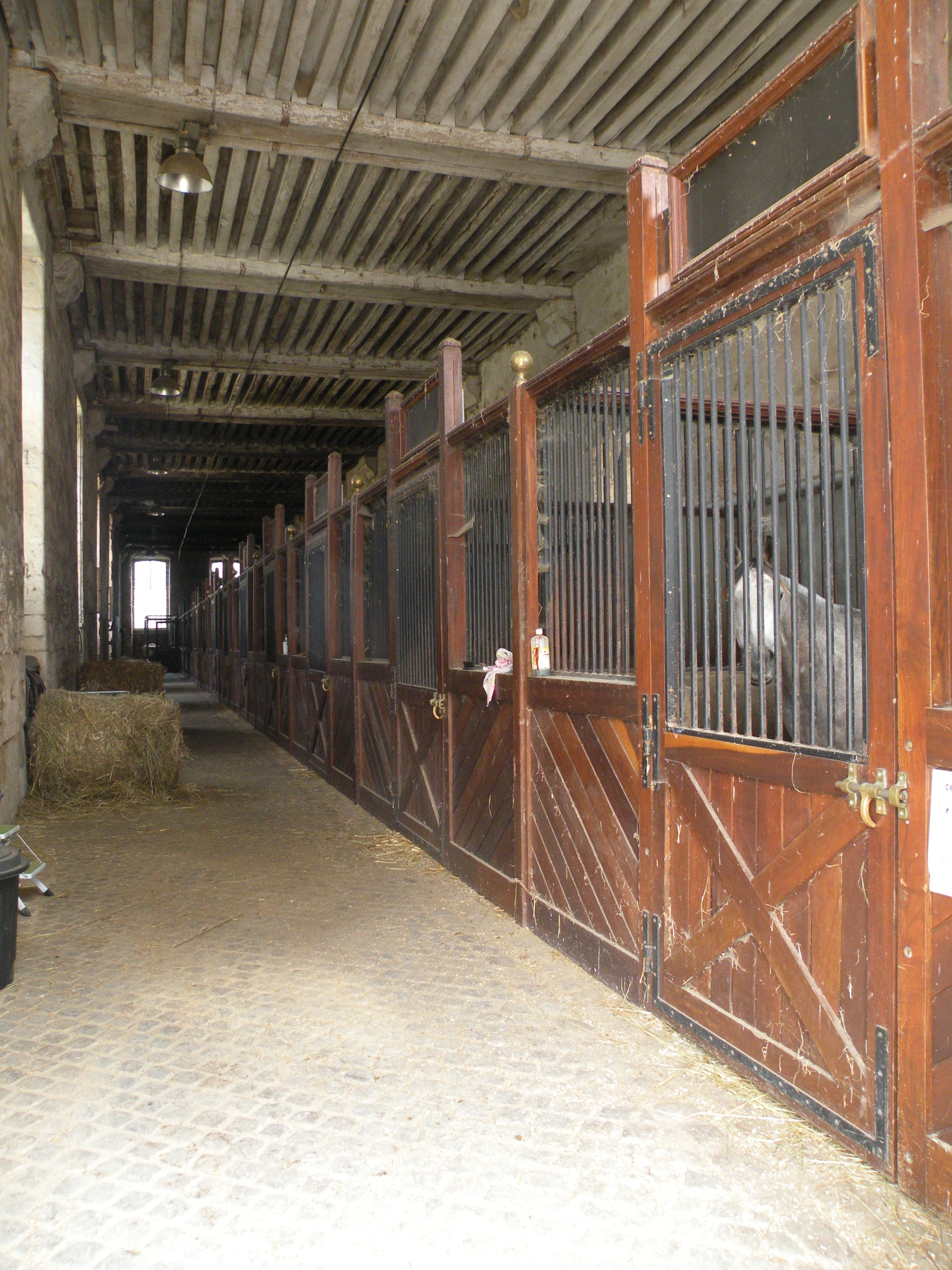
Boxes du Haras national de Compiègne, créé en 1874.

La guerre franco-allemande de 1870 s'achève sur de lourdes pertes pour la cavalerie française. Le Journal des haras reprend sa parution en juillet 1871, sous la direction d'Éphrem Houël. La question des Haras est régulièrement débattue à la chambre des députés, où s'opposent partisans de l'administration nationale et soutiens de l'industrie privée. 

#### Loi Bocher
Patrice de Mac Mahon fait voter le 29 mai 1874 la loi organique des haras, dites loi Bocher (par Edmond Bocher). De cette loi datent l'organisation du corps des officiers, la détermination du montant des crédits et du nombre d'étalons accueillis, enfin l'organisation en circonscriptions. Une vingtaine de villes françaises accueillent désormais une mission de service public dans l'élevage du cheval. Le Pin re-devient officiellement l'école des Haras, et Pompadour le haras principal. 
Cette loi fait des dépôts d'étalons de Saint-Lô, Tarbes, Cluny, Rodez, Montier-en-Der, Blois et Lamballe des Haras nationaux officiels. Le territoire français compte désormais, au début de la Troisième République, 22 haras nationaux répartis sur son territoire, reflétant mieux la réalité de l'élevage du cheval, les villes choisies ayant une position plus centrale dans leur circonscription. Le Haras national de Strasbourg a été perdu au profit de la Prusse, et celui de Rosières-aux-Salines se trouve désormais à une vingtaine de kilomètres de la nouvelle frontière. Un autre objectif de cette loi est d'amener le nombre d'étalons nationaux à 2 500 sur tout le territoire.

#### Déclin de la vocation militaire
La mécanisation des armées au début du XXe siècle fait décroître la demande militaire, et les missions des Haras se recentrent vers l'agriculture. Depuis la fin du XIXe siècle, l'époque est marquée par des difficultés à trouver de bons chevaux de selle pour l'armée, l'élevage du cheval carrossier étant beaucoup plus rémunérateur. Malgré le déclin inexorable de l'utilité et de l'usage de la cavalerie militaire et du cheval carrossier à partir du début du XXe siècle, les institutions de la cavalerie française restent très présentes jusque durant l'entre-deux-guerres. La Société du cheval de guerre disparaît en 1930, à la mort du général Blacque-Belair. Le dépôt d'étalons du Bec-Hellouin ferme en 1947, le site retrouvant alors sa vocation religieuse.

#### Réorientation sports-loisirs

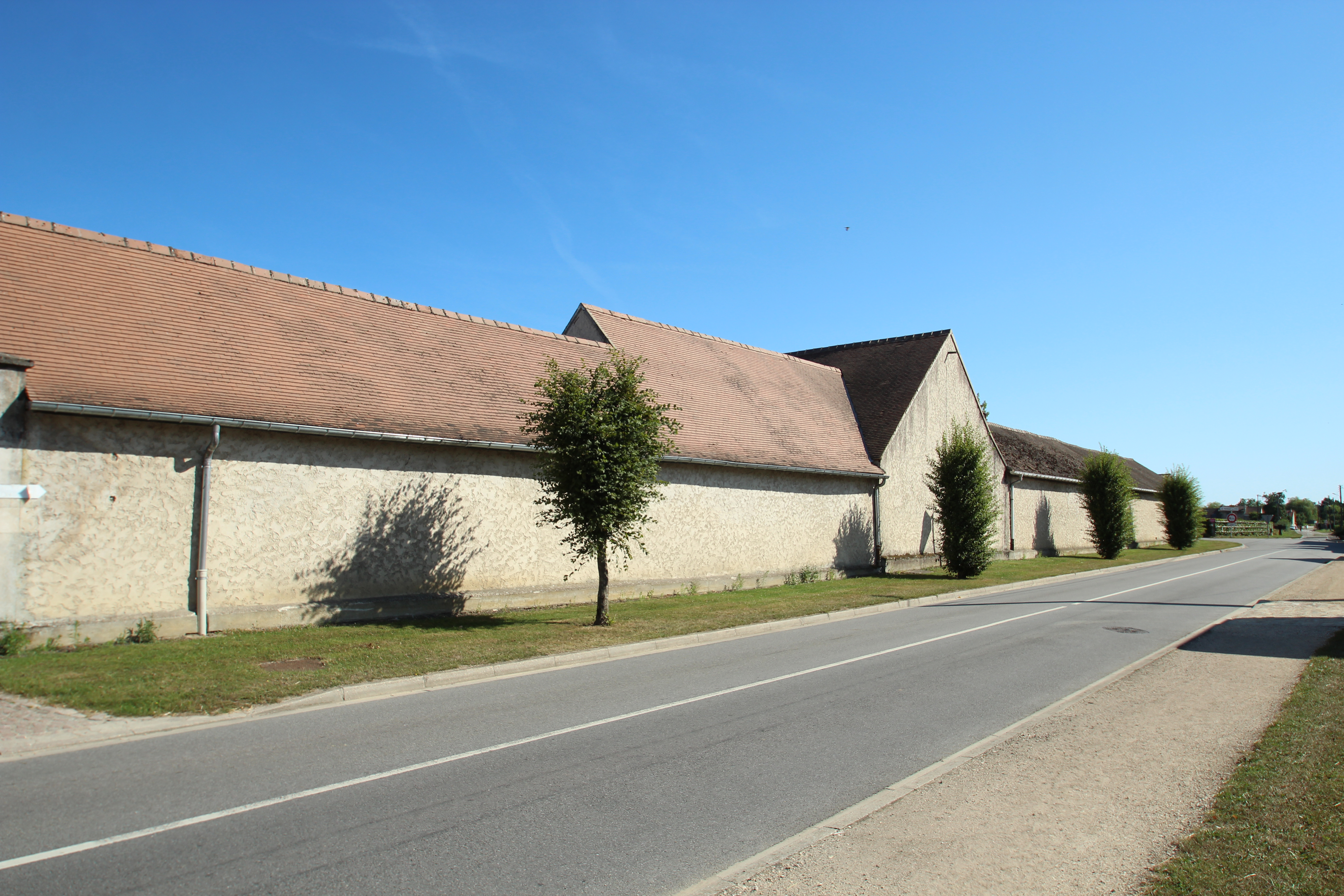
Le Haras national des Bréviaires, créé dans les années 1970.

Durant toute la seconde moitié du XXe siècle, les Haras nationaux exercent « un pouvoir réglementaire et économique assez paternaliste ». Leur mission est réorientée vers les loisirs et la compétition,, notamment grâce au ministre de l'agriculture Edgard Pisani (1961-1966), qui lance officiellement une politique en ce sens le jour du tricentenaire du Haras national du Pin, en octobre 1965. Ce projet est porté par le directeur des haras Henry Blanc, à partir d'un prélèvement sur les paris hippiques, visant à financer l'installation de centres équestres en France (les haras nationaux ne coûtent alors rien aux contribuables français, mais sont financés sur les recettes du PMU). Certains « centres hippiques » sont hébergés dans les Haras mêmes.
Depuis 1965, le recrutement des officiers des haras s'effectue parmi les ingénieurs du génie rural, des eaux et des forêts. En 1970, Henry Blanc est nommé à la tête des Haras et de l’équitation par Jacques Duhamel. Il obtient l'autonomie des Haras, placés sous la seule autorité du ministre. Il crée deux nouvelles circonscriptions, l'une autour du Haras national d'Uzès pour le Midi de la France, l'autre du Haras national des Bréviaires, pour accompagner le développement de l'équitation de loisir en Île-de-France ; ainsi que la station expérimentale de Chamberet en 1972,. Cela porte le nombre de Haras nationaux à 23. Cette organisation reste inchangée jusqu'au début du XXIe siècle.
Les premières femmes officiers des haras sont recrutées dans les années 1970. La gestion des registres généalogiques et des résultats de compétitions équestres est informatisée, le SIRE (Système d'Information Répertoriant les Équidés), premier fichier généalogique centralisé au monde, étant créé en 1974 et géré au Haras national de Pompadour, devenu pour l'occasion « Institut du cheval ». Les Haras nationaux deviennent pionniers dans l'insémination artificielle et l'échographie des juments.
Le corps des officiers des haras est dissous en 1982 dans celui des ingénieurs du génie rural des eaux et des forêts (IGREF). Dans les années 1990, le Haras national de Compiègne participe à la création de la Route du Poisson.

### EPA «Haras nationaux»

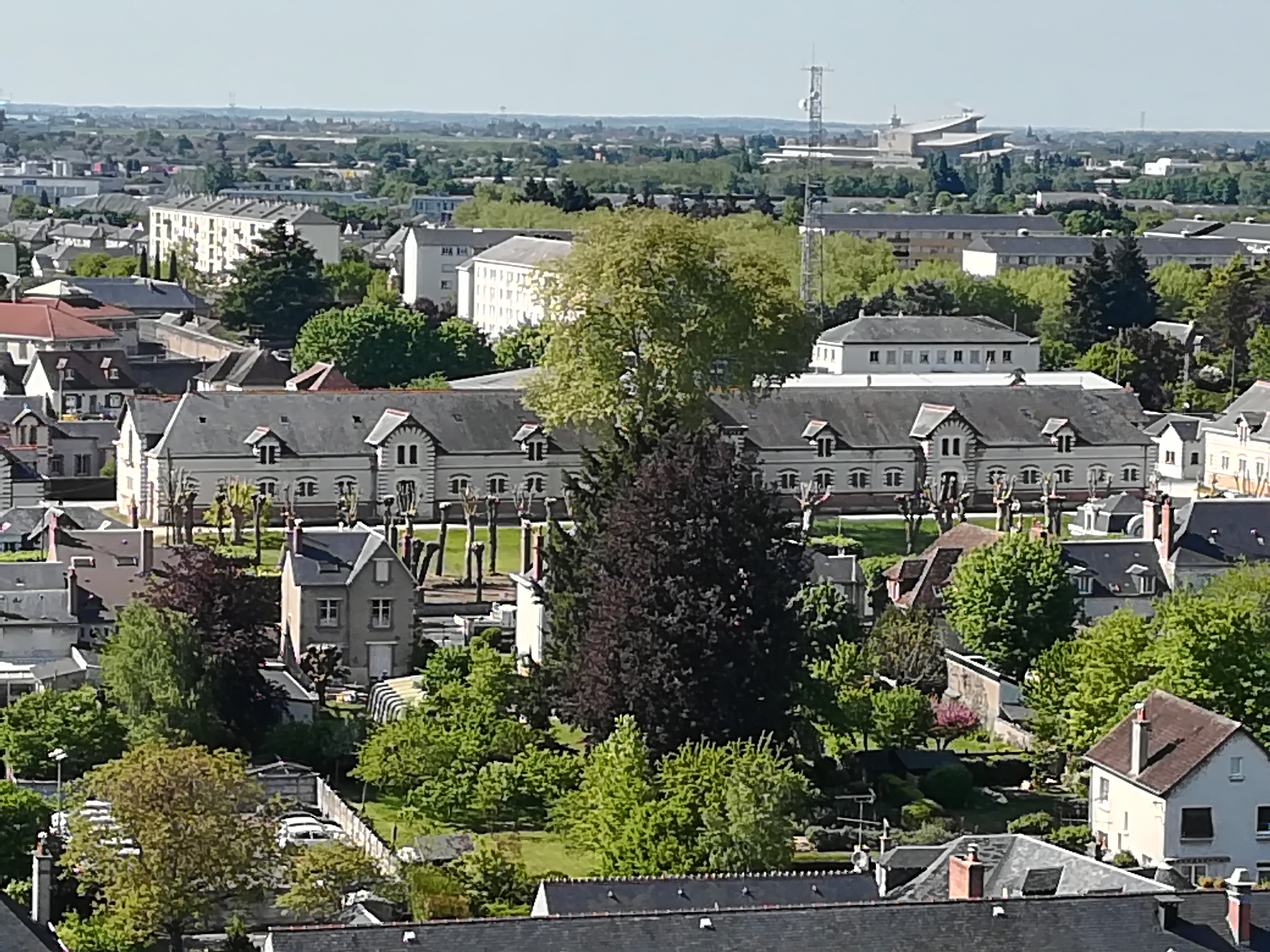
Le Haras national de Blois, l'un des établissements fermés (en 2007) dans le cadre du contrat d'objectifs des Haras nationaux.

En 1999, les Haras nationaux, qui étaient jusqu'alors gérés directement par le ministère de l'Agriculture, sont regroupés au sein de l'établissement public administratif (EPA) « les Haras nationaux ». Le financement est modifié, en étant rattaché au ministère de l'Agriculture, visant une baisse des subventions. Cela entraîne une « restructuration profonde » : si l'étalonnage public se maintient, les Haras nationaux deviennent une « agence publique de développement » au service de la filière équine.
L'époque est marquée par des politiques publiques de rationalisation financière. La Fédération des acteurs du développement des techniques modernes de reproduction (FADETEQ) a saisi l'autorité de la concurrence en mars 1999 pour attaquer les Haras nationaux en abus de position dominante, concernant l'étalonnage public, notamment l'usage de l'insémination artificielle, proposé à des prix inférieurs à ceux du marché. 
En 2000, d'après la Cour des comptes, les Haras nationaux comptent 23 haras, pour un budget d'environ 65 M€. Une demande d'examen du dimensionnement de l'EPA et d'examen de l'activité d'étalonnage public est formulée en 2002.
Un contrat d'objectifs est signé entre l’État et l'établissement public des Haras nationaux pour la période 2004-2008, modifiant fondamentalement sa structure, et prévoyant une diminution de l'effectif salarié,. Les Haras nationaux deviennent des prestataires de services auprès des éleveurs, organisations socio-professionnelles et collectivités territoriales, et sont invités à ne pas concurrencer le marché privé de la reproduction équine,. Ce contrat prévoit la diminution du nombre de haras de 23 à 17, du nombre d'étalons de l'ordre d'un tiers, et un soutien au développement des filières équestres nationales, tout en conservant les deux fonctions historiques des Haras nationaux, identification des équidés et étalonnage public. Les missions des Haras nationaux sont recentrées sur le service public en 2008, les services relevant de secteurs marchands étant confiés au GIP « France Haras », créé en 2010. 
Le « rapport Bourdin », en 2006, pointe les frais de fonctionnement des Haras nationaux auprès du ministère des Finances : ce rapport d'information remis au Sénat estime que les Haras nationaux coûtent environ 45 millions d'euros par an aux contribuables français. Une partie de ces dépenses, à savoir 22 millions d'euros sur la période 2000-2005, résulte d'investissements immobiliers, avec un surcoût engendré par les monuments historiques. Le rapport préconise la fermeture de certains pôles hippiques, et l'appui sur les collectivités territoriales.
Un redéploiement de l’activité en territoire est programmé pour réduire les dépenses liées à l'entretien des bâtiments patrimoniaux de grande taille. Les Haras nationaux de Strasbourg, d’Annecy et de Blois transfèrent leurs activités, respectivement, vers Pfaffenhoffen en 2005-2006, vers le centre technique de Chazey-sur-Ain en 2007, et vers le site d'Amboise en 2011. Les activités de ces trois haras ne sont que très partiellement compensées. Les pertes d'emplois de service public dans les villes petites et moyennes ont un impact négatif sur ces territoires.

### Fusion dans l'IFCE, fin des Haras nationaux

Logo de l'IFCE.

En 2009, le président des Haras natonaux, M. Jean Lesne, estime que l'institution doit « se réformer ou mourir ». En 2010, les haras nationaux fusionnent avec l'École nationale d'équitation (ENE), pour former l'Institut français du cheval et de l'équitation. D'après la Cour des comptes, ces deux établissements sont « diamétralement opposés tant dans leurs missions et leur organisation que dans la composition de leur personnel et leur culture », ce qui se traduit par une fusion « mal conduite », incohérente, et non-pertinente. Les anciennes stations de monte deviennent des centres techniques, avec un transfert progressif vers le privé.
Les 400 derniers étalons propriété de l'État français sont vendus pour la fin de l'année 2014, mettant un terme à une activité qui existait depuis 1665. Le contrat d'objectifs 2014-2017 demande le transfert des établissements des Haras nationaux n'ayant pas de vocation nationale aux collectivités locales, ou bien leur vente dans le privé, dans un contexte de recherche de performances. Les sites non-repris sont vendus par la SOVAFIM à partir de 2016.

## Missions historiques
Symbole de l'absolutisme, l'institution des Haras royaux touche à toute la société française, à travers la volonté d'État de contrôler et de centraliser l'élevage des chevaux. Les éleveurs privés se sentent longuement dépossédés et subissent, d'après Gérard Guillotel, un « candide despotisme » : si les organismes des courses de chevaux parviennent à une relative autonomie, les associations d'éleveurs de chevaux de selle et de trait sont sciemment maintenues sous tutelle, via le versement de subventions. Les Haras organisent les rapports entre les éleveurs et l'État, gouvernés par des contraintes économiques et l'administration française. 

### Étalonnage public

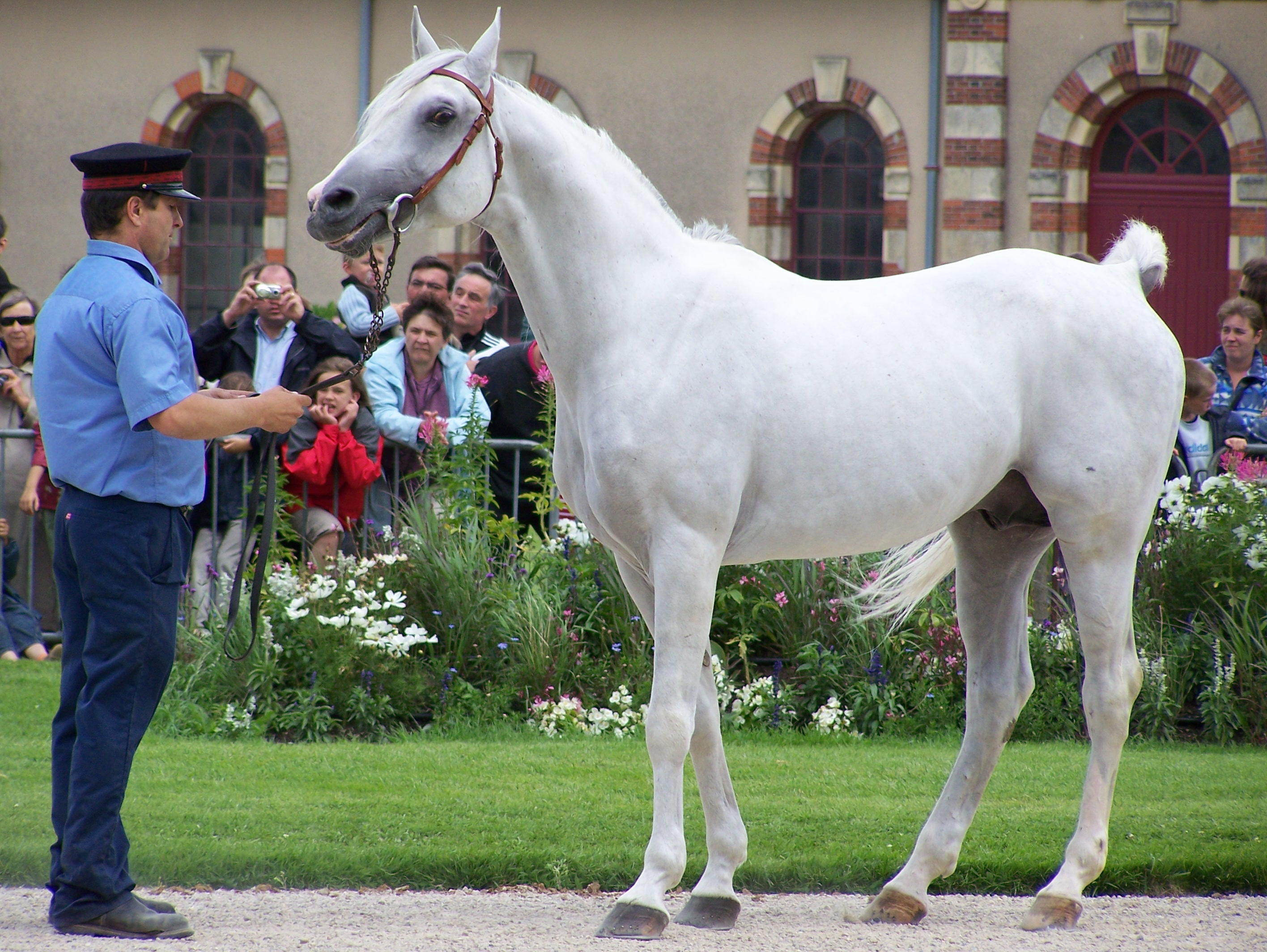
Présentation d'un étalon de race Arabe au Haras national de Saint-Lô.

Historiquement et sur trois siècles, la mission centrale des Haras nationaux a toujours été l'étalonnage public. Un cheptel d'environ 1 100 étalons de diverses races est géré en 2002, cette mission d'étalonnage public constituant le cœur de compétence. Ces étalons étaient mis à disposition des éleveurs via les haras et stations de monte répartis sur tout le territoire français. La période qui s'étend de mars à juillet est traditionnellement connue comme la « saison de monte ».
Les Haras achetaient ces étalons sur performances et après négociation avec leurs éleveurs, généralement à l'âge de 3 ans ou plus, au terme d'une visite d'achat incluant une inspection vétérinaire et sanitaire. Une centaine d'étalons était concernée annuellement au début du XXIe siècle.

### Gestion des registres généalogiques des races
Les Haras ont aussi géré les registres généalogiques (stud-books) des races de chevaux françaises, depuis leur création en 1833 jusqu'à la réforme de 1999, cette activité étant transférée vers des associations dédiées en 2002. Le SIRE répertorie l'identité des équidés présents sur le sol français, ainsi que celle de leurs naisseurs et propriétaires, enfin les carrières d'élevage et les performances de chaque animal. Les agents des Haras nationaux avaient entre autres pour tâche d'identifier les poulains sous leur mère en remplissant un document de signalement prenant en compte toutes les particularités de la robe (dont les marques blanches et épis).
Les Haras ont détenu jusqu'à un tiers de tous les étalons des races de trait françaises, avec des spécialités pour certains établissements. Le Haras national de Besançon est spécialisé dans le Comtois, celui de Compiègne dans le Boulonnais et le Trait du Nord. Hennebont et Lamballe sont naturellement tournés vers le Breton, Le Pin vers le Percheron, La Roche-sur-Yon et Saintes vers le Poitevin mulassier, Montier-en-Der et Rosières-aux-Salines vers l'Ardennais, et Saint-Lô vers le Cob normand. Cluny élève des Auxois. Rodez abrite de nombreux étalons bretons, bien qu'il ne s'agisse pas du berceau de la race.
Les Haras nationaux sont aussi à l'origine de la promotion et de la sauvegarde des races d'ânes d'origine française, dont l'âne du Cotentin (Saint-Lô), l'âne normand (le Pin), le Grand noir du Berry (notamment élevé à Blois), l'Âne des Pyrénées (Gelos), l'Âne du Poitou (La Roche-sur-Yon et Saintes) et l'Âne de Provence (Uzès). En termes de races de selle, le Haras national de Pompadour s'est spécialisé dans l'Anglo-arabe.

## Missions de la «marque» Haras nationaux
La mission principale des Haras nationaux est de faire vivre et rayonner les savoirs, savoir-faire et savoir-être de l’attelage et de la sellerie-harnachement dans l’objectif de partager la relation utilitaire « homme-cheval » avec le plus grand nombre

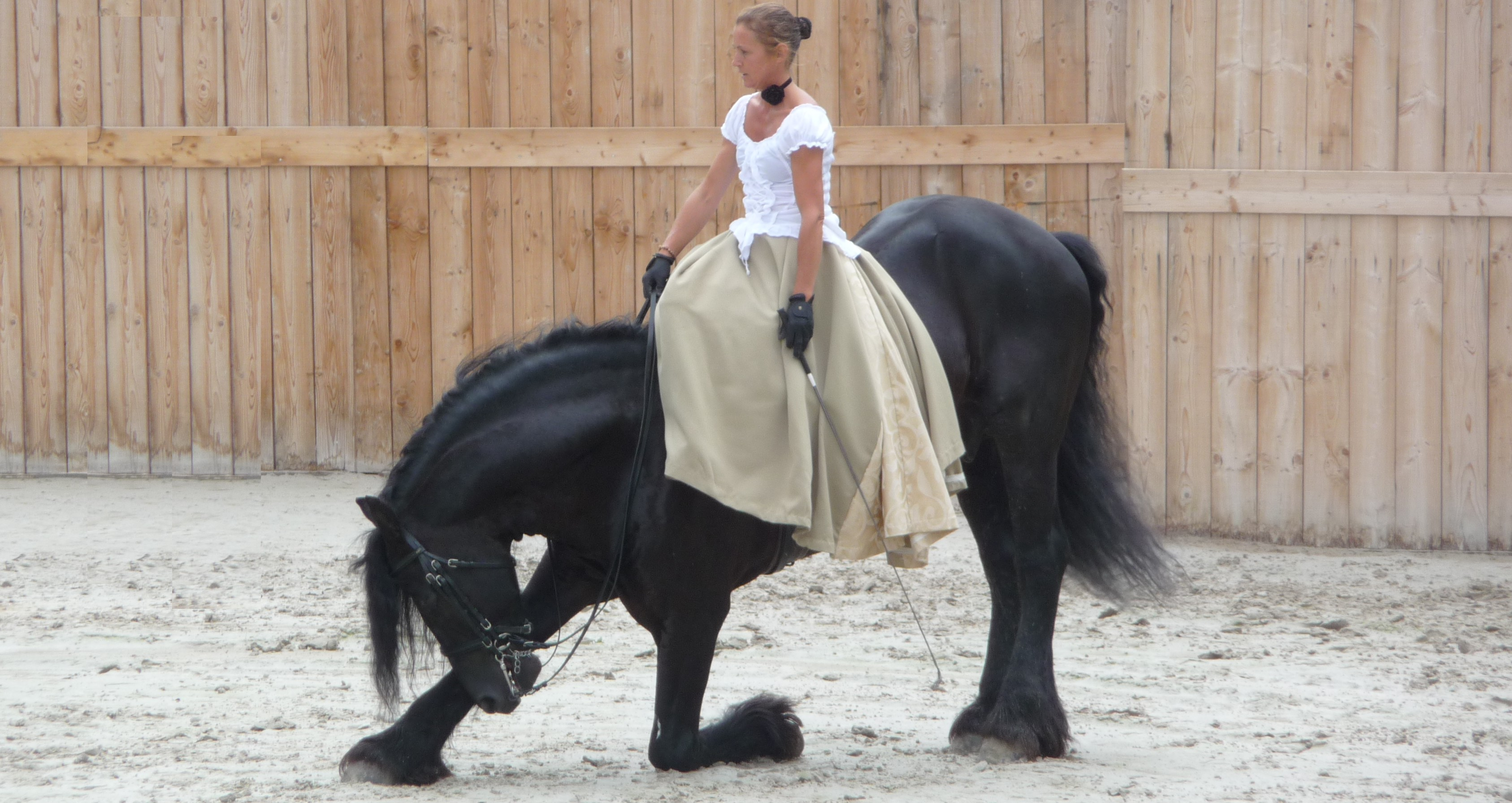
Spectacle équestre au Haras de la Vendée.

Les Haras nationaux ne sont plus considérés comme un organisme distinct, mais comme l'une des deux marques fortes de l'Institut français du cheval et de l'équitation. Bien que toutes leurs activités dans la reproduction du cheval aient été transférées vers le privé, les ex-agents des Haras nationaux restent actifs dans la préservation des races de chevaux menacées, en particulier de trait. Ils sont aussi chargés, via l'IFCE, de l'identification des équidés en France.
Les établissements des ex-Haras nationaux ont désormais pour principale mission de faire découvrir leur patrimoine, d'une grande richesse, mais peu connu du public,. Ce patrimoine est à la fois matériel, avec des lieux bâtis ou transformés, et immatériel, composé des savoirs et des savoir-faire pour l’exercice de missions de reproduction, d’étalonnage, d’élevage et d’éducation du cheval et autour du cheval. Il comprend la conduite d’attelages traditionnels, la sellerie-bourrellerie, et les véhicules hippomobiles. L’IFCE possède plus de 300 voitures hippomobiles dont la plupart sont des véhicules historiques et emblématiques de l’histoire des Haras nationaux. Certaines font l’objet d’une protection au titre des Monuments historiques.
Si l'État s’est désengagé ou a cédé une grande partie des sites historiques, la majorité des nouveaux propriétaires s’engage dans cette valorisation patrimoniale et touristique, l'un des meilleurs exemples étant celui du Haras de la Vendée. Cette valorisation tient compte de la présence des véhicules hippomobiles et de la sellerie.

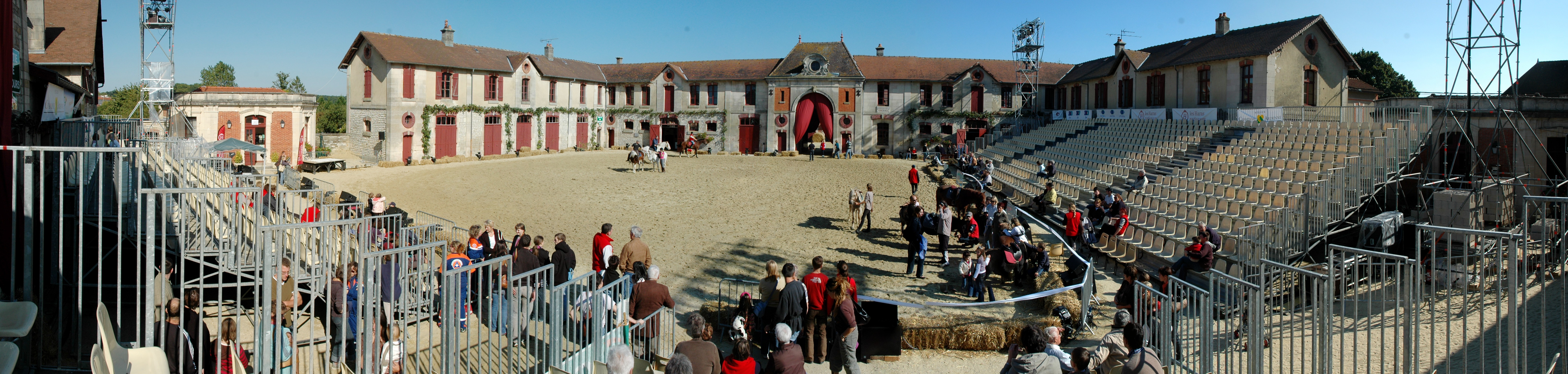
Scène de spectacle pour le bicentenaire du Haras national de Montier-en-Der, en septembre 2008

Une grande partie de ce patrimoine est composée de selleries et de divers harnachements, dont des pièces uniques et des selles de collection, d'origine française ou non.
Ce patrimoine comporte aussi des meublés, tapisseries, sculptures et bas-reliefs, représentant majoritairement des chevaux. Les Haras disposent d'une collection d'horloges (parfois incrustées dans la façade même des bâtiments principaux), datées pour la plupart du XIXe siècle. Chacun d'eux dispose d'un atelier de maréchalerie. Des objets du quotidien désormais inusités, tels que la civière qui a précédé la brouette pour le transport du fourrage, sont également conservés.

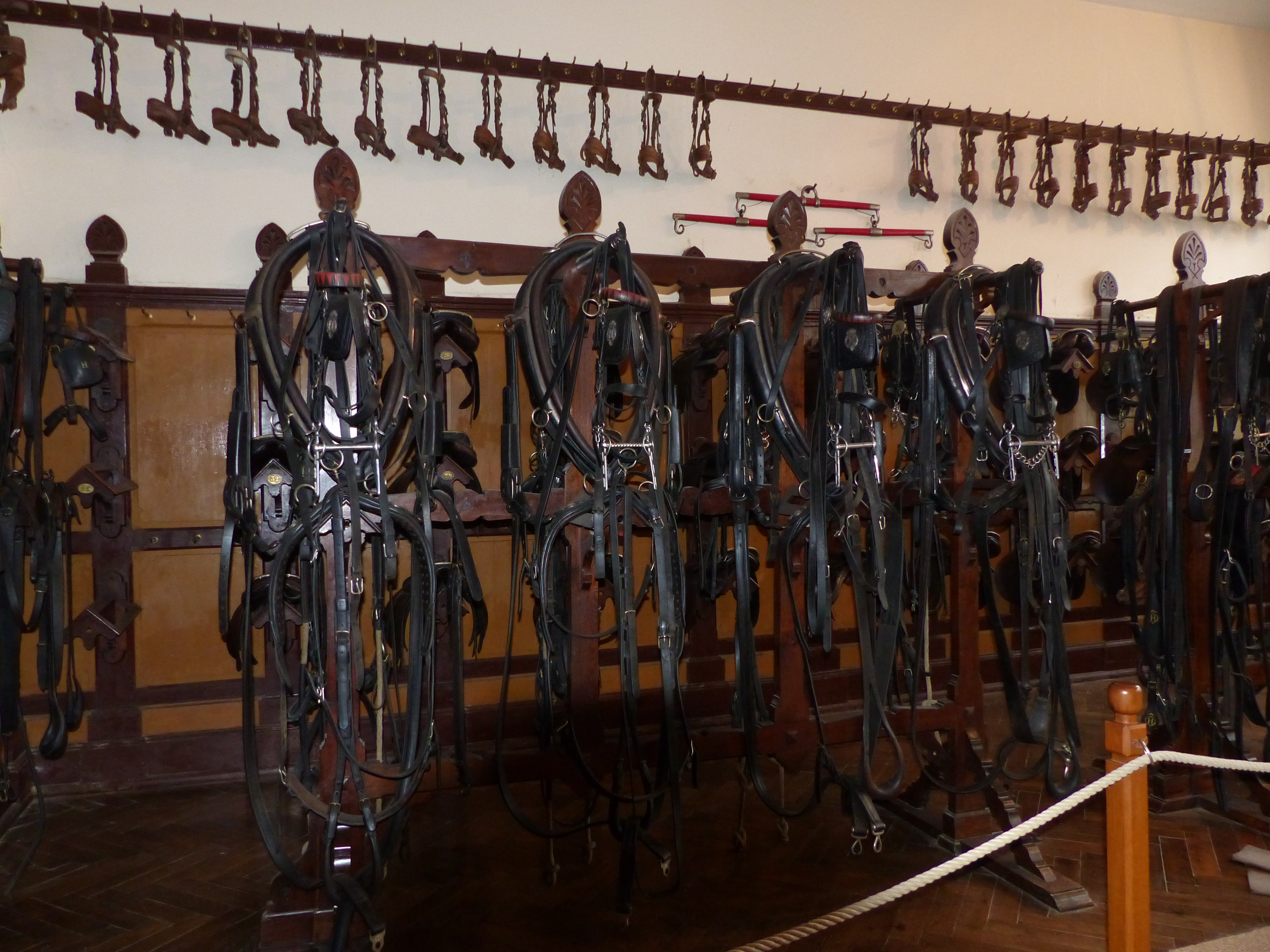
Sellerie du Haras national de Lamballe.
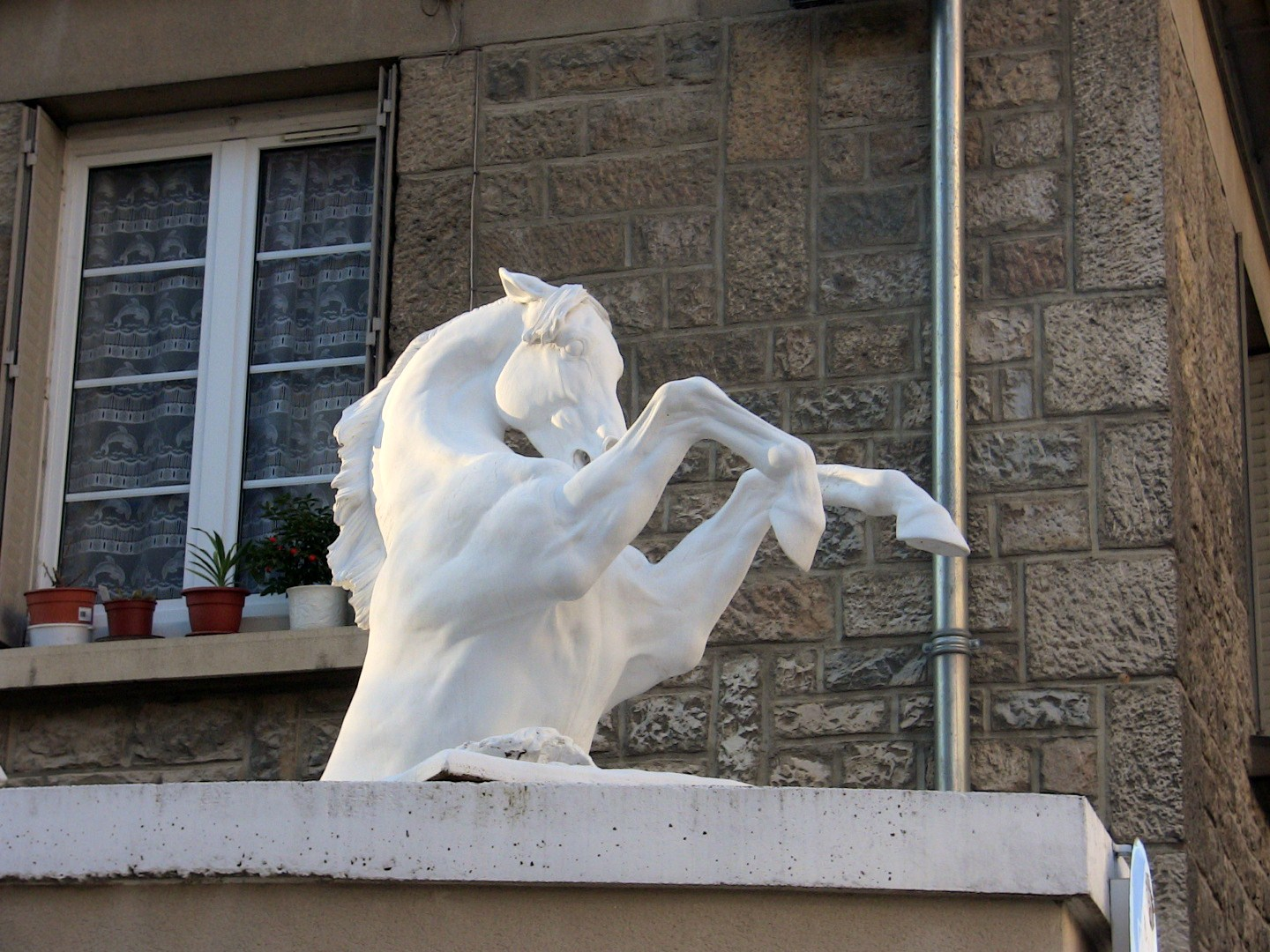
Sculpture d'un cheval surmontant la grille d'entrée du Haras national de Besançon.
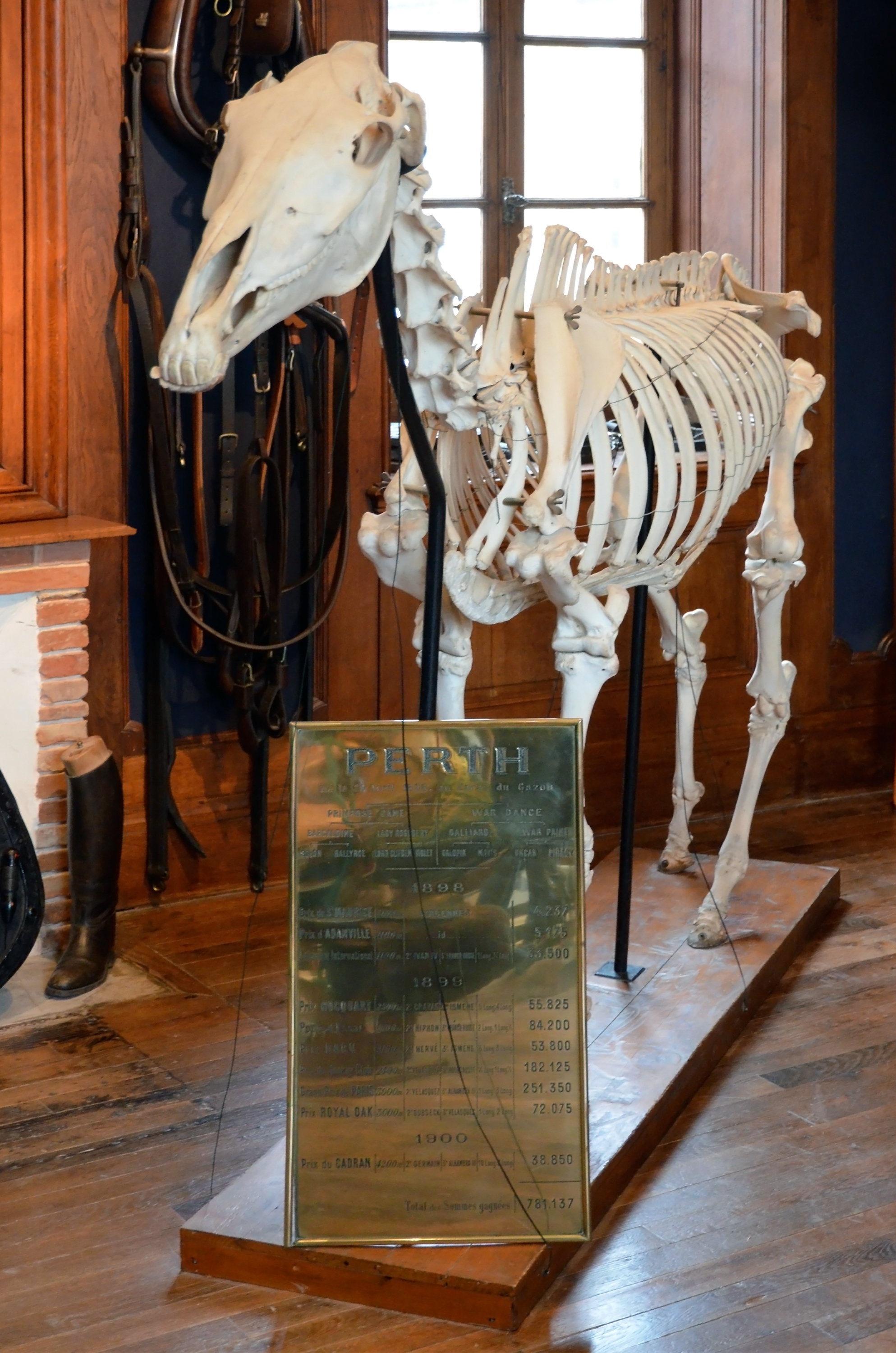
Squelette du cheval Perth au Haras national du Pin.
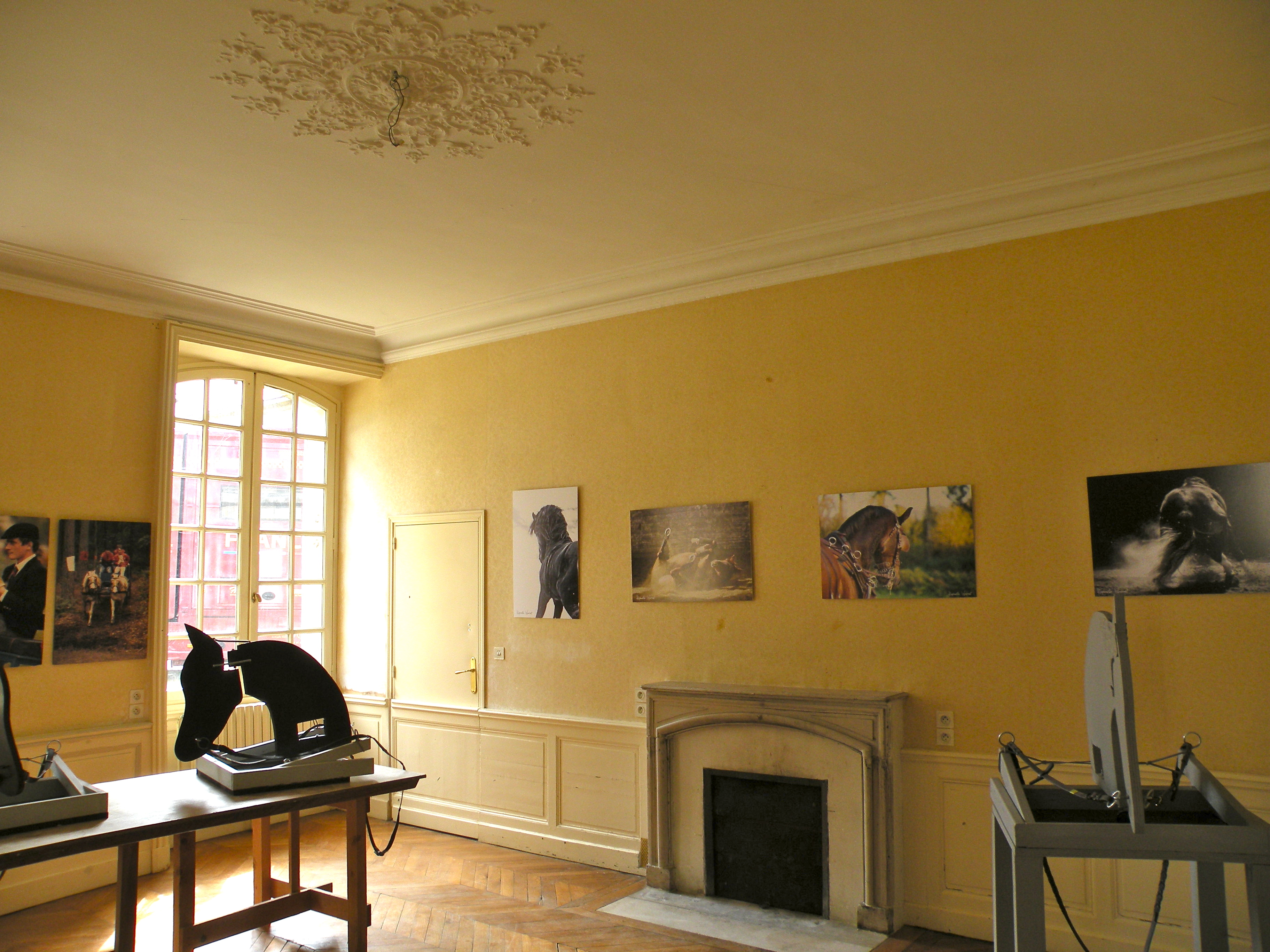
Exposition de photographies au Haras national de Compiègne.
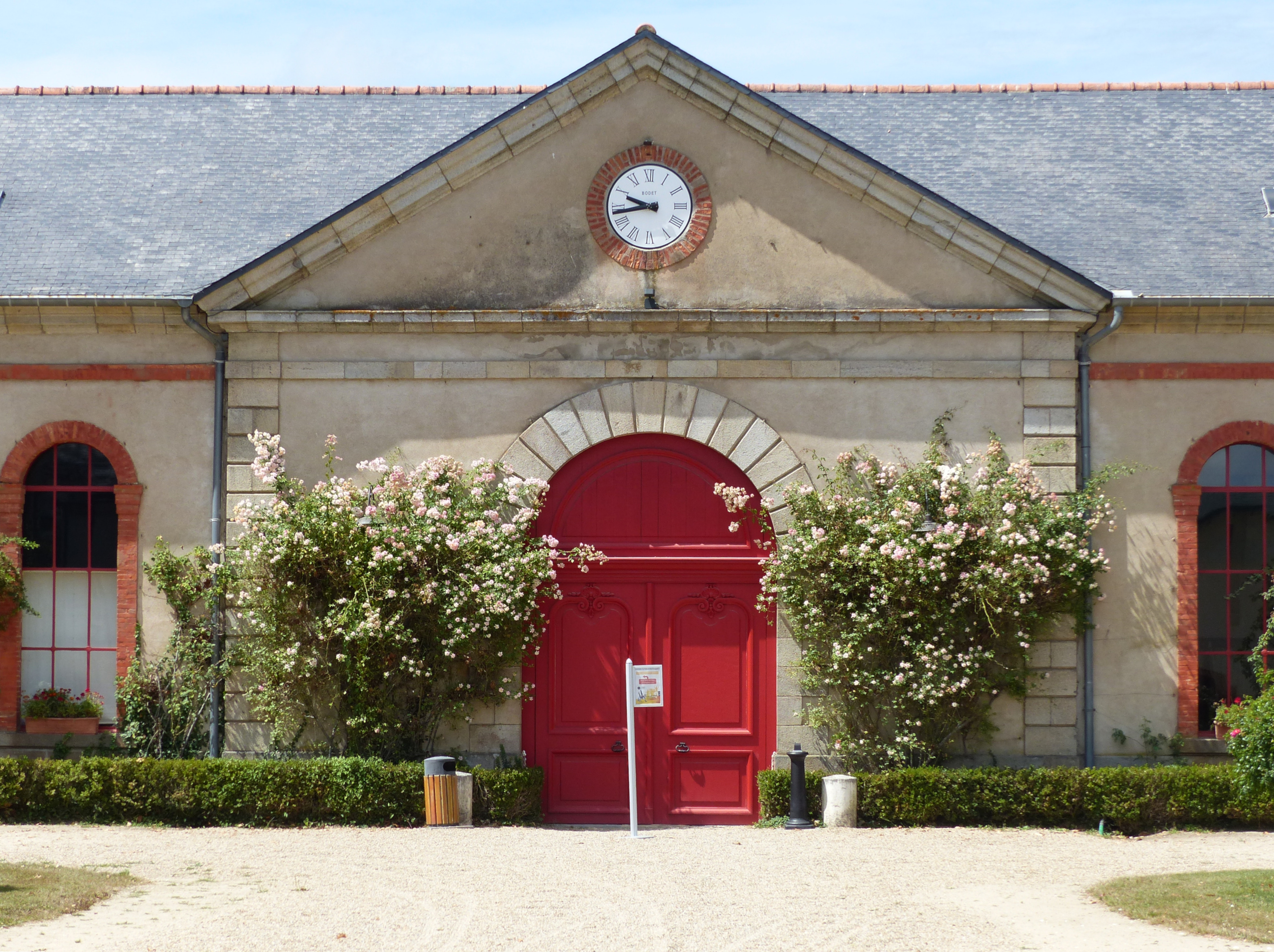
Horloge sur la façade du Haras national d'Hennebont.

### Gestion et valorisation du parc hippomobile

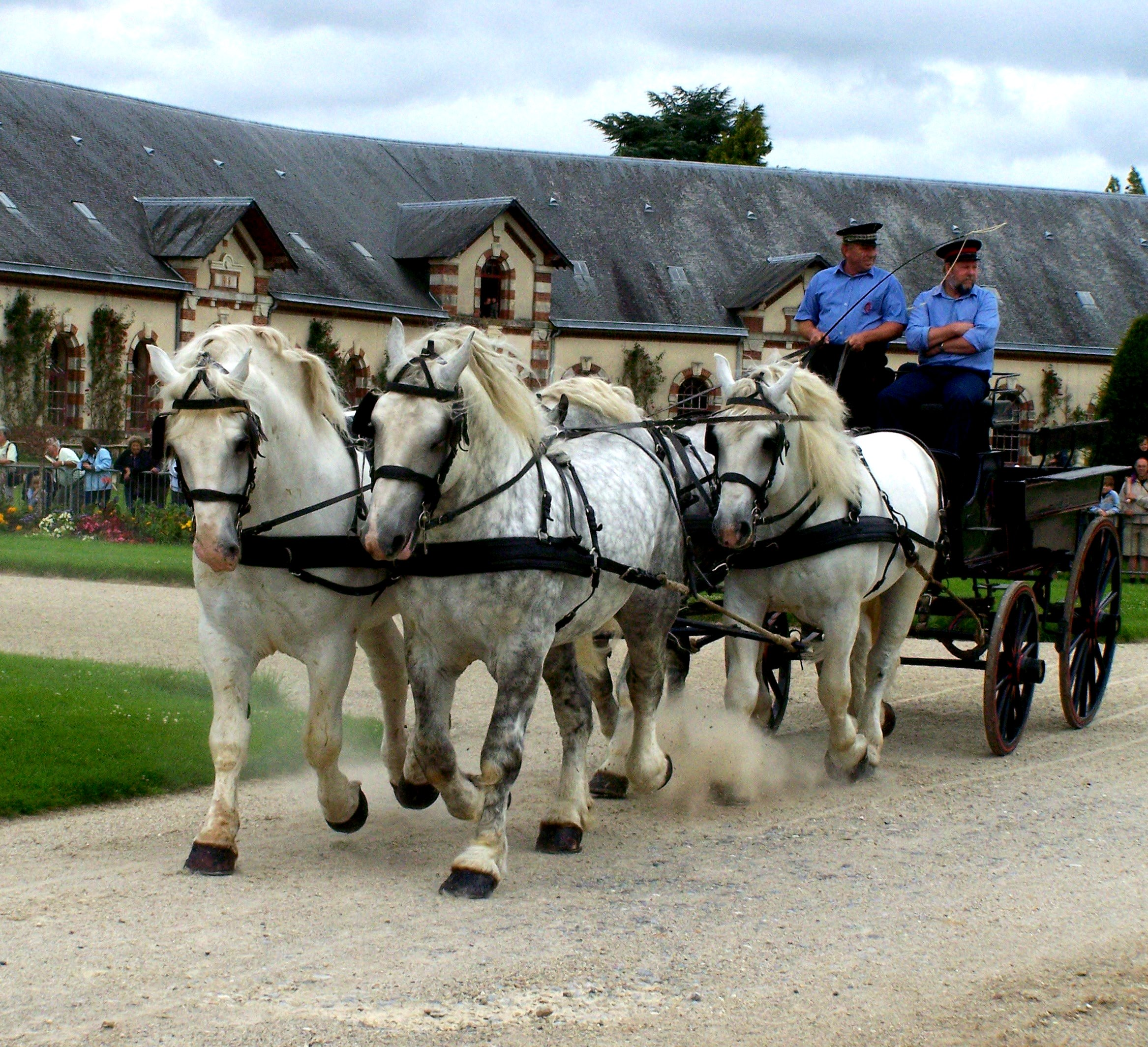
Présentation d'un attelage Percheron au Haras national de Saint-Lô.

Tous les établissements des Haras nationaux disposent de savoir-faire en matière de pratiques d'attelage, utilisant leurs véhicules hippomobiles lors de démonstrations publiques.
Ces véhicules hippomobiles sont majoritairement de grands breaks, des squelettes, de grandes wagonnettes, des omnibus, des charrettes anglaises, et quelques tilburys. Les dog-car (ou Dog Cart) sont ainsi nommés car ils permettaient d'emmener les chiens à la chasse. 
Le sort de ces véhicules (68 voitures classées comme monuments historiques, pour 300 à 350 pièces au total) est longuement resté incertain,. Un programme de restauration des véhicules « d'intérêt national » a été initié en 2018, comprenant la réalisation de copies des hippomobiles les plus précieux. En parallèle, un recensement du savoir-faire en matière de conduite d'attelages traditionnels a été entrepris.
Certains de ces hippomobiles ont une forte valeur historique. Le Haras national de Rodez détient l'hippomobile de l'évêque local ; celui de Tarbes le landau de l'évêque de Lourdes. Le Haras national de Gelos conserve des hippomobiles locaux uniques, marqués par l'influence anglaise. Un carrick à pompe, unique en Europe, est exposé au haras national de Saint-Lô. Le tractomètre du Haras national de Lamballe constitue une autre pièce unique.
| Véhicule hippomobile dénudé.               |
| Squelette, au Haras national de Compiègne. |

| Véhicule hippomobile haut sur grosses roues.   |
| Spider Phaéton, au Haras national de Compiègne |

| Véhicule hippomobile découvert et bas.       |
| Grand Break, au Haras national de Compiègne. |

| Véhicule hippomobile découvert et à deux grandes roues.                |
| Carrick à pompe de marque Peter & Sons, au Haras national de Saint-Lô. |

| Petite charrette à deux roues            |
| Dog Cart, au Haras national de Compiègne |

| Véhicule hippomobile fermé              |
| Omnibus, au Haras national de Lamballe. |

| Deux charrettes bleues.                                       |
| Tractomètre et charrette à foin au Haras national de Lamballe |

### Diplomatie internationale

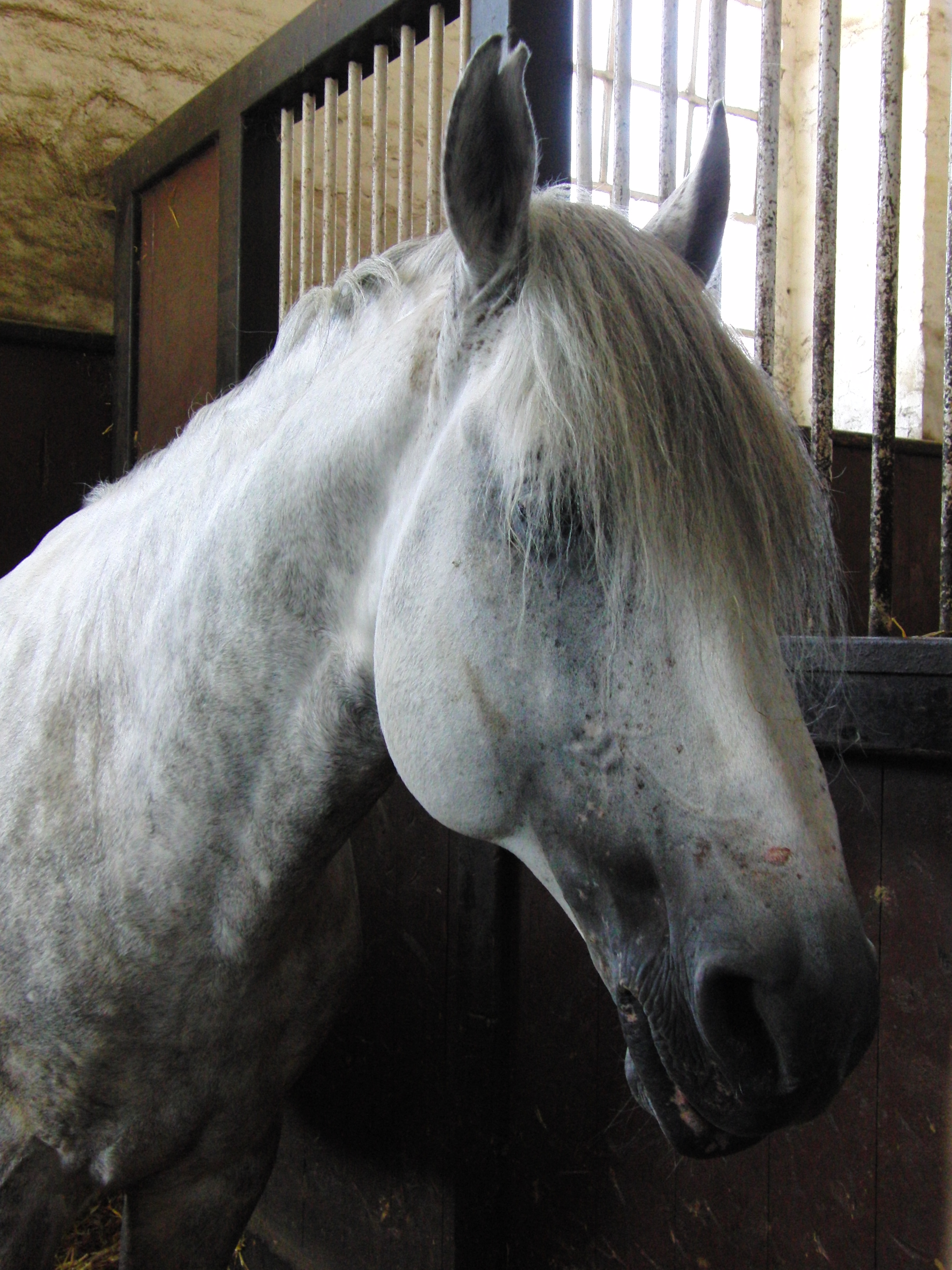
Tête du Barbe marocain Ouadoud, offert à la France par le roi du Maroc Mohammed VI en 2009.

Les Haras jouent toujours un rôle dans la diplomatie internationale, le seul haras du Pin ayant reçu trois visites royales (dont celle d'Élisabeth II) au XXe siècle. En 1973, le roi d'Arabie Saoudite Fayçal ben Abdelaziz Al Saoud assiste à une présentation d'étalons des Haras au Grand Trianon. Les chevaux offerts aux présidents de la République française sont, traditionnellement, confiés à un établissement des Haras nationaux, où ils sont entretenus sur de l'argent public pendant toute leur vie. Le Pur-sang arabe Fawsan est offert à Valéry Giscard d'Estaing par le président égyptien Anouar el-Sadate, le haras de Pompadour conservant ses papiers, rédigés en arabe.
Le haras national de Pompadour a accueilli deux Criollo, offerts par le président argentin Carlos Menem à Jacques Chirac, et morts en 2016 ; l'étalon Suska ; Mabrouk, un étalon Arabe-barbe offert par Abdelaziz Bouteflika à Chirac ; enfin Sami, un Barbe offert à François Hollande lors de sa première visite algérienne, en décembre 2012.
En 1993, le cheval Gend Jim, offert par le président du Turkménistan Saparmyrat Nyýazow, est gardé par François Mitterrand dans une propriété privée, plutôt qu'envoyé dans l'un des Haras nationaux,. Cela donne lieu à une affaire médiatique, à la suite d'une enquête de Jean-Louis Gouraud.

## Symboles

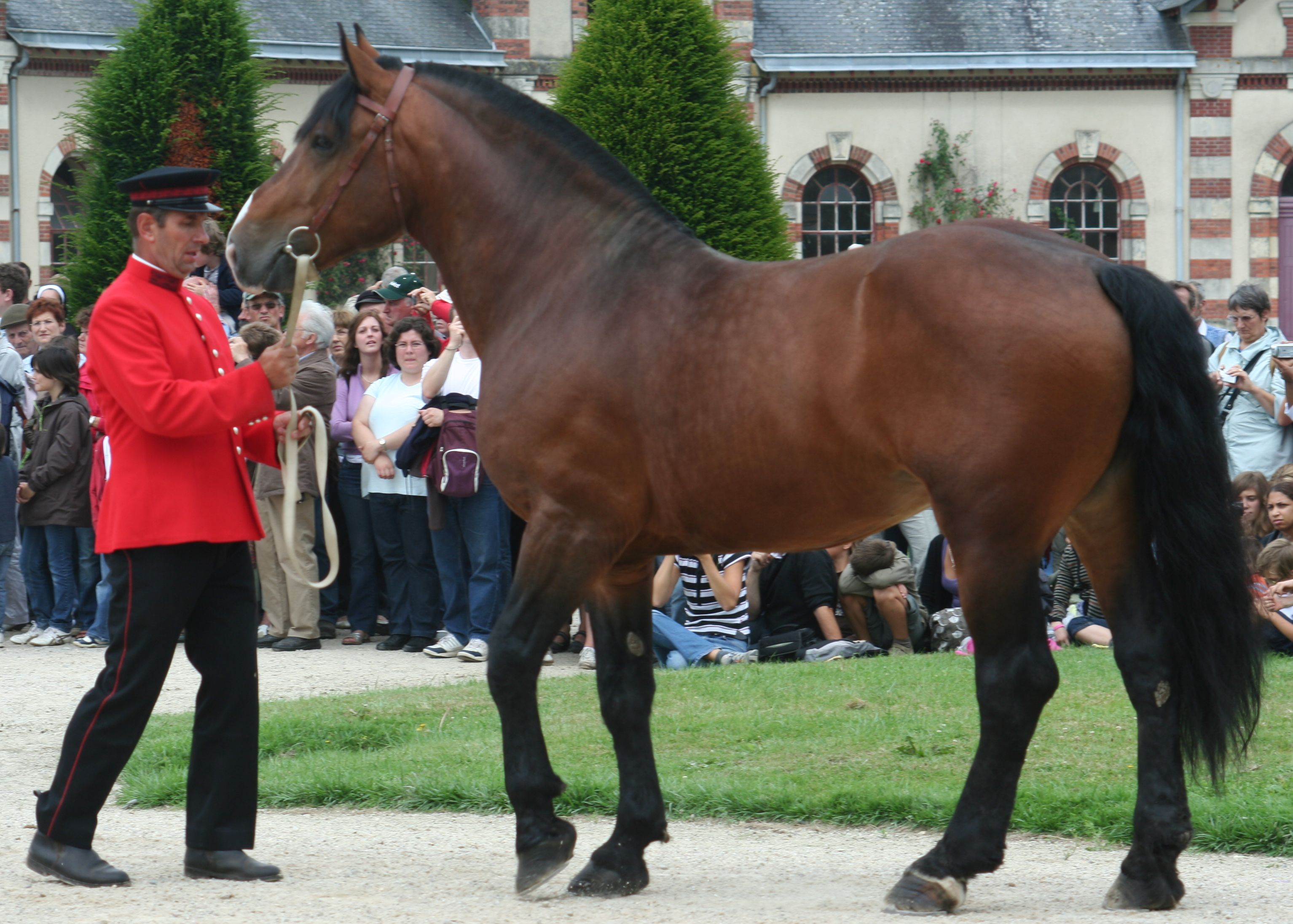
L'uniforme rouge et noir d'un agent des Haras nationaux pendant la présentation d'un Cob normand au Haras national de Saint-Lô.

Au cours de leur histoire, les Haras nationaux ont été identifiés par différents signes graphiques et uniformes.

### Uniformes
Le marquis de Polignac impose le port du premier uniforme spécifique à l’Administration des Haras par une ordonnance, le 21 juillet 1784. Les inspecteurs des Haras portent désormais un habit de drap bleu roi, un collet droit de même couleur, un doublé de voile couleur écarlate, une veste et une culotte en drap rouge, le symbole du H couronné brodé d'or sur l'habit et la veste. Ils portent aussi un chapeau uni doté de boutons semblables à ceux de l'habit, et une épée de cuivre dorée,. Les capitaines des haras portaient déjà depuis un siècle le célèbre habit bleu roi à boutonnières d'or. Les palefreniers portent un habit de drap bleu doté d'un rang de galons d'or.
Les instructions du 10 décembre 1825 relatives aux Haras royaux (sous Charles X) décrivent les uniformes des employés comme un habit gros bleu avec des boutons d'argent ou argentés, portant une broderie de cheval en relief entourée de l'inscription « Haras royaux », un collier écarlate et des broderies d'argent en fonction des grades concernés. Le costume est peu modifié par le règlement de 1862, la broderie « Haras impériaux » remplaçant « Haras royaux », le tout dans une inspiration para-militaire.

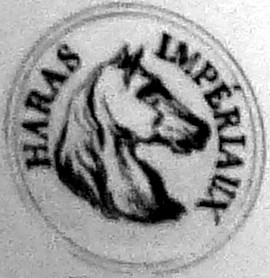
Bouton d'argent avec l'inscription « Haras impériaux »
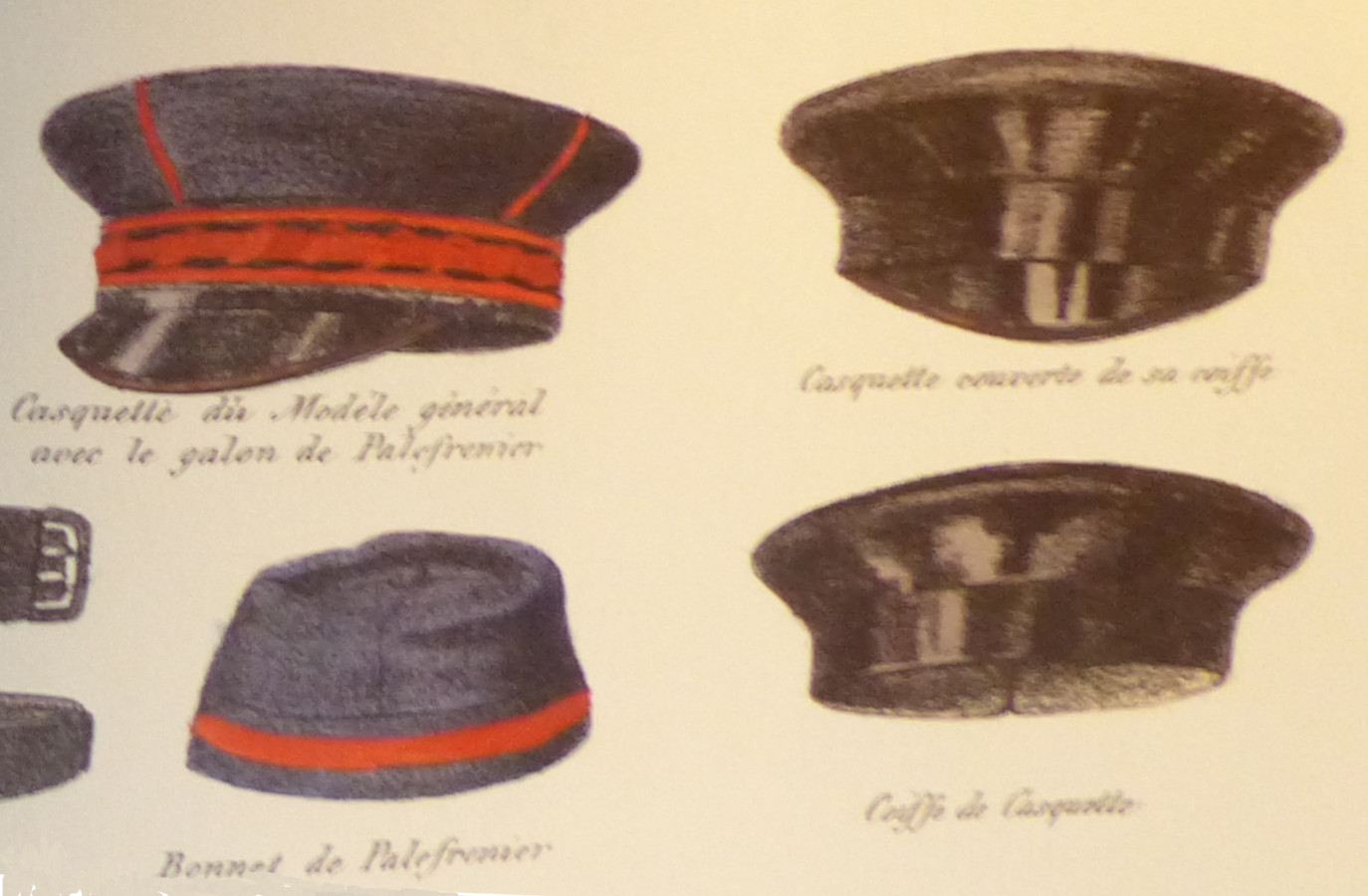
Coiffes
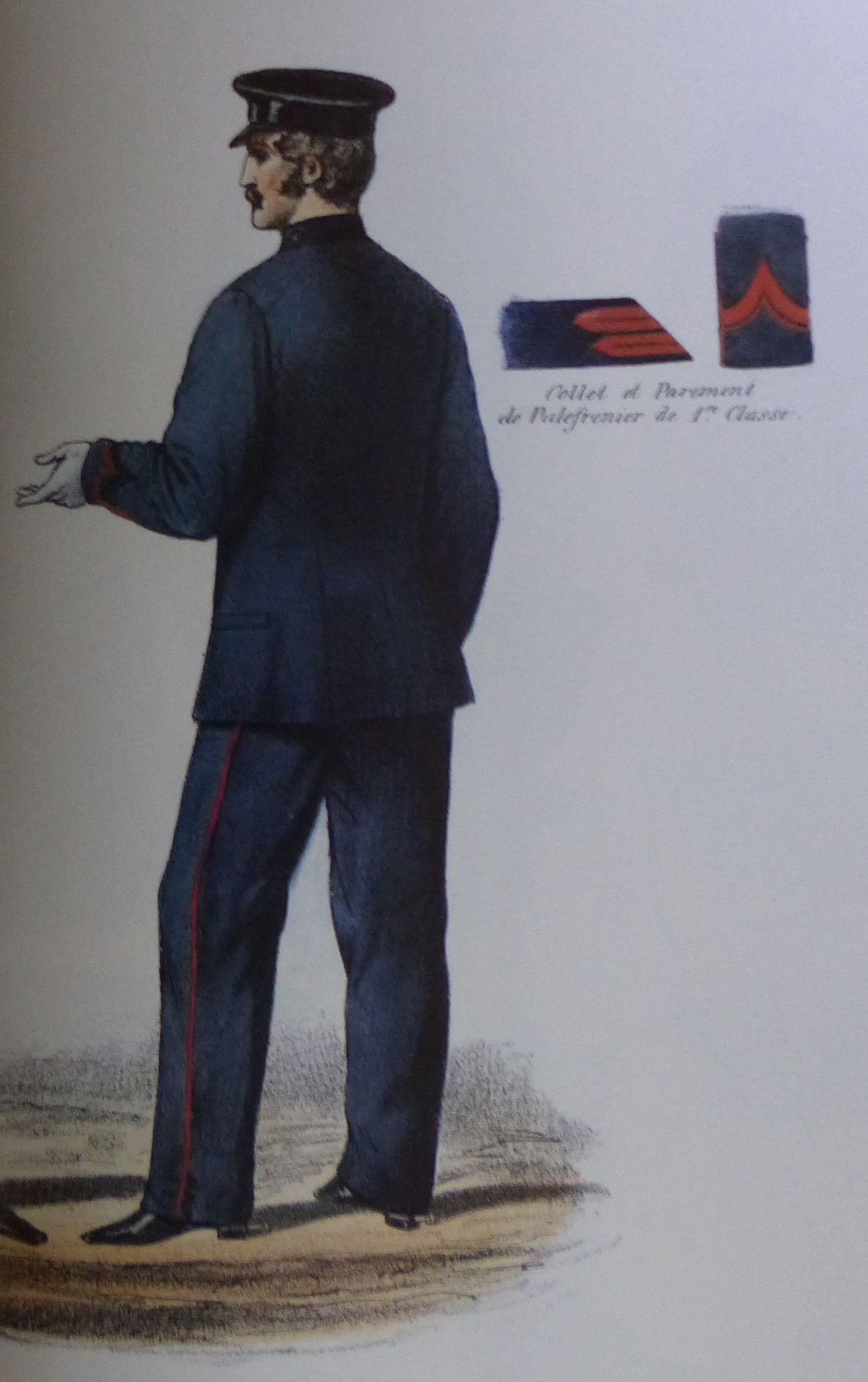
Costume de brigadier

L'uniforme des palefreniers est revu à la suite de la loi Bocher, en 1874. Il se compose d'un pantalon écru et d'un court gilet d'écurie rouge, à col droit fermé. L'adjudant et les officiers portent une tunique noire. Les uniformes sont munis de boutons à tête de cheval surmonté du mot « haras ». Au fil du temps, seule la veste d'équitation rouge a été conservée.

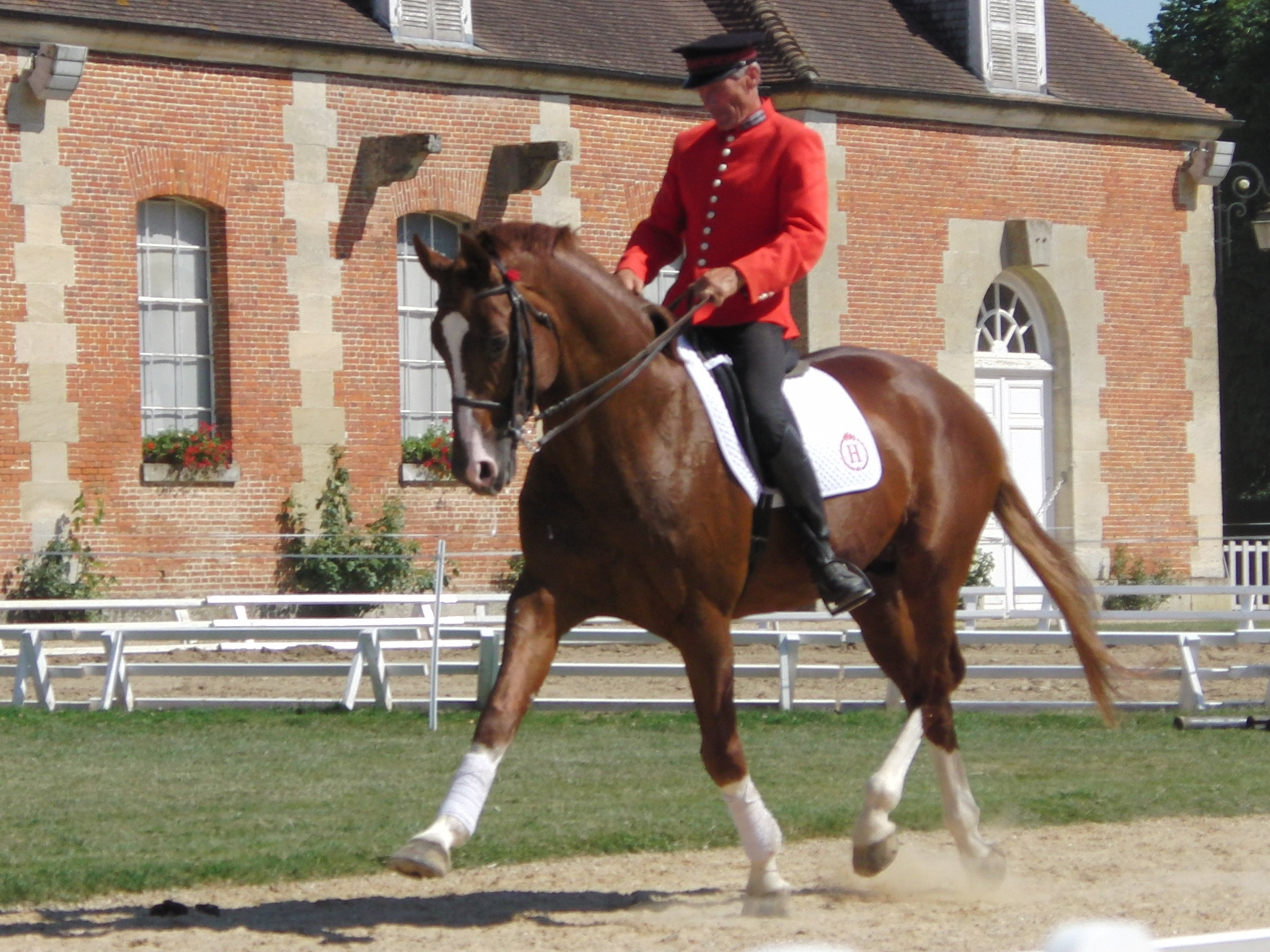
Veste d'équitation rouge à galons d'argent, au Haras national du Pin
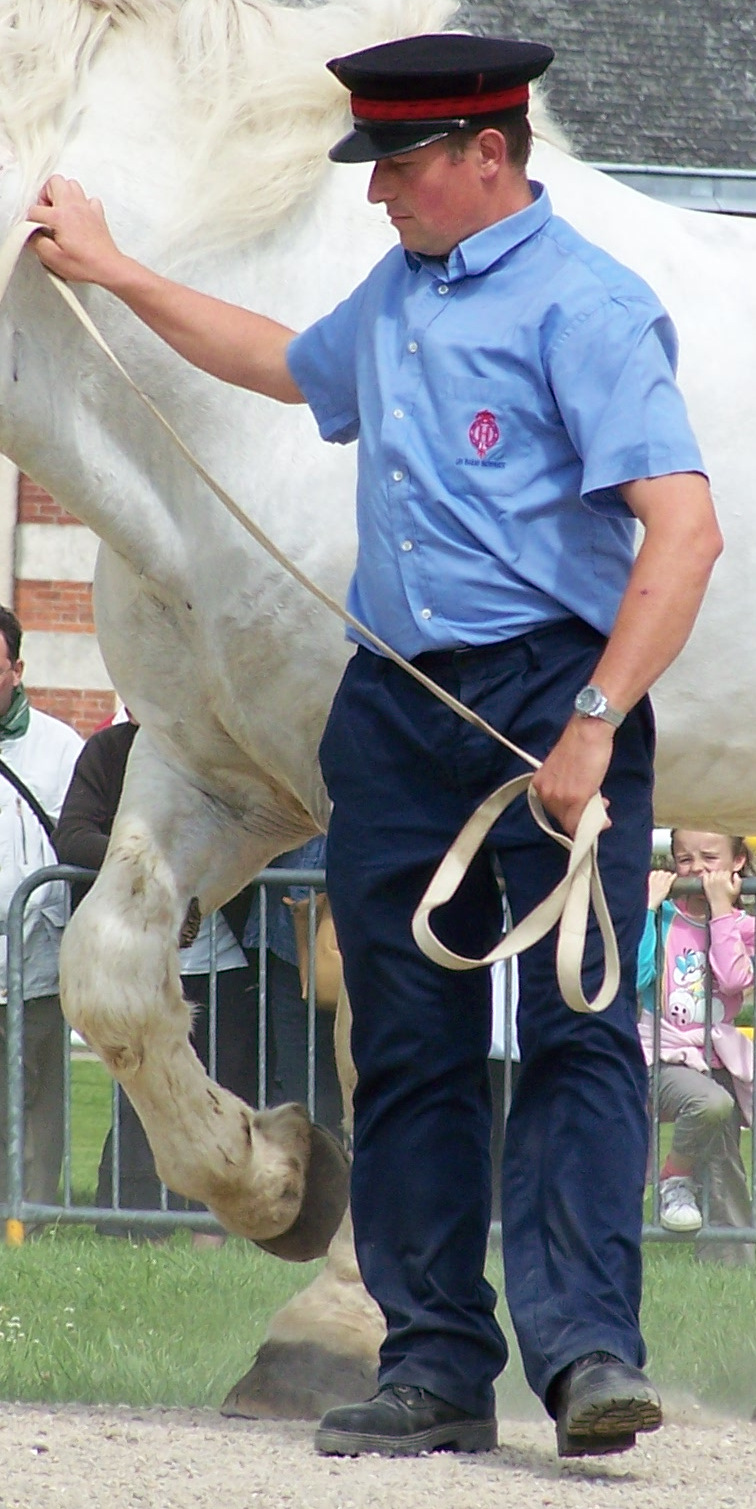
L'habit de drap bleu, sans cravate, au Haras national de Saint-Lô
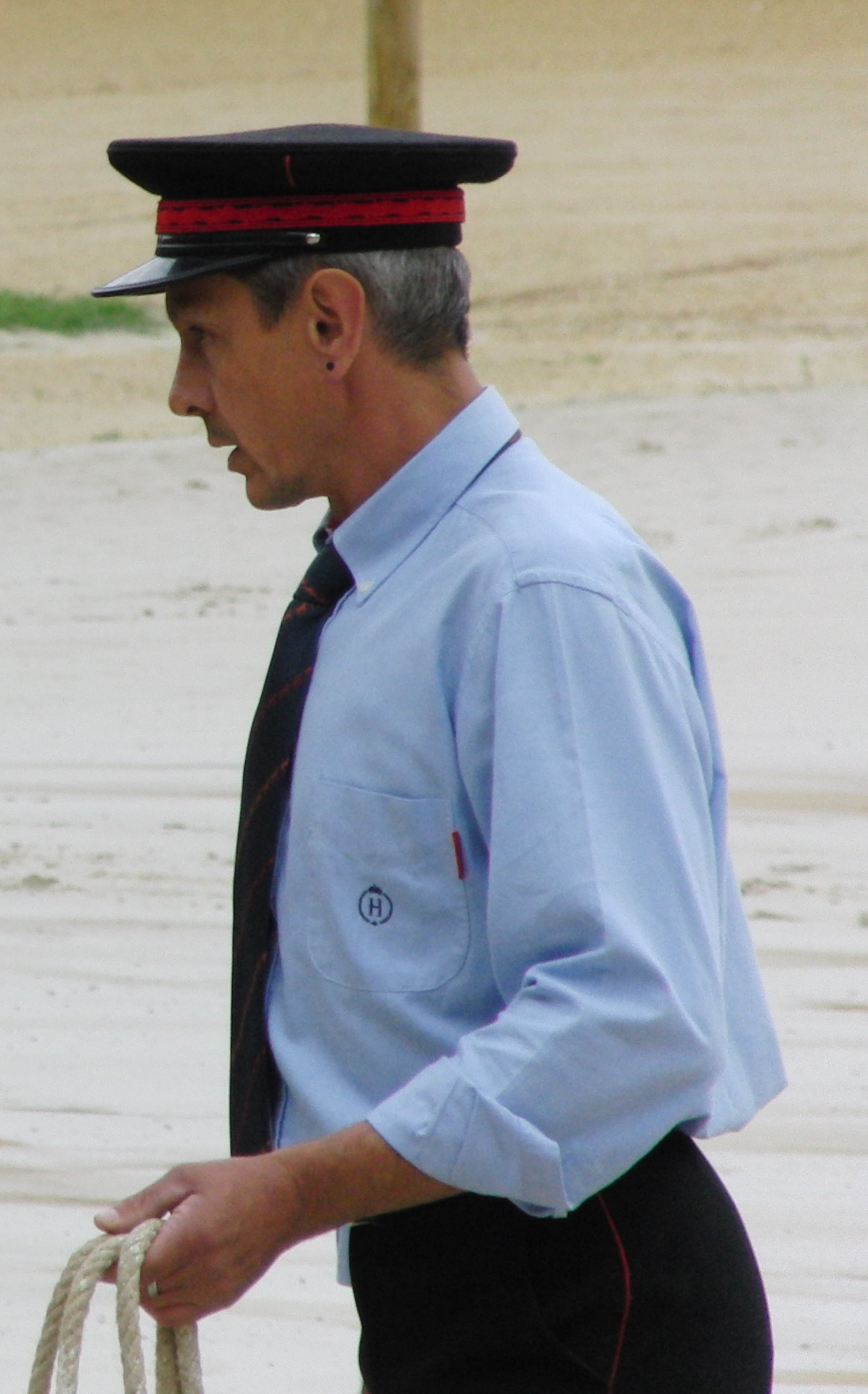
L'habit de drap bleu, avec cravate, au Haras national de Cluny

Ces uniformes sont portés pour les présentations publiques et les défilés.

### Emblèmes et logos
L'emblème originel des Haras royaux, en 1665, est une fleur de lys, sur fond bleu roi. L’emblème des Haras impériaux, créé en 1806, est une tête de cheval vue de profil, de type Arabe. Tous les signes, gravures et emblèmes sont détruits en 1870.
Un nouvel emblème représentant un « H » majuscule dans un cercle rouge et bleu (l'ensemble reprenant les couleurs du drapeau de la France) est créé en 1874. Le bleu choisi est le bleu national, l'ensemble est surmonté de feuilles d'acanthe en argent. 
Cet emblème puis logotype des Haras nationaux reste le même entre 1880 et 2005. Une réflexion s'engage pour moderniser l'identité visuelle des Haras nationaux en 2003, dans un contexte tendu, car la grande majorité du personnel et du public des Haras nationaux souhaite garder son identité traditionnelle. Un nouveau logo est créé par un graphiste, puis révélé le 16 juin 2005 : conservant le « H » dans un cercle plus ouvert, il allège les ornements, place le nom de l'établissement sur le côté, et fait disparaître la couleur bleue.
Ce logo est mis à jour en 2010 pour y intégrer l'abréviation « ifce ».

Logo entre 1874 et 2005
Logo entre 2005 et 2010
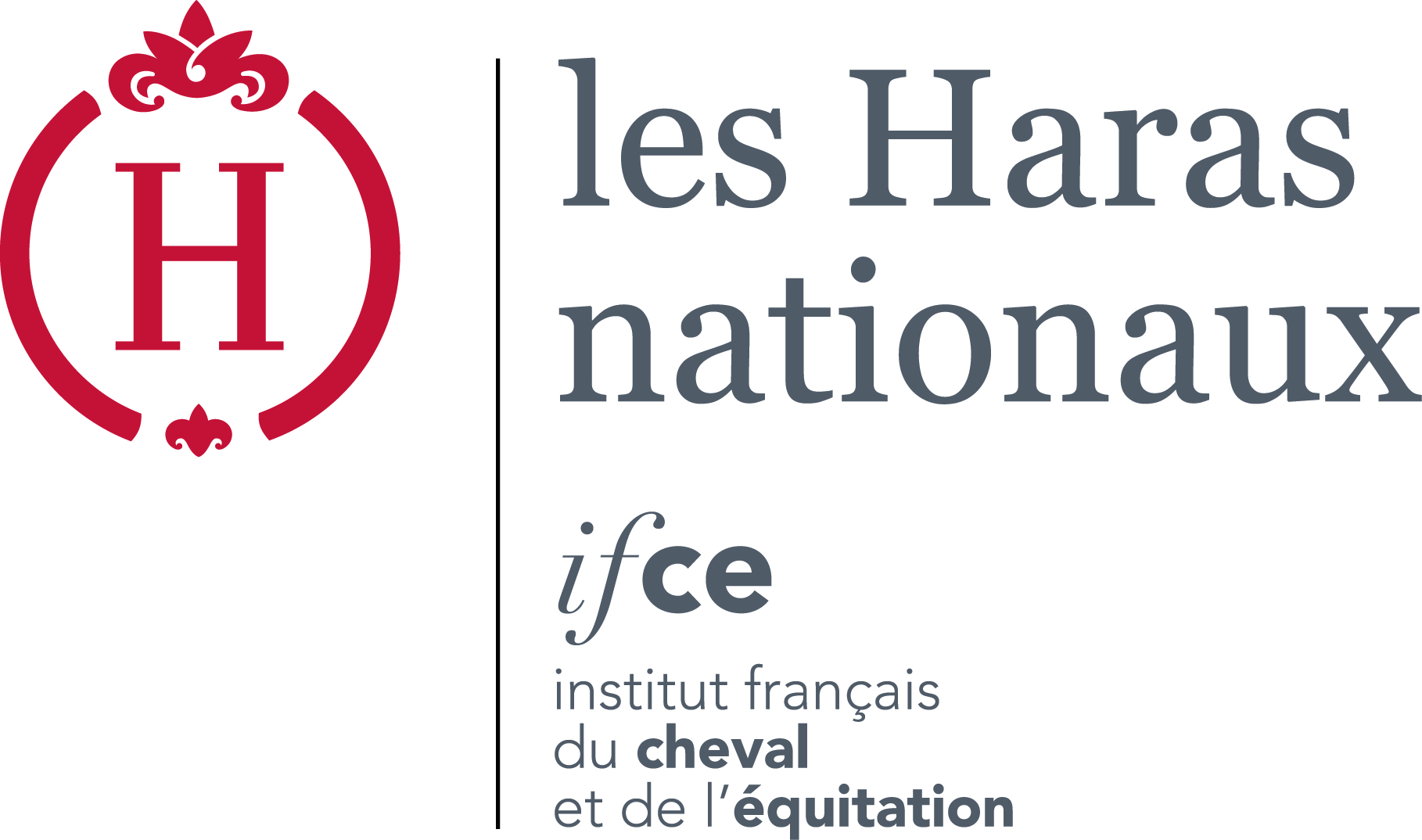
Logo depuis 2010

## Organisation
L'organisation des Haras nationaux est, depuis leur création jusqu'à leur disparition, unique, les autres pays ayant classiquement mis en place des Haras pour le seul usage des souverains, sans organiser en parallèle la sélection et la reproduction. De 1999 à 2010, les Haras nationaux s'organisent autour de cinq directions chargées respectivement du budget, des ressources humaines, de la valorisation, de la filière et du développement.

### Personnel

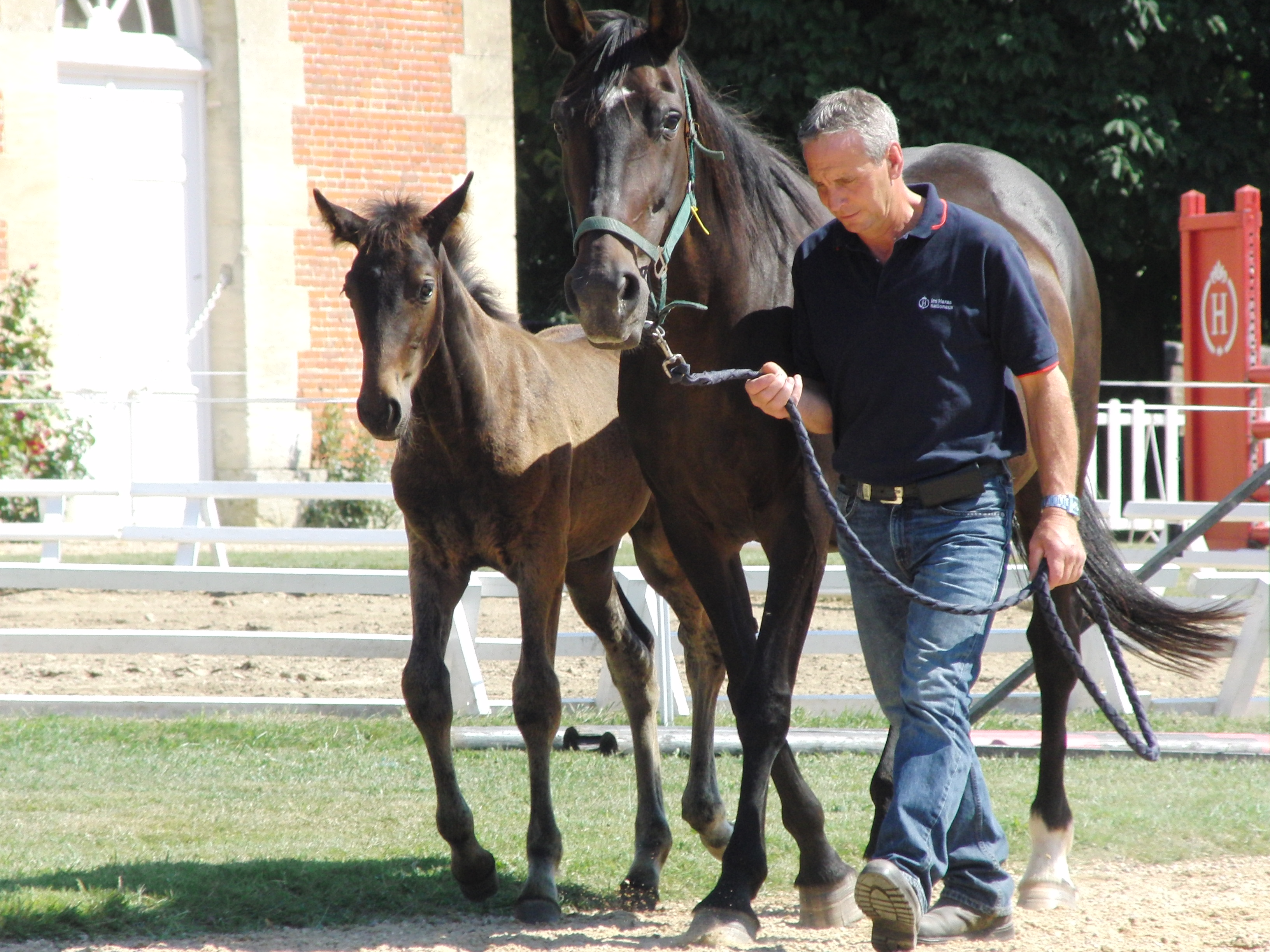
Agent des Haras nationaux menant une jument Trotteur français et son poulain, au Haras national du Pin.

Le total des agents des Haras est d'environ 1 200 personnes en 1903. En 2002, soit un siècle plus tard, le nombre d'agents des Haras nationaux est d'environ 1 100, répartis sur une trentaine de sites. Exercer pour les Haras nationaux est souvent une affaire familiale, certains noms revenant fréquemment, avec des exemples de fratries travaillant toutes entières pour un ou plusieurs haras.

#### Recrutement
Sous l'Ancien Régime, le poste convoité de capitaine des Haras royaux est recruté parmi les écuyers de la Grande Écurie de Versailles, et donne lieu à divers privilèges, notamment une résidence sur place,. Les commissaire-inspecteurs des Haras sont recrutés parmi les anciens officiers de cavalerie formés dans la Grande Écurie. Bertin suggère la création d'une école pour les officiers des Haras, en 1764 : l'école vétérinaire d'Alfort devient le premier organisme de formation officiel à cette fin. 
Après le rétablissement des Haras par Napoléon, le recrutement se complique du fait que la plupart des anciens responsables ont émigré sous la Révolution ; d'après Guillotel, « on accepta les compétences qui s'offraient ». Ce n'est qu'avec le décret du 29 octobre 1825 que le recrutement des officiers est précisé comme soumis à un diplôme en ce domaine, les futurs officiers devant commencer leur carrière au statut d'agent spécial ou de surveillant dans les dépôts d'étalons. L'école de formation du haras du Pin, chargée de la formation des futurs cadres, est créée durant la Restauration, sous le nom d'École Royale d'Équitation du Gouvernement, avec deux classes : l'une pour les élèves des haras, l'autre pour les piqueurs et sous-piqueurs des Haras royaux,. Elle n'est officiellement installée qu'en 1841. Elle ferme en 1852, au départ d'Eugène Gayot. Rétablie en 1874, l'école nationale professionnelle des haras (ENPH)  forme à partir de cette date non seulement les cadres, mais aussi les élèves brigadiers et palefreniers.

#### Hiérarchie

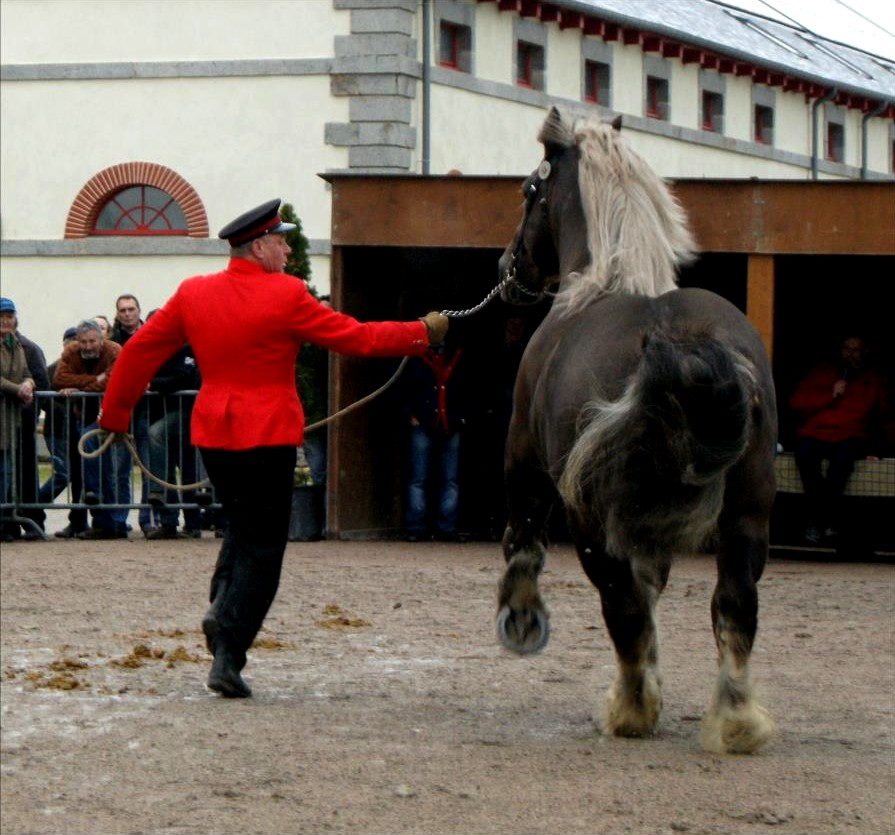
Agent des Haras nationaux pendant la présentation d'un étalon Breton au Haras national de Lamballe, en 2013.

L'administration des Haras nationaux, telle qu'elle est définie en 1874, fonctionne sous les ordres d'un inspecteur général et directeur du service, de 6 inspecteurs généraux, 22 directeurs de haras ou dépôts d'étalons (et autant de sous-directeurs, de vétérinaires et d'agents comptables), de 15 surveillants, enfin de deux régisseurs de domaines. Un Conseil supérieur des haras, composé d'inspecteurs généraux et d'un Agent général des remontes avec son secrétaire, est chargé d’émettre des avis sur le budget, la nature et l'importance des encouragements aux éleveurs, les règlements généraux, et l'élevage. Le personnel de qualification inférieure est très nombreux, comptant adjudants, brigadiers-chefs, brigadiers, palefreniers maréchaux, palefreniers, grooms, conducteur de travaux, et gardes.
Les officiers des haras jouissent d'un haut statut social, de même que les docteurs vétérinaires, qui exercent en voyageant d'un dépôt à l'autre selon les besoins. Les gardes des Haras (ou agents techniques), dont la fonction est de s'occuper des étalons toute l'année, sont également chargés de l'entretien des écuries,. Les adjudants ont un rôle d'intermédiaires entre les gardes et les officiers. Chaque haras est géré par un directeur et un directeur adjoint issus du génie rural, des eaux et forêts, de l'agronomie ou de l'agriculture.
Bien que l'administration des Haras soit rattachée au ministère de l'Agriculture durant toute la seconde moitié du XXe siècle, ses différents ministres se préoccupent très peu des questions chevalines.
- Ministère de l'Agriculture
  - Directeur Général des Haras
    - Officier des Haras
    - Dr Vétérinaire
      - Adjudant des Haras
        - Garde des Haras

### Établissements

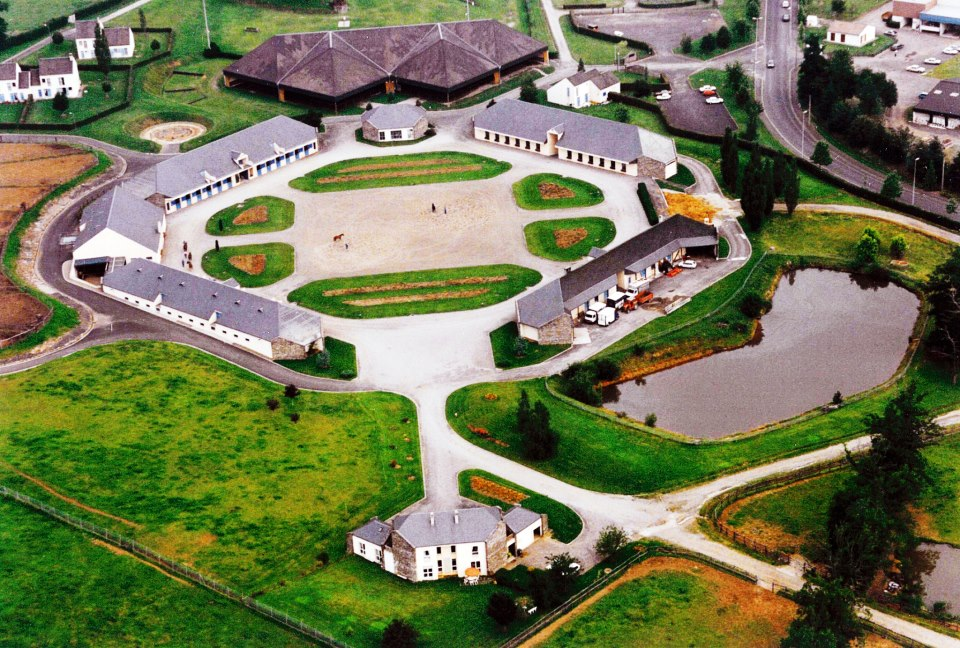
Vue aérienne du Haras national d'Aurillac.

Les 22 Haras et stations de monte (avant 2010) sont implantés de manière à couvrir tout le territoire national. Le territoire dépendant d'un Haras s'appelle une circonscription, chacune comptant plusieurs stations de monte où les étalons sont envoyés durant la période de reproduction.

#### Haras nationaux

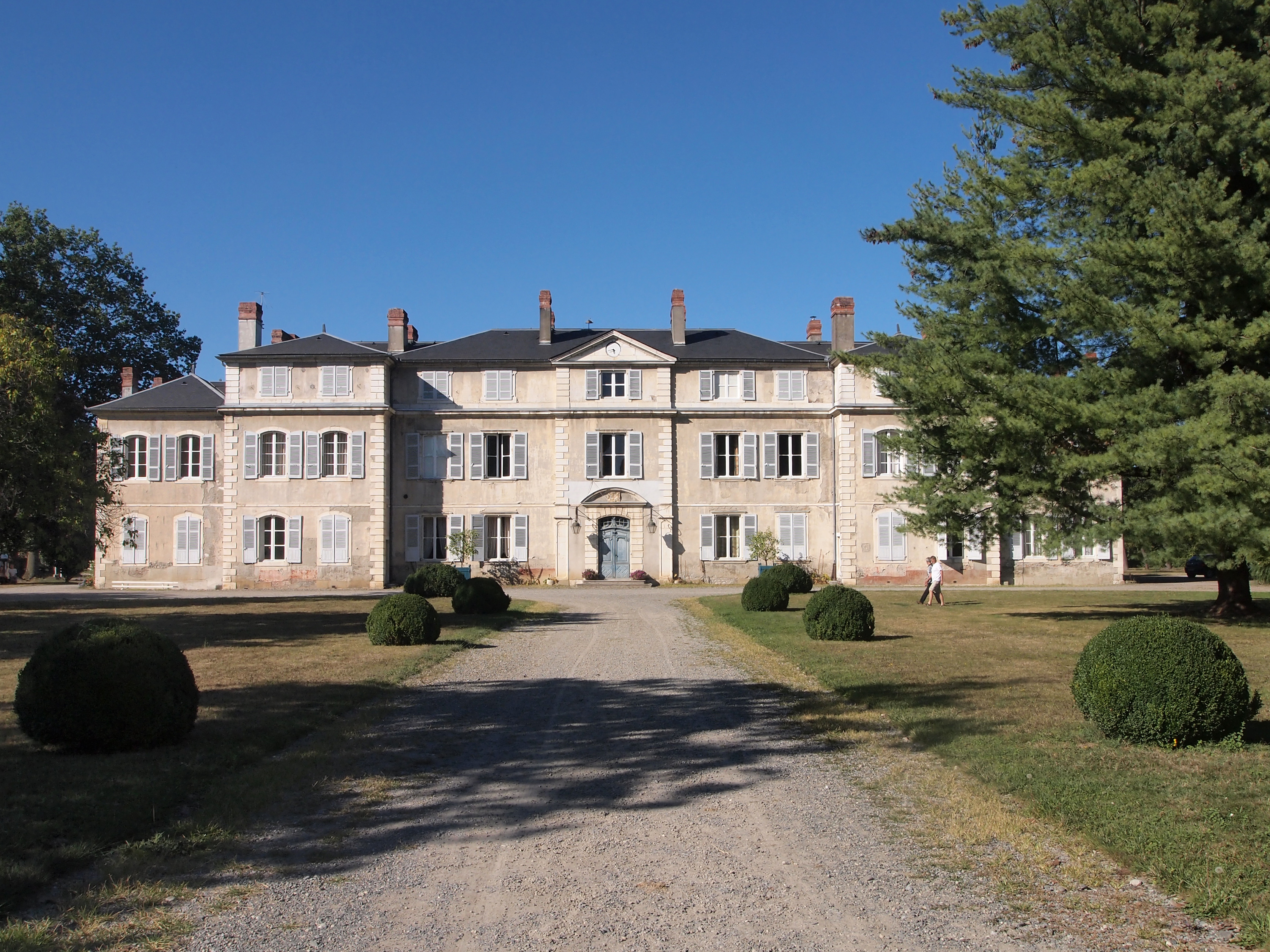
Parties classées du Haras national de Gelos (Pau).

Depuis 1874, par commodité, tous les bâtiments qui accueillent les étalons de l'État sont nommés des « Haras nationaux », même s'ils n'ont jamais accueilli ni juments, ni poulains. La plupart des haras sont implantés dans des villes moyennes, mais l'implantation peut aller de la capitale régionale (Strasbourg) à la commune rurale (Montier-en-Der). Les emplacements favorisés pour les Haras nationaux sont les préfectures ou sous-préfectures, près d'autres bâtiments publics. D'après le professeur agrégé de géographie Damien Bruneau, ce choix a permis d'établir une présence de bâtiments étatiques au centre de villes connues pour leur hostilité à l'état central, telles que La Roche-sur-Yon. Il entraîne son lot d'inconvénients en termes de nuisances urbaines (bruit et pollution) et de manque d'espace.
Tous les Haras nationaux actuels n'avaient pas pour vocation d'origine d'accueillir des chevaux. La Révolution française ayant entraîné de nombreuses confiscations d'abbayes, de couvents, de monastères, et d'autres établissements religieux vidés pour l'occasion de leurs occupants, des dépôts d’étalons y ont été installés par Napoléon Ier, entre 1806 et 1814. L'avantage majeur réside dans la gratuité de ces lieux, propriété de l'État. Cette nouvelle vocation permet à ces établissements de perdurer jusqu'au début du XXIe siècle. Les cours de cloîtres sont reconvertie en manèges. Le Haras national de Cluny et celui de Montier-en-Der sont installés dans des abbayes.

Localisation des Haras nationaux.

Les deux établissements des Haras nationaux les plus connus sont Le Pin (le plus vaste avec 1 000 hectares, comportant d'importants services) et Pompadour (qui accueillait le siège des Haras nationaux jusqu'en 2010), dont le rayonnement dépasse très largement leur circonscription. Quatre communes accueillant des haras, Hennebont, Les Bréviaires, Pau-Gelos et Saint-Lô, font figurer un cheval dans leurs logos respectifs, témoignant de l'importance de cette activité dans leur identité et leur économie. À l'inverse, certains établissements des Haras nationaux sont très peu médiatiques, à l'image du Haras national d'Aurillac.
Les fermetures de haras ont surtout concerné des villes très peuplées, vraisemblablement sous l'influence de la pression foncière.
| Haras                                  | Commune              | Département          | Région                  | ouverture   | fermeture ou réaffectation     |
| -------------------------------------- | -------------------- | -------------------- | ----------------------- | ----------- | ------------------------------ |
| Haras national du Pin                  | Le Pin-au-Haras      | Orne                 | Normandie               | 1715        |                                |
| Haras national de Pompadour            | Arnac-Pompadour      | Corrèze              | Nouvelle-Aquitaine      | 1745        |                                |
| Haras national de Besançon             | Besançon             | Doubs                | Bourgogne-Franche-Comté | 1754        | 2022                           |
| Haras national de Strasbourg           | Strasbourg           | Bas-Rhin             | Grand Est               | 1766        | 2005                           |
| Haras national de Rosières-aux-Salines | Rosières-aux-Salines | Meurthe-et-Moselle   | Grand Est               | 1768        |                                |
| Haras national de l'Isle Briand        | Le Lion-d'Angers     | Maine-et-Loire       | Pays de la Loire        | 1797 / 1974 |                                |
| Haras national de Saint-Lô             | Saint-Lô             | Manche               | Normandie               | 1806        |                                |
| Haras national d'Annecy                | Annecy               | Haute-Savoie         | Auvergne-Rhône-Alpes    | 1806        | 2007                           |
| Haras national de Montier-en-Der       | La Porte du Der      | Haute-Marne          | Grand Est               | 1806        |                                |
| Haras national d'Aurillac              | Aurillac             | Cantal               | Auvergne-Rhône-Alpes    | 1806        |                                |
| Haras national de Blois                | Blois                | Loir-et-Cher         | Centre-Val-de-Loire     | 1806        | 2014                           |
| Haras national de Villeneuve-sur-Lot   | Villeneuve-sur-Lot   | Lot-et-Garonne       | Nouvelle-Aquitaine      | 1804        |                                |
| Haras national de Tarbes               | Tarbes               | Hautes-Pyrénées      | Occitanie               | 1806        |                                |
| Haras national de Cluny                | Cluny                | Saône-et-Loire       | Bourgogne-Franche-Comté | 1807        |                                |
| Haras national de Gelos                | Gelos                | Pyrénées-Atlantiques | Nouvelle-Aquitaine      | 1808        |                                |
| Haras national de Rodez                | Rodez                | Aveyron              | Occitanie               | 1809        | 29 juin 2017                   |
| Haras national de Lamballe             | Lamballe             | Côtes-d'Armor        | Bretagne                | 1842        |                                |
| Haras national de La Roche-sur-Yon     | La Roche-sur-Yon     | Vendée               | Pays de la Loire        | 1843        |                                |
| Haras national de Saintes              | Saintes              | Charente-Maritime    | Nouvelle-Aquitaine      | 1846        | 2019                           |
| Haras national d'Hennebont             | Hennebont            | Morbihan             | Bretagne                | 1857        |                                |
| Haras national de Compiègne            | Compiègne            | Oise                 | Hauts-de-France         | 1876        | 2016                           |
| Haras national d'Uzès                  | Uzès                 | Gard                 | Occitanie               | 1972        |                                |
| Haras national des Bréviaires          | Les Bréviaires       | Yvelines             | Île-de-France           | 1973        | 2002 (devenu centre technique) |

#### Sites et antennes

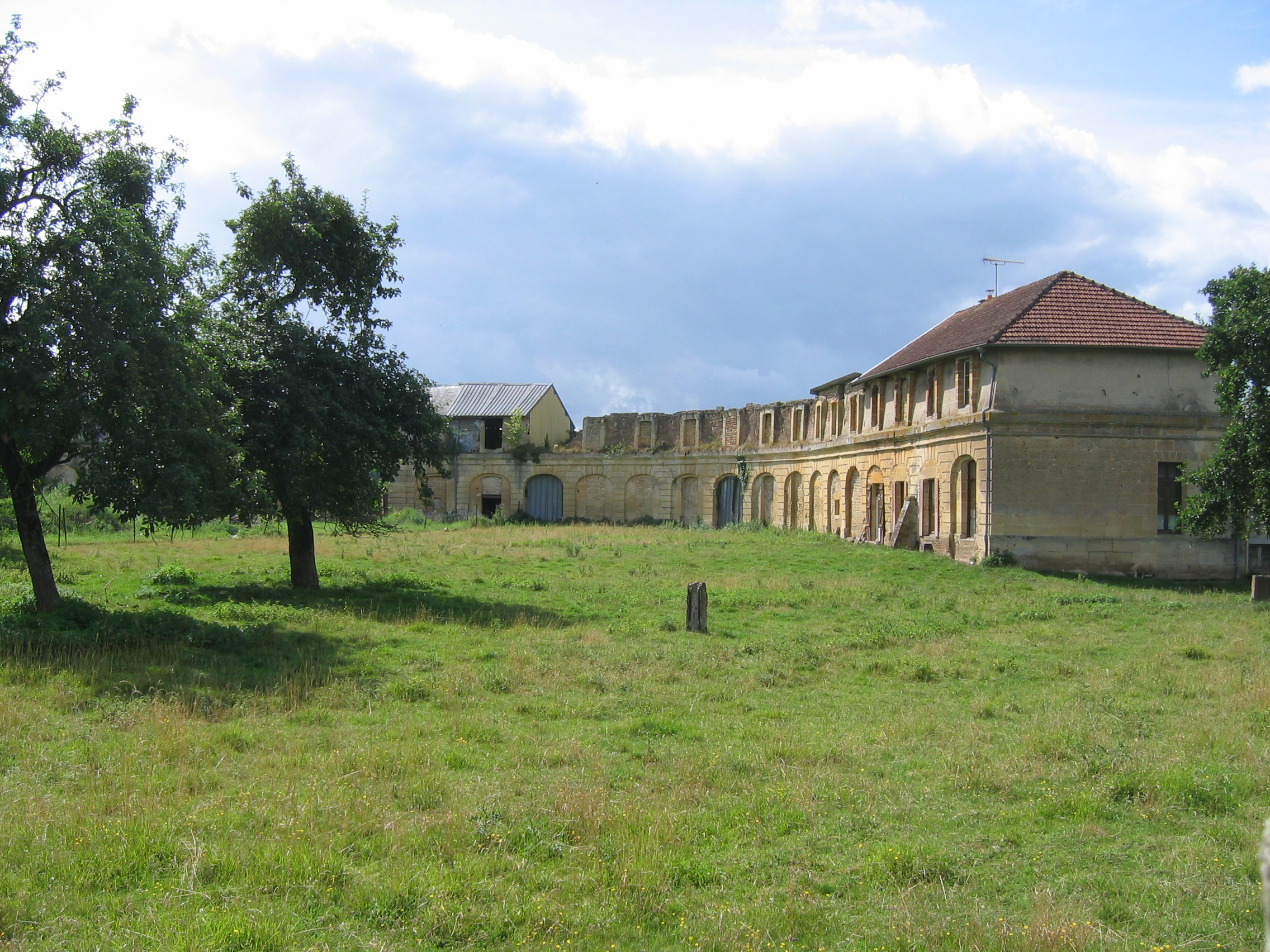
Les écuries du château de Buzancy, ancienne station de monte des Haras nationaux.

Les « stations de monte » complètent les haras, certaines étant devenues des « centres techniques » depuis la fin de la mission d'étalonnage public. Durant la seconde moitié du XXe siècle, la France compte environ 250 stations de monte, généralement installées en location ou en copropriété avec des collectivités locales. C'est le cas du Haras de Buzancy, qui fut installé dans une bouverie datée du XVIIIe siècle ; du Haras du Cateau, installé dans un ancien abattoir des débuts du XXe siècle ; ou encore de la station de Montbrison.
| Site                               | Lieu           | Région              | Date d'ouverture | Date de fermeture |
| ---------------------------------- | -------------- | ------------------- | ---------------- | ----------------- |
| Haras national de Pfaffenhoffen    | Pfaffenhoffen  | Grand Est           | ?                |                   |
| Parc du Cheval                     | Chazey-sur-Ain | Rhône-Alpes         | 2008             |                   |
| Station expérimentale de Chamberet | Chamberet      | Nouvelle-Aquitaine  | 1972             |                   |
| Centre technique d'Amboise         | Amboise        | Centre-Val de Loire | 2011             |                   |

### Algérie et outre-mer

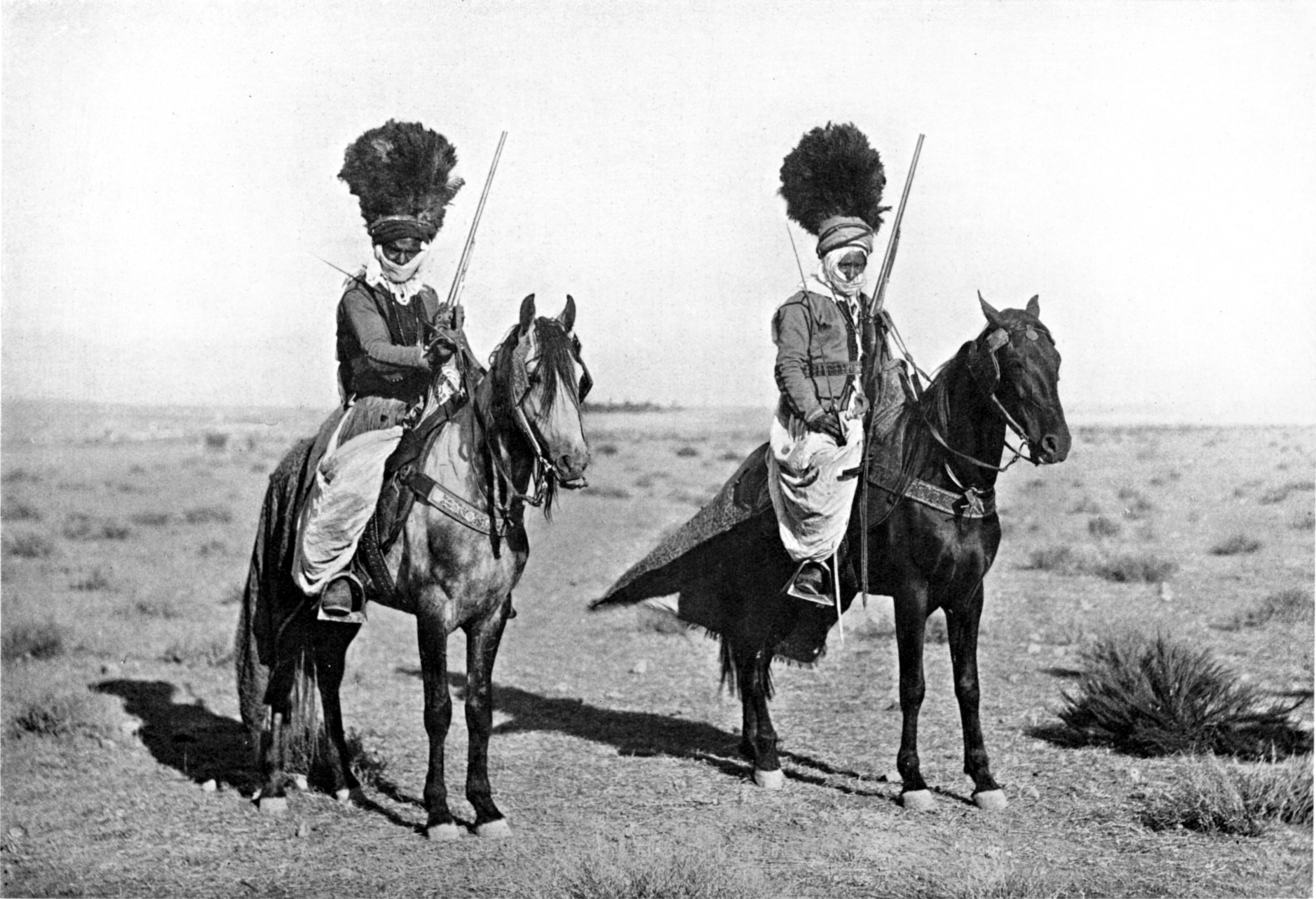
Cavaliers Touaregs algériens au début du XX.

À partir de 1844, l'Administration des Haras nationaux se développe hors du territoire national, un tout premier dépôt d'étalons étant établi à Boufarik, en Algérie. Le premier directeur des Haras détaché en Algérie est nommé en 1880, un service qui se poursuit jusqu'à l'indépendance du pays, en 1962, le contrôle des haras et dépôts établis étant alors perdu par la France. 
S'il n'existe pas à proprement parler de « Haras d'outre-mer », quelques services relevant des Haras nationaux se sont développés à partir des années 1970 en Guadeloupe, en Martinique, à La Réunion et en Guyane. Le premier directeur des haras d'outre-mer est nommé en 1974. Ce service reste longuement rattaché au Haras national d'Hennebont (Bretagne). La mission des haras dans les Antilles françaises vise surtout à y développer l'élevage du cheval de course. La Nouvelle-Calédonie constitue le territoire dans lequel l'élevage du cheval s'est traditionnellement le mieux ancré.

## Personnalités responsables des Haras
Certaines personnalités ont marqué l'histoire des Haras : Gérard Guillotel estime que les officiers des Haras ont formé un « Grand Corps », dont les rares membres non-intègres ont été rejetés. Les femmes ont très longuement joué un rôle de soutien, souvent en se chargeant de l'accueil. Les noms des directeurs qui se sont succédé dans chaque haras sont généralement gravés sur une plaque dans l'établissement.

### Sous l'Ancien Régime

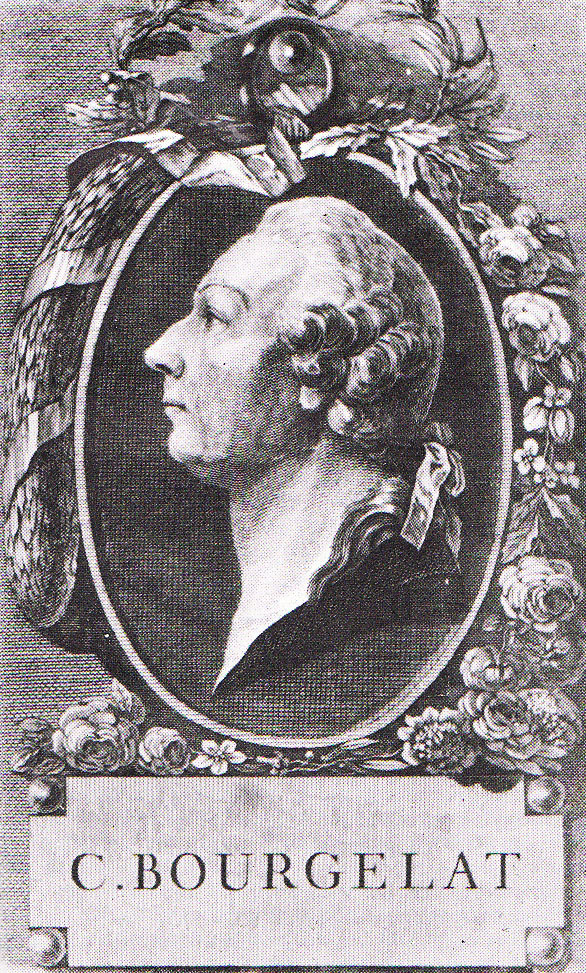
Claude Bourgelat, important vétérinaire des Haras royaux.

Les docteurs vétérinaires Claude Bourgelat et Jean-Baptiste Huzard furent les deux plus grands vétérinaires équins du XVIIIe siècle. Bourgelat, nommé commissaire général des Haras par Bertin dont il est proche, se révèle par ailleurs « le grand théoricien de la beauté du cheval dans la deuxième moitié du XVIIIe siècle ». Réputé « autoritaire et cassant », il oblige les directeurs des Haras de son époque à suivre ses cours à l'École nationale vétérinaire d'Alfort pour leur démontrer la supériorité de ses théories.
| Nom                                               | Dates               | Fonction                                                        |
| ------------------------------------------------- | ------------------- | --------------------------------------------------------------- |
| Jean-Baptiste Colbert                             | 1665 - 1683         | Intendant des finances ; contrôleur général                     |
| Jean-Baptiste Colbert de Seignelay                | 1684 - 1690         | Secrétaire d'État à la marine                                   |
| François-Michel Le Tellier de Louvois             | 1690 - 1691         | Secrétaire d'État à la guerre                                   |
| Louis II Phélypeaux de Pontchartrain              | 1691 - 1699         | Contrôleur général des finances ; contrôleur général            |
| Jérôme Phélypeaux de Maurepas                     | 1699 - 1715         | Secrétaire d'État à la marine                                   |
| Louis de Brancas                                  | 1715 - 1732         | Conseiller aux affaires du dedans ; Directeur général des Haras |
| Jean-Frédéric Phélypeaux de Maurepas              | 1715 - 1749         | Secrétaire d'État à la marine                                   |
| Marc Pierre de Voyer de Paulmy d'Argenson         | 1749 - 1752         | Secrétaire d'État à la guerre                                   |
| Marc-René de Voyer d'Argenson                     | 1752 - 1763         | Surintendant des Haras                                          |
| Henri-Léonard Bertin                              | 1764 - 1780         | Ministre d'État                                                 |
| Charles-Eugène de Lorraine                        | 1764 - 1789         | Grand écuyer de France                                          |
| Alexandre Marie Léonor de Saint-Mauris-Montbarrey | Mai à décembre 1780 | Ministre de la guerre                                           |
| François-Camille de Polignac                      | 1780 - 1786         | Directeur général des Haras                                     |
| Armand-Jules de Polignac                          | 1786 - 1790         | Directeur général des Haras                                     |

### Sous la Révolution et le Consulat
| Nom                                          | Dates       | Fonction                              |
| -------------------------------------------- | ----------- | ------------------------------------- |
| François-Jean-Baptiste Bouchet de la Getière | 1795 - 1801 | Inspecteur des Haras                  |
| Louis Marie d'Estourmel                      | 1801        | Chargé de la réorganisation des Haras |
| Jean-Antoine Chaptal                         | 1801        | Ministre de l'intérieur               |

### Du Premier Empire à la Restauration

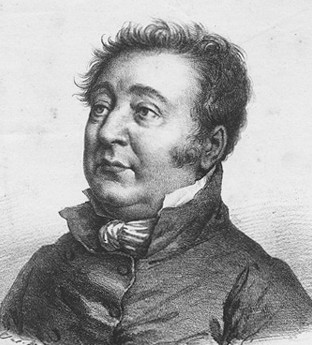
Jean-Baptiste Huzard, vétérinaire et Agent général des remontes des Haras de 1806 à 1814.

Les inspecteurs généraux des Haras sont à cette époque tous placés sous la tutelle du ministère de l'Intérieur, et sous la responsabilité de M. Jean de Solanet, qui fut inspecteur général de 1807 à 1832. Jean-Baptiste Huzard joue un rôle central dans la réorganisation des Haras. Il est, avec M. Tessier, agent général des remontes des Haras de 1806 à 1814. Leur succèdent le chevalier Strubberg pour le Nord et le comte de Bony pour le Midi, de 1818 à 1832.
| Nom                                                                 | Dates       | Fonction                                                          |
| ------------------------------------------------------------------- | ----------- | ----------------------------------------------------------------- |
| Général de Croixmare                                                | 1806 - 1807 | Inspecteur général des Haras                                      |
| René Charles Élisabeth de Ligniville                                | 1806 - 1807 | Inspecteur général des Haras                                      |
| Georges Félix de Wimpffen                                           | 1806 - 1810 | Inspecteur général des Haras                                      |
| Louis Charles Antoine de Beaufranchet                               | 1806 - 1812 | Inspecteur général des Haras                                      |
| François du Pont Bom de Cavour                                      | 1806 - 1812 | Inspecteur de cavalerie en Piémont ; Inspecteur général des Haras |
| Jean de Solanet                                                     | 1807-1832   | Inspecteur général des Haras                                      |
| Lieutenant-colonel Lenormand d'Étioles de Tournehem de Segur-Boizac | 1810 - 1815 | Inspecteur général des Haras                                      |
| Raoul de Bonneval                                                   | 1814 - 1822 | Inspecteur général des Haras                                      |
| Charles Jean de Maillé                                              | 1814 - 1822 | Inspecteur général des Haras                                      |
| Joseph de Lastic-Vigouroux                                          | 1815 - 1830 | Inspecteur général des Haras                                      |
| Henri de Lastic-Saint-Jal                                           | 1820 - 1830 | Inspecteur général des Haras                                      |
| Antonin Chebrou de Lespinats                                        | 1825 - 1830 | Inspecteur général des Haras                                      |
| Oscar Aldebert Venceslas van Hoorick                                | 1825 - 1839 | Inspecteur général des Haras                                      |
| Charles Louis Dreux Barentin de Montchal                            | 1828 - 1829 | Inspecteur général des Haras                                      |

### De la monarchie de Juillet au Second Empire

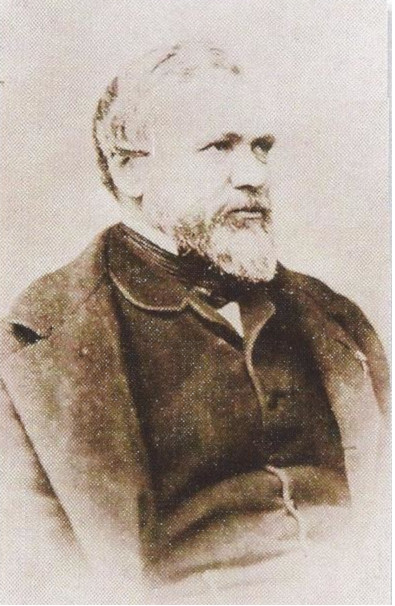
Portrait d'Éphrem Houël, directeur général des Haras de 1861 à 1867.

Les Haras sont placés sous la responsabilité du ministère de l'Agriculture ; pendant la seule année 1851, treize ministres de l'agriculture se succèdent. 
Le zootechnicien Eugène Gayot (1808-1891), passé à la postérité, fut directeur du Haras du Pin, du Haras de Pompadour, inspecteur général des Haras nationaux, et auteur d'une série remarquable de huit tomes, La France chevaline. Cependant, il emprunte beaucoup à deux de ses contemporains, le vicomte d'Aure et le comte Achille de Montendre. Par ailleurs, souvent crédité de la création de la race Anglo-arabe, il n'a vraisemblablement joué qu'un rôle mineur dans celle-ci, par comparaison notamment à Raoul de Bonneval et Antonin Laurent Chebrou de Lespinats. 
Éphrem Houël du Hamel (1807 - 1885), devenu inspecteur général des Haras à la fin de sa vie (1861-1867), est également passé à la postérité, en partie grâce à sa publication en 1868, Le cheval en France, et d'autre part grâce à son rôle dans le développement des courses de trot.
Le vicomte d'Aure, héritier de Pierre-Marie d'Abzac, a été nommé successivement Grand écuyer de France (par le général Fleury), directeur des écuries de l'Empereur, écuyer de Sa Majesté (en 1858), avant d'être nommé inspecteur général des haras en 1861, jusqu'à sa mort en 1863.
| Nom                                        | Date        | Fonction                     |
| ------------------------------------------ | ----------- | ---------------------------- |
| Adolphe Dittmer                            | 1832 - 1834 | Chef du Service des Haras    |
| Jules Clergeon-Champagny Guastalla         | 1833 - 1847 | Inspecteur général des Haras |
| René Simon Didon de Thélin de Baylen       | 1830 - 1847 | Chef du Bureau des Haras     |
| Achille de Montendre                       | 1840 - 1847 | Inspecteur général des Haras |
| M. de Mesgrigny                            | 1840 - 1847 | Inspecteur général des Haras |
| Charles Strubberg                          | 1840 - 1847 | Inspecteur général des Haras |
| Eugène Gayot                               | 1845 - 1851 | Chef du Service des Haras    |
| Antonin Chebrou de Lespinats               | 1847 - 1848 | Inspecteur général des Haras |
| Amédée Perrot de Thannberg                 | 1847 - 1867 | Inspecteur général des Haras |
| Adolphe Dupont                             | 1848 - 1867 | Inspecteur général des Haras |
| Antoine-Henri-Philippe-Léon Cartier d'Aure | 1861 - 1863 | Inspecteur général des Haras |
| Éphrem Houël du Hamel                      | 1861 - 1867 | Inspecteur général des Haras |
| Philippe La Beaume de Bourgoing            | 1860 - 1870 | Inspecteur général des Haras |

### De la Troisième République à 2010
Lucien Lafont de Sentenac (1893-1986), officier des Haras, est le réintroducteur de la race des chevaux de Mérens. Le directeur général des Haras Jacques Gendry est l'auteur d'une cinquantaine d'articles dans des revues équestres, notamment dans L’Éperon, ainsi que d'une monographie intitulée Le cheval, parue aux Presses universitaires de France en 1980.
En 2002, Emmanuelle Bour-Poitrinal devient la première femme à accéder au poste de Directrice générale des Haras nationaux. La nomination de Sophie Lemaire en tant que directrice du Haras national du Pin en 2013 correspond par ailleurs à la toute première nomination d'une femme à cet important poste.
| Nom                                            | Date        | Fonction                                                                     |
| ---------------------------------------------- | ----------- | ---------------------------------------------------------------------------- |
| Rodolphe-Jean-François-Marie Baron du Taya     | 1872 - 1879 | Inspecteur général chargé du Service des Haras ; Directeur général des Haras |
| H. de Cormette                                 | 1879 - 1891 | Directeur général des Haras                                                  |
| Pierre Plazen                                  | 1891 - 1901 | Directeur général des Haras                                                  |
| M. Hornez                                      | 1901 - 1910 | Directeur général des Haras                                                  |
| Ernest de Pardieu                              | 1910 - 1922 | Directeur général des Haras                                                  |
| Vicomte de Tonnac-Villeneuve                   | 1922 - 1930 | Directeur général des Haras                                                  |
| M. de Pierre                                   | 1930 - 1937 | Directeur général des Haras                                                  |
| François-Xavier de Lande d'Aussac Saint-Palais | 1937 - 1941 | Directeur général des Haras                                                  |
| M. de Malherbe                                 | 1941 - 1947 | Chef du service des Haras                                                    |
| René Maze-Sencier                              | 1947 - 1960 | Directeur général des Haras                                                  |
| Marie Joseph Bonhomme de Montaigut             | 1960 - 1964 | Chef de Bureau des Haras                                                     |
| Jacques Gendry                                 | 1964 - 1966 | Contrôleur général des Haras                                                 |
| Marie Joseph Bonhomme de Montaigut             | 1966 - 1967 | Chef du service des Haras                                                    |
| Adrien Drion                                   | 1967 - 1970 | Chef du service des Haras                                                    |
| Henry Blanc                                    | 1970 - 1982 | Directeur de circonscription des Haras ; Chef du service des Haras           |
| Jean-Pierre Launay                             | 1983 - 1986 | Chef du service des Haras                                                    |
| François Clos                                  | 1986 - 1997 | Chef du service des Haras                                                    |
| Yves Berger                                    | 1997 - 2002 | Chef du service des Haras                                                    |
| Emmanuelle Bour-Poitrinal                      | 2002 - 2007 | Directrice générale des Haras                                                |
| François Roche-Bruyn                           | 2007 - 2009 | Directeur général des Haras                                                  |
| Nicole Blanc                                   | 2009 - 2010 | Directrice générale des Haras                                                |

### Articles de recherche
1. ↑  Daniel Roche, « Les chevaux au 18e siècle: Économie, utilité, distinction », Dix-huitième siècle, vol. 42, no 1,‎ 2010, p. 232 (ISSN 0070-6760 et 1760-7892, DOI 10.3917/dhs.042.0232, lire en ligne, consulté le 29 septembre 2019).
2. ↑  Muriel Meneux, « Diversité patrimoniale des collections du haras du Pin : les enjeux de la conservation et de la valorisation des collections », In Situ. Revue des patrimoines, no 27,‎ 24 septembre 2015 (ISSN 1630-7305, DOI 10.4000/insitu.12397, lire en ligne, consulté le 26 septembre 2019).
3. 1 2  François Durand, André Grassart, Jean-Louis Libourel, Tanneguy de Sainte-Marie et Christian Depuille, « Voitures des Haras nationaux : chefs-d'oeuvre en péril », Attelages magazine, no 120,‎ février-mars 2019, p. 14-25.
4. ↑  Corinne Delhay, « Le Haras de Strasbourg, joyau architectural et témoin privilégié de la vie culturelle européenne (1756-2006) », dans Architecture équestre. Hauts lieux dédiés au cheval en Europe, Actes Sud, 2010, 307-328 p. (lire en ligne).
5. 1 2  Thibaut Chéné, « Dépôt national d'étalons de Blois », Association pour la protection du Vieux Blois et de ses environs,‎ 2015-2016, p. 49-53 (lire en ligne).

### Podcast
1. 1 2  Laurentin, Mulliez et Roche 2011, p. 33 min.
2. 1 2  Laurentin, Mulliez et Roche 2011, p. 32 min.
3. ↑  Laurentin, Mulliez et Roche 2011, p. 34 min.
4. 1 2  Laurentin, Mulliez et Roche 2011, p. 38-39 min.
5. ↑  Laurentin, Mulliez et Roche 2011, p. 31 min.
6. ↑  Laurentin, Mulliez et Roche 2011, p. 46 min.
7. ↑  Laurentin, Mulliez et Roche 2011, p. 30-31 min.
8. ↑  Laurentin, Mulliez et Roche 2011, p. 31 min.

### Sites web des haras
1. ↑  « L’histoire du Haras national du Pin », sur www.haras-national-du-pin.com (consulté le 21 septembre 2019).
2. ↑  Sophie Sabbagh et Margot Danvy, « Organisation de la sélection des équidés en France », sur Les Haras nationaux (consulté le 4 octobre 2019).
3. 1 2 3 4 5  « Histoire de la marque Haras nationaux », sur L’institut français du cheval et de l’équitation (consulté le 30 septembre 2019).
4. ↑  Mathilde Dhollande, « Identification des équidés - Ifce », sur L’institut français du cheval et de l’équitation (consulté le 5 octobre 2019).
5. 1 2 3 4  Tanneguy de Sainte Marie, « L'uniforme des Haras nationaux », sur Les Haras nationaux, 22 décembre 2017 (consulté le 30 septembre 2019).
6. ↑  « Haras des Breviaires », sur www.harasdesbreviaires.com (consulté le 21 septembre 2019).
7. ↑  « Haras national d'Amboise », sur Les Haras nationaux (consulté le 24 septembre 2019).

### Sources de presse
1. 1 2  « Haras nationaux : la fin d’une longue histoire », sur www.joursdecheval.fr, Jours de cheval, 7 octobre 2013 (consulté le 23 septembre 2019).
2. ↑  « Les objectifs des Haras nationaux », sur www.leperon.fr, L’Éperon, 27 juin 2003 (consulté le 22 septembre 2019).
3. 1 2 3  Andréa Lupianez, « Le Haras d’Annecy, une histoire vieille de plus de 200 ans », sur L'Essor Savoyard, 15 août 2018 (consulté le 22 septembre 2019).
4. ↑  « Le grand déménagement du haras national de Blois », sur lanouvellerepublique.fr, La Nouvelle république (consulté le 22 septembre 2019).
5. ↑  Patricia-M. Colmant, « La fin programmée des Haras nationaux », sur Les Échos, 11 septembre 2009 (consulté le 24 septembre 2019).
6. ↑  Sandrine Beigas, « L'État serre la bride à l'étalonnage public », sur Ouest-France.fr, Ouest-France, 2 octobre 2012 (consulté le 6 octobre 2019).
7. ↑  « L'âne du Cotentin s'invite à Saint-Lô », sur Ouest-France.fr, 21 mai 2013 (consulté le 31 octobre 2019).
8. ↑  Huguo Pigeon, « Le Pin-au-Haras. L’âne normand, « une figure du patrimoine régional » », sur Ouest-France.fr, 1er octobre 2019 (consulté le 31 octobre 2019).
9. ↑  Claire Charpy, « Que sont devenus nos Haras nationaux ? », Cheval pratique, no 353,‎ août 2019, p. 50-57.
10. 1 2 3 4 5  Émilie Auffret et Stéphanie Para, « La Corrèze et ses grands chevaux », sur www.lamontagne.fr, La Montagne (consulté le 7 octobre 2019).
11. ↑  Philippe Sauter, « Doubs. Mineurs en difficulté : des maisons d’accueil pour enfants vont être construites dans le haras de Besançon et à L'Isle-sur-le-Doubs », sur www.estrepublicain.fr, L'Est républicain, 17 décembre 2022 (consulté le 23 novembre 2023)
12. ↑  Thomas Mangin, « Histoire, luxe et biocluster : ce que sont devenus les haras de Strasbourg », sur Rue89 Strasbourg, 11 février 2014 (consulté le 21 septembre 2019).
13. ↑  « Tarbes. Le Haras un site historique exceptionnel à visiter », sur ladepeche.fr, La Dépêche (consulté le 13 octobre 2019).
14. ↑  Virginie Bauer, « Le dernier jour du haras », La Dépêche du Midi,‎ 30 juin 2017 (lire en ligne, consulté le 10 juillet 2017).
15. ↑  Christine Hinckel, « Charente-Maritime : l'ancien haras national de Saintes vendu à un propriétaire privé », sur France 3 Nouvelle-Aquitaine, 3 avril 2019 (consulté le 19 octobre 2019).
16. ↑  Stéphanie Forestier, « À Compiègne, l’avenir incertain des Grandes Écuries du Roy », sur leparisien.fr, Le Parisien, 14 mars 2019 (consulté le 24 septembre 2019).
17. ↑  « Chazey-sur-Ain, le paradis du cheval », sur www.agriculture-dromoise.fr (consulté le 30 septembre 2019).
18. ↑  Émilie Gillet, « Des chevaux au service de la recherche », Cheval Magazine, no 527,‎ octobre 2015, p. 10-12.
19. ↑  Paul Warguin, « Le haras qui rit de Florence Woerth », sur LExpress.fr, L'Express, 7 juillet 2010 (consulté le 8 octobre 2019).
20. ↑  « Sophie Lemaire, première femme à la tête du Haras du Pin », sur Ouest-France.fr, 21 décembre 2012 (consulté le 8 octobre 2019).

### Ouvrages historiques
- [de Bonneval 1884] Gabriel de Bonneval, Les Haras français, Librairie agricole de la maison rustique, 1884, 288 p. (présentation en ligne)
- [Cavailhon 1889(I)] Édouard Cavailhon, Les haras de France, vol. I, Paris, Dentu, 1886, 272 p. (lire en ligne)
- [Cavailhon 1889(II)] Édouard Cavailhon, Les haras de France, vol. II, Paris, Sussel, 1889, 401 p. (lire en ligne)
- [Savary de Lancosme Breves 1842] Louis-Stanislas Savary de Lancosme Breves, De l'équitation et des haras, Paris, Rigo frères, 1842, 3e éd., 421 p. (lire en ligne)

### Ouvrages récents
- [Babo 2001] Daniel Babo, Les Haras Nationaux, Paris, Médial éditions, 30 juin 2002, 157 p. (ISBN 2-84730-000-7).
- [Barbié de Préaudeau 1994] Philippe Barbié de Préaudeau (photogr. Yvon Le Berre), Haras de Bretagne, Édilarge, 1994, 34 p. (ISBN 2-7373-1330-9). .
- [Chebrou de Lespinats 2005] Olivier Chebrou de Lespinats (préf. Gérard Guillotel), Histoire des Haras sous le Premier Empire (1806-1815), suivi de notices biographiques et généalogiques des Inspecteurs Généraux, Directeurs de Haras et Chefs de dépôts de Remonte, Versailles, Mémoire & Documents, 5 décembre 2005, 206 p. (ISBN 978-2914611404)
- [Grange 1981] Yves Grange, Le cheval oublié, Institut d'études politiques de Grenoble, 1981 (lire en ligne)Thèse de doctorat d'études politiques
- [Guillotel 1985] Gérard Guillotel, Les Haras Nationaux, vol. 1, Lavauzelle (maison d'édition), août 1985, 318 p. (ISBN 2-7025-0134-6). .
- [Guillotel 1986] Gérard Guillotel, Les Haras Nationaux, vol. 2, Lavauzelle (maison d'édition), février 1986, 334 p. (ISBN 2-7025-0134-6). .
- Gérard Guillotel, Les Haras Nationaux (œuvre littéraire), Lavauzelle (maison d'édition), Juin 1986.
- Jacques Mulliez, Les chevaux du royaume (œuvre littéraire), Éditions Belin, 2004.
- Daniel Roche, La gloire et la puissance (œuvre littéraire), Librairie Arthème Fayard, Novembre 2011.
- [Wettstein-Deyme 1978] Monique Wettstein-Deyme, Le Code des haras, Crepin-Leblond, 1978, 255 p. (ASIN B0014MA5AS)

### Articles
- [Bourgin et al. 2008] G. Bourgin, R. Marichal, Ph. Du Verdier, M. Claudel et A. Labat, Haras, élevage hippique (XVIIe siècle-milieu XXe siècle), Archives nationales, 2008, 35 p. (lire en ligne)
- [Bruneau 2017] Damien Bruneau, « Les villes des haras nationaux », Espaces et sociétés, vol. 168-169, no 1,‎ 2017, p. 89 (ISSN 0014-0481 et 1961-8700, DOI 10.3917/esp.168.0089, lire en ligne, consulté le 23 septembre 2019)
- [de Sainte Foy 2013] Diane de Sainte Foy, « Des Haras nationaux à l’Institut français du cheval et de l’équitation, chronologie institutionnelle et culturelle des 50 dernières années », IFCE, juillet 2013 (consulté le 23 septembre 2019)
- [de Sainte Marie 2012] Tanneguy de Sainte Marie, « Abbayes, couvents et monastères devenus dépôts d’étalons impériaux, royaux et nationaux », In Situ, no 18,‎ 30 juillet 2012 (ISSN 1630-7305, DOI 10.4000/insitu.9646, lire en ligne, consulté le 18 août 2019)
- [de Sainte Marie 2019] Tanneguy de Sainte Marie, « Les Haras Royaux, Impériaux et Nationaux et leurs stations de monte en Pays d'Auge au début du XXe siècle », Le Pays d'Auge,‎ mars-avril 2019, p. 31-36
- [Even et Coutant-Daydé 2012] Pascal Even et Coraline Coutant-Daydé, « Une campagne nationale : le versement des archives des haras nationaux », In Situ. Revue des patrimoines, no 18,‎ 30 juillet 2012 (ISSN 1630-7305, DOI 10.4000/insitu.9967, lire en ligne, consulté le 26 octobre 2019)
- [Les haras nationaux 2011] Les haras nationaux, « Évolution des haras nationaux », IFCE, 5 septembre 2011
- [Meiss-Even 2010] Marjorie Meiss-Even, « Les chevaux des Guise », Revue d’histoire moderne et contemporaine, vol. 57-4, no 4,‎ 2010, p. 7 (ISSN 0048-8003 et 1776-3045, DOI 10.3917/rhmc.574.0007, lire en ligne, consulté le 21 septembre 2019)
- [Musset 1909] René Musset, « L'administration des haras et l'élevage du cheval en France au XVIIIe siècle (1715-1790) », Revue d’Histoire Moderne & Contemporaine, vol. 13, no 1,‎ 1909, p. 36–57 (DOI 10.3406/rhmc.1909.4585, lire en ligne, consulté le 27 septembre 2019)